# Mặt trận Rzhev-Sychyovka-Vyazma
Chiến sự trên Mặt trận Rzhev-Sychyovka-Vyazma là hoạt động quân sự lớn trong Chiến tranh Xô-Đức bao gồm nhiều chiến dịch bộ phận do các Phương diện quân Tây, Phương diện quân Kalinin và Phương diện quân Bryansk cùng với cánh phải Phương diện quân Tây Bắc của Hồng quân Liên Xô chống lại Cụm Tập đoàn quân Trung tâm của Quân đội Đức Quốc xã. Tổng cộng có 10 chiến dịch lớn của cả hai bên đã diễn ra trên khu vực Rzhev - Sychyovka - Vyazma, phía tây Moskva từ ngày 8 tháng 1 năm 1942 đến 31 tháng 3 năm 1943, gồm có:
- Chiến dịch phản công Rzhev-Vyazma (1942): từ ngày 8 tháng 1 đến 28 tháng 2 năm 1942.
- Chiến dịch phản công Mozhaysk-Vyazma (hay Chiến dịch Sao Mộc): Từ ngày 10 tháng 1 đến 31 tháng 3 năm 1942.
- Chiến dịch phản công Toropets–Kholm: Từ ngày 9 tháng 1 đến 6 tháng 2 năm 1942.
- Chiến dịch đổ bộ đường không Vyazma: Từ 18 tháng 1 đến 28 tháng 2 năm 1942.
- Chiến dịch phản công chiến lược Rzhev-Sychyovka: Từ 30 tháng 7 đến 23 tháng 8 năm 1942.
- Chiến dịch Sao Hỏa: từ 25 tháng 11 đến 20 tháng 12 năm 1942.
- Chiến dịch tấn công Rzhev-Vyazma (1943): Từ ngày 2 tháng 3 đến 31 tháng 3 năm 1943.

Mục đích trọng tâm của các hoạt động quân sự của Hồng quân tại đây là nhằm thanh toán "chỗ lồi Rzhev", một vòng cung rộng và nguy hiểm ăn sâu vào tuyến phòng thủ của Quân đội Liên Xô tại vùng phụ cận phía tây thủ đô Moskva. Trong khi đó, quân Đức quyết giữ vững chỗ lồi này vì họ cho rằng "Rzhev là nền tảng của mặt trận phía đông". Các chiến dịch và các trận đánh tại đây diễn ra khốc liệt và hầu hết đều bất phân thắng bại với thương vong rất lớn của cả hai bên nên người Nga đã gọi khu vực này là "cối xay thịt Rzhev" ("Ржевская мясорубка").
Quân đội Đức Quốc xã cũng tổ chức các chiến dịch nhằm củng cố chỗ đứng chân của họ tại bàn đạp quan trọng này:
- Chiến dịch Hannover từ tháng 4 đến tháng 6 năm 1942 nhằm tiêu diệt Tập đoàn quân 33, Quân đoàn kỵ binh cận vệ 1 và Quân đoàn đổ bộ đường không 4 (Liên Xô) tại khu vực tây nam Vyazma.
- Chiến dịch Seydlitz từ ngày 2 tháng 7 đến ngày 16 tháng 7 năm 1942 nhằm thanh toán Tập đoàn quân 39, Quân đoàn kỵ binh 11 và du kích Liên Xô hoạt động tại khu vực thượng nguồn các con sông Obsha, Vop và Dniepr, án ngữ con đường sắt Velikiye Luki-Rzhev (phía tây Rzhev).
- Chiến dịch "Con trâu" từ 1 tháng 3 đến ngày 30 tháng 3 năm 1943 thực chất là cuộc rút quân Đức khỏi khu vực Rzhev - Vyazma về tuyến Dukhovshchina - Dorogobuzh - Spas-Demensk do các đòn tấn công của quân đội Liên Xô trong Chiến dịch tấn công Rzhev-Vyazma (1943) nhằm thu hẹp chính diện mặt trận. Nhờ đó, quân Đức rút khỏi khu vực này 16 sư đoàn và điều đi tăng cường cho hướng Oryol - Kursk để chuẩn bị cho Chiến dịch Thành Trì.

Trong suốt thời gian chiến dịch, Quân đội Liên Xô đã giam chân tại đây ba tập đoàn quân mạnh của quân đội Đức Quốc xã (Tập đoàn quân xe tăng 2, Tập đoàn quân xe tăng 3 và Tập đoàn quân 9), không cho quân Đức rút các tập đoàn quân này đến hướng tây nam, hướng chiến lược đặc biệt quan trọng của Mặt trận Xô-Đức trong những năm 1942-1943. Sau hơn 1 năm chiến đấu ròng rã với những thiệt hại rất lớn về người và phương tiện, đến ngày 31 tháng 3 năm 1943, quân đội Liên Xô mới thu hồi được khu vực Rzhev-Sychyovka-Vyazma, loại trừ hoàn toàn nguy cơ đe dọa thủ đô Moskva.

## Bối cảnh và tình huống mặt trận

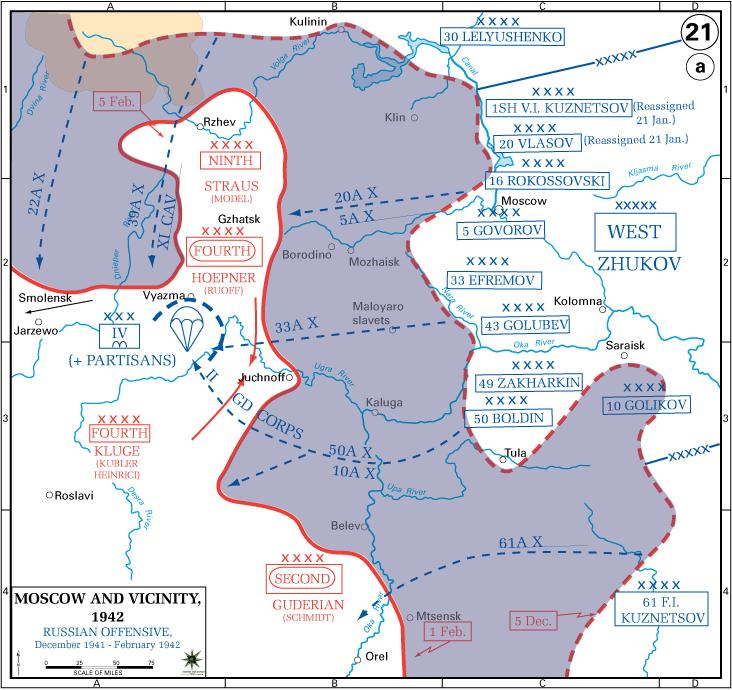
Bản đồ vị trí của các đơn vị quân đội Liên Xô, quân đội Đức Quốc xã tại khu vực Rzhev-Vyazma (1941-1942) và các hướng tấn công của quân đội Liên Xô

Sau Trận phản công của Hồng quân tại khu vực Moskva mùa đông 1941-1942, hình thế mặt trận này tiếp tục diễn biến phức tạp. Mặc dù đã đuổi được quân đội Đức Quốc xã về phía tây Moskva từ 100 đến 200 km nhưng trên chiến trường, Quân đội Liên Xô vẫn chưa nắm được quyền chủ động chiến lược. Lực lượng dự trữ chiến lược của Liên Xô vẫn còn mỏng và đã bị tiêu hao một phần không nhỏ trong các trận đánh. Quân đội Đức Quốc xã tuy bị thua trong trận đánh có tính chất chiến lược trước cửa ngõ Moskva nhưng vẫn còn nhiều tiềm lực dự trữ mạnh. Mặc dù thiệt hại của quân Đức đã lên đến 25,96% tổng quân số ở mặt trận phía đông như quân đội Đức Quốc xã vẫn duy trì một lực lượng đáng kể gồm hơn 60 sư đoàn trước của ngõ Moskva. Trong tháng 1 năm 1942, quân đội Đức Quốc xã đã đưa thêm sang mặt trận phía đông 18 sư đoàn, trong đó có 12.000 sĩ quan cấp úy trở lên vừa được đào tạo.
Các chiến dịch của hai bên diễn ra trong mùa đông giá rét và mùa xuân lầy lội năm 1942. Trên chiến trường phía tây khu vực Moskva, quân đội Đức Quốc xã và Quân đội Liên Xô bố trí theo thế xen cài vào nhau, đặc biệt là trên hướng tây bắc Moskva, chứa đựng nhiều khả năng đột kích vào hai bên sườn của nhau. Ở phía bắc, Phương diện quân tây bắc đã tiến sát biên giới Byelorussia, cách Vitebsk khoảng 100 km nhưng không thể tiến xa hơn. Ở giữa mặt trận, Phương diện quân Kalinin chiếm giữ chỗ lồi Kholm-Zhirkovsky giữa ba con sông Obsha, Dniepr và Vop. Phương diện quân Tây chiếm giữ tuyến Zubtsov - Durykina - Damanovo (???), vòng sang phía tây qua Bakhmutovo - Kirov - Lyudinovo - Zhizdra và trở lại phía đông trên tuyến sông Oka. Phương diện quân Bryansk phòng thủ trên tuyến sông Oka và sông Zusha. Phương diện quân tây nam sau khi bao vây, tiêu diệt Quân đoàn bộ binh 34 (Đức) trong Chiến dịch phản công Yelets-Khomutovo đã tiến ra tuyến Novosil - Verkhovye - Volovo. Đối diện với 5 phương diện quân Liên Xô là 6 tập đoàn quân Đức thuộc Cụm tập đoàn quân Trung tâm, trong đó có ba tập đoàn quân xe tăng 2, 3 và 4. Quân đội Đức Quốc xã chiếm giữ một "chỗ lồi lớn" Rzhev - Vyazma và một "chỗ lồi nhỏ" Yukhnov, các tuyến đường sắt quan trọng từ Smolensk đi Vitebsk và Orsha ở phía tây, đi Rzhev ở phía đông bắc, đi Spas-Demensk ở phía đông, đi Roslavl và Bryansk ở phía đông nam đều nằm trong tay quân Đức. Người Đức coi khu vực này có giá trị như "nền tảng của mặt trận phía đông".
Các nhà sử học Nga hiện đại, Phó tiến sĩ sử học Svetlana Aleksandrovna Gerasimova và Tiến sĩ sử học Oleg Andreyevich Kondrachev đã tổng kết những phần còn khuyết thiếu trong lịch sử Chiến tranh vệ quốc vĩ đại của Liên Xô trên khu vực Rzhev - Vyazma từ năm 1942 đến năm 1943 và đặt cho các hoạt động này tên gọi là "Trận chiến Rzhev".

## Binh lực và kế hoạch

### Quân đội Liên Xô

#### Binh lực
Phương diện quân Kalinin  do trung tướng I. S. Konev (đến tháng 10 năm 1942), trung tướng M. A. Purkayev (đến 4 năm 1943) chỉ huy. Thành phần biên chế trong quá trình chiến sự gồm có:
- Tháng 1 năm 1942:
  - Biên chế cơ bản: Các tập đoàn quân 22, 29, 30, 39.
  - Bộ binh: 31 sư đoàn bộ binh, 9 tiểu đoàn trượt tuyết
  - Kỵ binh: 1 sư đoàn và 1 trung đoàn độc lập
  - Pháo binh: 14 trung đoàn lựu pháo, 9 trung đoàn pháo nòng dài, 1 trung đoàn Katyusha, 2 trung đoàn súng cối cận vệ, 1 trung đoàn chống tăng, 7 trung đoàn phòng không.
  - Thiết giáp: 1 lữ đoàn và 6 tiểu đoàn xe tăng, 2 trung đoàn cơ giới, 1 tiểu đoàn trinh sát cơ giới
  - Không quân: 3 sư đoàn và 8 trung đoàn
  - Công binh: 14 tiểu đoàn
- Tháng 4 năm 1942:
  - Biên chế cơ bản: Các tập đoàn quân xung kích 3, 4; các tập đoàn quân 22, 29, 30, 31, 39.
  - Bộ binh: 1 quân đoàn và 50 sư đoàn
  - Kỵ binh: 1 quân đoàn và 1 sư đoàn.
  - Pháo binh: 18 trung đoàn lựu pháo, 3 trung đoàn pháo nòng dài, 3 trung đoàn Katyusha, 12 trung đoàn súng cối, 2 trung đoàn chống tăng, 12 trung đoàn phòng không.
  - Thiết giáp: 8 lữ đoàn và 13 tiểu đoàn xe tăng, 1 trung đoàn cơ giới, 1 tiểu đoàn trinh sát cơ giới
  - Không quân: 23 trung đoàn
  - Công binh: 40 tiểu đoàn
- Tháng 7 năm 1942:
  - Biên chế cơ bản: Các tập đoàn quân xung kích 3, 4; các tập đoàn quân 22, 29, 30, 31, 39, 41, 58.
  - Bộ binh: 1 quân đoàn, 49 sư đoàn, 5 lữ đoàn và 11 tiểu đoàn độc lập.
  - Kỵ binh: 1 quân đoàn, 4 sư đoàn và 1 trung đoàn độc lập.
  - Pháo binh: 18 trung đoàn lựu pháo, 7 trung đoàn pháo nòng dài, 5 trung đoàn Katyusha, 6 trung đoàn súng cối, 5 trung đoàn chống tăng, 2 sư đoàn phòng không.
  - Thiết giáp: 12 lữ đoàn và 7 tiểu đoàn xe tăng, 1 lữ đoàn và 1 trung đoàn cơ giới.
  - Không quân: 6 sư đoàn và 10 trung đoàn
  - Công binh: 14 lữ đoàn và 21 tiểu đoàn
- Tháng 10 năm 1942:
  - Biên chế cơ bản: Các tập đoàn quân xung kích 3, 4; các tập đoàn quân 22, 39, 41, 43; Tập đoàn quân không quân 3
  - Bộ binh: 1 quân đoàn, 33 sư đoàn, 10 lữ đoàn và 1 tiểu đoàn độc lập.
  - Kỵ binh: 1 quân đoàn.
  - Pháo binh: 18 trung đoàn lựu pháo, 14 trung đoàn pháo nòng dài, 4 trung đoàn Katyusha, 17 trung đoàn súng cối, 12 trung đoàn chống tăng, 2 sư đoàn phòng không.
  - Thiết giáp: 1 quân đoàn, 1 lữ đoàn và 1 tiểu đoàn cơ giới, 9 lữ đoàn và 5 tiểu đoàn xe tăng.
  - Không quân: 6 sư đoàn và 9 trung đoàn độc lập.
  - Công binh: 2 lữ đoàn và 28 tiểu đoàn độc lập.
- Tháng 1 năm 1943:
  - Biên chế cơ bản: Các tập đoàn quân xung kích 3, 4; các tập đoàn quân 22, 39, 41, 43; Tập đoàn quân không quân 3
  - Bộ binh: 4 quân đoàn, 37 sư đoàn, 16 lữ đoàn.
  - Kỵ binh: 1 sư đoàn.
  - Pháo binh: 26 trung đoàn lựu pháo, 20 trung đoàn pháo nòng dài, 6 trung đoàn Katyusha, 3 lữ đoàn và 13 trung đoàn súng cối, 7 lữ đoàn chống tăng, 10 trung đoàn phòng không.
  - Thiết giáp: 3 quân đoàn và 8 lữ đoàn cơ giới, 9 lữ đoàn và 3 tiểu đoàn xe tăng.
  - Không quân: 3 quân đoàn, 11 sư đoàn và 9 trung đoàn độc lập.
  - Công binh: 3 lữ đoàn và 32 tiểu đoàn độc lập.

 Phương diện quân Tây  do đại tướng G. K. Zhukov (đến tháng 8 năm 1942), thượng tướng I. S. Konev (đến tháng 2 năm 1943) và trung tướng V. D. Sokolovsky chỉ huy. Thành phần biên chế trong quá trình chiến sự gồm có:
- Tháng 1 năm 1942:
  - Biên chế cơ bản: Tập đoàn quân xung kích 1, các tập đoàn quân bộ binh 5, 10, 16, 20, 33, 43, 49, 50.
  - Bộ binh: 44 sư đoàn, 26 lữ đoàn và 1 trung đoàn bộ binh; 1 quân đoàn và 2 lữ đoàn trượt tuyết.
  - Kỵ binh: 2 quân đoàn và 12 sư đoàn.
  - Pháo binh: 31 trung đoàn lựu pháo, 25 trung đoàn pháo nòng dài, 23 tiểu đoàn Katyusha, 1 lữ đoàn súng cối, 15 tiểu đoàn chống tăng, 12 trung đoàn phòng không.
  - Thiết giáp: 1 sư đoàn, 14 lữ đoàn và 5 tiểu đoàn xe tăng, 4 trung đoàn và 2 tiểu đoàn cơ giới.
  - Không quân: 1 Cụm không quân chiến lược, 8 sư đoàn và 11 trung đoàn
  - Công binh: 2 lữ đoàn và 39 tiểu đoàn
- Tháng 4 năm 1942:
  - Biên chế cơ bản: Các tập đoàn quân bộ binh 5, 10, 16, 20, 33, 43, 49, 50, 61; Quân đoàn công binh dặc nhiệm 1
  - Bộ binh: 1 quân đoàn, 55 sư đoàn, 18 lữ đoàn và 27 tiểu đoàn bộ binh; 1 quân đoàn và 3 lữ đoàn trượt tuyết.
  - Kỵ binh: 2 quân đoàn và 6 sư đoàn.
  - Pháo binh: 33 trung đoàn lựu pháo, 16 trung đoàn pháo nòng dài, 14 tiểu đoàn Katyusha, 3 trung đoàn súng cối, 14 tiểu đoàn chống tăng, 3 sư đoàn phòng không.
  - Thiết giáp: 14 lữ đoàn và 1 tiểu đoàn xe tăng, 5 trung đoàn và 8 tiểu đoàn cơ giới.
  - Không quân: 39 sư đoàn
  - Công binh: 1 quân đoàn, 9 lữ đoàn và 52 tiểu đoàn
- Tháng 7 năm 1942:
  - Biên chế cơ bản: Các tập đoàn quân bộ binh 5, 10, 16, 20, 33, 43, 49, 50, 61; Tập đoàn quân không quân 1; Quân đoàn công binh đặc nhiệm 1.
  - Bộ binh: 4 quân đoàn, 54 sư đoàn, 24 lữ đoàn và 13 tiểu đoàn bộ binh.
  - Kỵ binh: 1 quân đoàn và 3 sư đoàn.
  - Pháo binh: 44 trung đoàn lựu pháo, 23 trung đoàn pháo nòng dài, 16 tiểu đoàn Katyusha, 8 trung đoàn súng cối, 6 trung đoàn chống tăng, 4 sư đoàn phòng không.
  - Thiết giáp: 6 quân đoàn, 35 lữ đoàn và 5 tiểu đoàn xe tăng, 7 lữ đoàn và 6 trung đoàn cơ giới.
  - Không quân: 23 sư đoàn
  - Công binh: 1 quân đoàn, 9 lữ đoàn và 51 tiểu đoàn
- Tháng 10 năm 1942:
  - Biên chế cơ bản: Các tập đoàn quân bộ binh 5, 10, 16, 20, 29, 30, 31, 33, 49, 50, 61; Tập đoàn quân không quân 1.
  - Bộ binh: 4 quân đoàn, 75 sư đoàn, 17 lữ đoàn bộ binh, 3 lữ đoàn trượt tuyết.
  - Kỵ binh: 2 quân đoàn và 6 sư đoàn.
  - Pháo binh: 54 trung đoàn lựu pháo, 25 trung đoàn pháo nòng dài, 8 tiểu đoàn Katyusha, 9 trung đoàn súng cối, 25 trung đoàn chống tăng, 25 trung đoàn phòng không.
  - Thiết giáp: 3 quân đoàn, 44 lữ đoàn và 7 tiểu đoàn xe tăng, 1 lữ đoàn và 1 trung đoàn pháo tự hành, 2 lữ đoàn và 7 trung đoàn cơ giới.
  - Không quân: 11 sư đoàn, 15 trung đoàn và 1 Cụm không quân chiến lược
  - Công binh: 4 lữ đoàn và 58 tiểu đoàn
- Tháng 1 năm 1943:
  - Biên chế cơ bản: Các tập đoàn quân bộ binh 5, 10, 16, 20, 29, 30, 31, 33, 49, 50, 61; Tập đoàn quân không quân 1.
  - Bộ binh: 3 quân đoàn, 65 sư đoàn và 7 lữ đoàn bộ binh, 2 sư đoàn bộ binh cơ giới, 14 lữ đoàn trượt tuyết.
  - Kỵ binh: 2 quân đoàn và 6 sư đoàn.
  - Pháo binh: 41 trung đoàn lựu pháo, 2 sư đoàn pháo nòng dài, 5 trung đoàn Katyusha, 2 lữ đoàn và 15 trung đoàn súng cối, 19 lữ đoàn và 12 trung đoàn chống tăng, 2 sư đoàn và 16 trung đoàn phòng không.
  - Thiết giáp: 3 quân đoàn, 18 lữ đoàn và 4 tiểu đoàn xe tăng, 8 trung đoàn pháo tự hành, 8 trung đoàn cơ giới.
  - Không quân: 4 sư đoàn và 15 trung đoàn.
  - Công binh: 4 lữ đoàn và 48 tiểu đoàn

Phương diện quân Bryansk do các trung tướng Ya. T. Cherevichenko (đến tháng 4 năm 1942), F. I. Golikov (đến tháng 7 năm 1942), N. E. Chibisov (đến tháng 9 năm 1942), K. K. Rokossovsky (đến tháng 9 năm 1942) và thượng tướng M. A. Reiter lần lượt chỉ huy. Thành phần biên chế trong quá trình chiến sự gồm có:
- Tháng 1 năm 1942:
  - Biên chế cơ bản: Các tập đoàn quân bộ binh 3, 13 61; Cụm chiến dịch Kostenko.
  - Bộ binh: 18 sư đoàn và 2 tiểu đoàn bộ binh.
  - Kỵ binh: 1 quân đoàn và 9 sư đoàn.
  - Pháo binh: 5 trung đoàn lựu pháo, 3 trung đoàn pháo nòng dài, 2 trung đoàn Katyusha, 1 trung đoàn súng cối và 3 trung đoàn phòng không.
  - Thiết giáp: 2 lữ đoàn và 1 tiểu đoàn xe tăng, 1 lữ đoàn cơ giới.
  - Không quân: 3 sư đoàn.
  - Công binh: 9 tiểu đoàn
- Tháng 4 năm 1942:
  - Biên chế cơ bản: Các tập đoàn quân bộ binh 3, 13; Quân đoàn công binh đặc nhiệm 6
  - Bộ binh: 12 sư đoàn và 15 tiểu đoàn bộ binh.
  - Kỵ binh: 4 quân đoàn và 4 sư đoàn.
  - Pháo binh: 7 trung đoàn lựu pháo, 2 trung đoàn pháo nòng dài, 2 trung đoàn Katyusha, 2 trung đoàn súng cối và 5 trung đoàn phòng không.
  - Thiết giáp: 4 lữ đoàn xe tăng, 1 trung đoàn và 3 tiểu đoàn cơ giới.
  - Không quân: 1 cụm không quân chiến dịch và 8 trung đoàn độc lập.
  - Công binh: 1 quân đoàn, 3 lữ đoàn và 16 tiểu đoàn
- Tháng 7 năm 1942:
  - Biên chế cơ bản: Các tập đoàn quân bộ binh 3, 13, 40, 48; Tập đoàn quân xe tăng 5; Tập đoàn quân không quân 2; Quân đoàn công binh đặc nhiệm 6.
  - Bộ binh: 25 sư đoàn và 10 lữ đoàn bộ binh.
  - Kỵ binh: 2 quân đoàn và 6 sư đoàn.
  - Pháo binh: 20 trung đoàn lựu pháo, 10 trung đoàn pháo nòng dài, 2 trung đoàn Katyusha, 3 trung đoàn chống tăng, 14 trung đoàn súng cối và 8 trung đoàn phòng không.
  - Thiết giáp: 7 quân đoàn, 32 tiểu đoàn xe tăng, 7 lữ đoàn cơ giới, 7 trung đoàn pháo tự hành.
  - Không quân: 1 cụm không quân chiến dịch, 8 sư đoàn và 8 trung đoàn độc lập.
  - Công binh: 1 quân đoàn, 4 lữ đoàn và 24 tiểu đoàn
- Tháng 10 năm 1942:
  - Biên chế cơ bản: Các tập đoàn quân bộ binh 3, 13, 48; Tập đoàn quân xe tăng 5; Tập đoàn quân không quân 15; Quân đoàn công binh đặc nhiệm 6.
  - Bộ binh: 6 quân đoàn, 19 sư đoàn và 5 lữ đoàn bộ binh.
  - Kỵ binh: 1 quân đoàn và 2 sư đoàn.
  - Pháo binh: 7 trung đoàn lựu pháo, 2 trung đoàn pháo nòng dài, 1 trung đoàn Katyusha, 8 trung đoàn chống tăng, 9 trung đoàn súng cối và 8 trung đoàn phòng không.
  - Thiết giáp: 6 quân đoàn, 13 lữ đoàn xe tăng, 2 lữ đoàn và 1 trung đoàn cơ giới, 6 trung đoàn pháo tự hành.
  - Không quân: 3 sư đoàn và 7 trung đoàn độc lập.
  - Công binh: 1 quân đoàn, 1 lữ đoàn và 20 tiểu đoàn
- Tháng 1 năm 1943:
  - Biên chế cơ bản: Các tập đoàn quân bộ binh 3, 13, 48; Tập đoàn quân không quân 15;
  - Bộ binh: 22 sư đoàn và 1 lữ đoàn bộ binh.
  - Kỵ binh: 1 quân đoàn và 2 sư đoàn.
  - Pháo binh: 2 trung đoàn lựu pháo, 2 trung đoàn pháo nòng dài, 2 trung đoàn Katyusha, 5 trung đoàn chống tăng, 7 trung đoàn súng cối, 1 sư đoàn và 3 trung đoàn phòng không.
  - Thiết giáp: 1 quân đoàn, 6 lữ đoàn xe tăng; 6 trung đoàn và 1 tiểu đoàn cơ giới, 3 trung đoàn và 2 tiểu đoàn pháo tự hành.
  - Không quân: 3 sư đoàn và 5 trung đoàn độc lập.
  - Công binh: 2 lữ đoàn và 13 tiểu đoàn

#### Kế hoạch
Sau khi đẩy lùi quân Đức ra xa Moskva và tổ chức các trận phản công thắng lợi ở Tikhvin, Rostov và Yelets, Tổng tư lệnh tối cao Liên Xô I. V. Stalin cho rằng quân Đức sẽ không chịu nổi các đòn tấn công của Hồng quân, ông yêu cầu Bộ Tổng tham mưu Hồng quân nghiên cứu triển khai ý định tổ chức tổng tấn công trên toàn bộ các mặt trận từ hồ Ladoga đến Biển Đen. Tổng tham mưu trưởng quân đội Liên Xô khi đó, Nguyên soái B. M. Shaposhnikov được giao khởi thảo dự án kế hoạch nhưng trong thâm tâm, ông đồng ý với đại tướng G. K. Zhukov rằng quân đội Liên Xô chưa đủ sức để thực hiện cuộc tổng tấn công toàn diện trên tất cả các mặt trận. Trong hội nghị quân sự ngày 5 tháng 1 năm 1942, đại tướng G. K. Zhukov cho rằng quân Đức mới chỉ bị đánh cho thua đau và tạm thời mất quyền chủ động chứ chưa bị thất bại hoàn toàn. Quân Đức vẫn chiếm ưu thế trên các mặt trận cả về người, xe tăng, pháo và không quân. Tại cuộc họp này, các nguyên soái S. K. Timoshenko và K. E. Voroshilov chủ trương tấn công. I. V. Stalin kết luận:
| “               | Quân Đức đang lúng túng trước những thất bại gần Moskva. Lúc này là thời cơ thích hợp nhất để chuyển sang tổng tấn công... Tôi đã nói chuyện với Timoshenko, đồng chí ấy chủ trương tiến công. Cần phải nghiền nát quân Đức nhanh hơn nữa để sang xuân, chúng không thể tiến công được nữa | ” |
| — I. V. Stalin, | |   |

Những ý kiến của B. M. Shaposhnikov và G. K. Zhukov về thực hiện phòng ngự tích cực đã không được chấp nhận. I. V. Stalin cũng bỏ qua cảnh báo của N. A. Voznesensky, chủ nhiệm Ủy ban kinh tế và công nghiệp quốc phòng Liên Xô rằng: "Hiện nay, chúng ta chưa có phương tiện vật chất đủ đảm bảo tiến công đồng loạt trên tất cả các mặt trận". Khi G. K. Zhukov đề nghị chỉ nên tập trung tiêu diệt cánh quân Rzhev - Vyazma của Đức đang uy hiếp Moskva thì I. V. Stalin chấp nhận ngay và lệnh cho B. M. Shaposhnikov gộp ý kiến đó vào kế hoạch tổng tấn công. Và thế là bắt đầu xuất hiện giai thoại về cái gọi là "các cuộc tấn công mang tên Shaposhnikov".
Ngày 7 tháng 1 năm 1942, Đại bản doanh Bộ Tổng tư lệnh tối cao Liên Xô ra chỉ lệnh yêu cầu các phương diện quân 
Tây, Kalinin và Bryansk tổ chức tấn công. Phương diện quân Kalinin tấn công từ phía bắc chỗ lồi Rzhev-Vyazma theo hướng chung đến Smolensk và Vitebsk. Phương diện quân Tây tấn công từ phía đông chỗ lồi Rzhev-Vyazma, đánh chiếm Vyazma. Cánh bắc phát triển đến Smolensk. Cánh Nam tiến ra Sukhinichi - Kirov, chi viện cho Phương diện quân Bryansk đánh chiếm Bryansk. Phương diện quân Bryansk tấn công theo hướng tây đến Oryol. Kế hoạch tấn công yêu cầu sử dụng kỵ binh và quân đổ bộ đường không đột kích vào khu vực phía đông Smolensk, chia cắt và bao vây Tập đoàn quân 9 và Tập đoàn quân xe tăng 4 (Đức) trong khu vực Rzhev-Vyazma. Dự kiến đến trước mùa hè năm 1942, các phương diện quân sẽ tiến ra tuyến tiếp cận Vitebsk, Smolensk, Roslavl và Bryansk.

### Quân đội Đức Quốc xã

#### Binh lực
Cụm tập đoàn quân Trung tâm do thống chế Günther von Kluge và thượng tướng Walter Model lần lượt chỉ huy. Biên chế từ tháng 1 năm 1942 đến tháng 1 năm 1943 gồm có:
Tập đoàn quân xe tăng 2
Do trung tướng Rudolf Schmidt chỉ huy. Biên chế qua các giai đoạn của chiến dịch gồm có:
- Tháng 1 năm 1942:
  - Quân đoàn cơ giới 24 của tướng Willibald Freiherr von Langermann, gồm 1 sư đoàn cơ giới và 2 cụm tác chiến (tương đương sư đoàn)
  - Quân đoàn bộ binh 47 của tướng Joachim Lemelsen, gồm 2 sư đoàn cơ giới, 1 sư đoàn bộ binh và 1 cụm tác chiến.
  - Quân đoàn bộ binh 53 của tướng Heinrich Clößner, gồm 1 sư đoàn xe tăng và 4 sư đoàn bộ binh.
- Tháng 6 năm 1942:
  - Quân đoàn bộ binh 35 của tướng Edgar Theissen, gồm 3 sư đoàn bộ binh.
  - Quân đoàn xe tăng 47 của tướng Joachim Lemelsen (cải tổ từ Quân đoàn bộ binh 47), gồm 2 sư đoàn xe tăng và 4 sư đoàn bộ binh.
  - Quân đoàn bộ binh 53 của tướng Heinrich Clößner gồm 5 sư đoàn bộ binh.
  - Sư đoàn bộ binh 707 (trực thuộc Tập đoàn quân)
- Tháng 1 năm 1943
  - Quân đoàn xe tăng 47 của tướng Joachim Lemelsen, gồm 2 sư đoàn xe tăng và 4 sư đoàn bộ binh.
  - Quân đoàn bộ binh 35 của tướng Lothar Rendulic, gồm 2 sư đoàn xe tăng 4, 17 và 2 sư đoàn bộ binh.
  - Quân đoàn bộ binh 53 của tướng Heinrich Clößner, gồm 7 sư đoàn bộ binh.

Tập đoàn quân xe tăng 3
Do trung tướng Georg-Hans Reinhardt chỉ huy. Biên chế qua các giai đoạn của chiến dịch gồm có:
- Tháng 1 năm 1942:
  - Quân đoàn xe tăng 46 của tướng Friedrich Kirchner, gồm 2 sư đoàn xe tăng và 1 sư đoàn cơ giới.
  - Quân đoàn xe tăng 56 của tướng Ferdinand Schaal, gồm 2 sư đoàn xe tăng, 1 sư đoàn bộ binh và 1 lữ đoàn cơ giới.
  - Quân đoàn bộ binh 59 của tướng Kurt von der Chevallerie, gồm 2 sư đoàn và 2 trung đoàn bộ binh, 1 lữ đoàn cơ giới.
- Tháng 6 năm 1942:
  - Quân đoàn bộ binh 9 của tướng Hans Schmidt, gồm 4 sư đoàn bộ binh.
  - Quân đoàn bộ binh 20 của tướng Friedrich Materna, gồm 1 sư đoàn xe tăng, 4 sư đoàn bộ binh.
  - Quân đoàn xe tăng 41 gồm 3 sư đoàn xe tăng và 2 sư đoàn bộ binh.
- Tháng 1 năm 1943:
  - Quân đoàn xe tăng 46 của tướng Hans-Karl von Esebeck, gồm 2 sư đoàn xe tăng, 1 sư đoàn cơ giới và 1 sư đoàn bộ binh.
  - Quân đoàn bộ binh 9 của tướng Hans Schmidt, gồm 6 sư đoàn bộ binh.
  - Quân đoàn bộ binh 20 của tướng Rudolf Freiherr von Roman, gồm 3 sư đoàn bộ binh.

Tập đoàn quân xe tăng 4
- Do trung tướng Richard Ruoff chỉ huy. Từ tháng 5 năm 1942, nó được rút về lực lượng dự bị trực thuộc OKH, đến tháng 7 năm 1942 được đưa vào biên chế Cụm tập đoàn quân Nam. Biên chế trong giai đoạn tham gia các hoạt động quân sự tại Rzhev-Vyazma gồm có:
  - Quân đoàn bộ binh 7 của tướng Ernst-Eberhard Hell gồm 4 sư đoàn bộ binh.
  - Quân đoàn bộ binh 9 của tướng Hans Schmidt, gồm 1 sư đoàn xe tăng và 3 sư đoàn bộ binh.
  - Quân đoàn bộ binh 5 của tướng Wilhelm Wetzel, gồm 4 sư đoàn bộ binh.

Tập đoàn quân 2
Do các tướng Maximilian Reichsfreiherr von Weichs, Hans von Salmuth và Walter Weiss lần lượt chỉ huy. Biên chế trong các giai đoạn của chiến dịch gồm có:
- Tháng 1 năm 1942:
  - Quân đoàn bộ binh 48 do tướng Friedrich-Wilhelm von Chappuis chỉ huy, gồm 3 sư đoàn bộ binh.
  - Quân đoàn bộ binh 55 do các tướng Erwin Vierow và Rudolf Freiherr von Roman lần lượt chỉ huy, gồm 1 sư đoàn xe tăng, 1 sư đoàn an ninh, 3 sư đoàn và 1 lữ đoàn bộ binh.
  - Cơ quan chỉ huy Quân đoàn 35 (sau khi các đơn vị của quân đoàn này được chuyển thuộc Tập đoàn quân xe tăng 2).
- Tháng 6 năm 1942:
  - Quân đoàn xe tăng 41 do tướng Josef Harpe chỉ huy, gồm 2 sư đoàn xe tăng, 1 sư đoàn bộ binh.
  - Quân đoàn bộ binh 55 do tướng Rudolf Freiherr von Roman chỉ huy, gồm 3 sư đoàn và 1 lữ đoàn bộ binh.
  - Quân đoàn bộ binh 6 do tướng Bruno Bieler chỉ huy, gồm các sư đoàn bộ binh 6, 26, 256.
  - Tập đoàn quân 2 Hungary (1 sư đoàn cơ giới, 4 sư đoàn bộ binh).
- Tháng 1 năm 1943:
  - Quân đoàn bộ binh 7 do tướng Ernst-Eberhard Hell chỉ huy, gồm 1 sư đoàn xe tăng, 4 sư đoàn bộ binh.
  - Quân đoàn bộ binh 13 do tướng Erich Straube chỉ huy, gồm 4 sư đoàn bộ binh.
  - Quân đoàn bộ binh 55 do tướng Rudolf Freiherr von Roman chỉ huy, gồm 4 sư đoàn bộ binh.

Tập đoàn quân 4
Do các tướng Ludwig Kübler, Gotthard Heinrici và Hans von Salmuth đã lần lượt chỉ huy. Biên chế trong thời gian tham chiến tại mặt trận này gồm có:
- Tháng 1 năm 1942:
  - Quân đoàn bộ binh 12 do các tướng Walter Schroth chỉ huy, gồm 4 sư đoàn bộ binh.
  - Quân đoàn bộ binh 13 do các tướng Otto-Ernst Ottenbacher và Friedrich Siebert lần lượt chỉ huy, gồm 4 sư đoàn bộ binh.
  - Quân đoàn bộ binh 40 do các tướng Hans Zorn và Georg Stumme lần lượt chỉ huy, gồm 4 sư đoàn bộ binh.
  - Quân đoàn bộ binh 43 do các tướng Gerhard Berthold, Kurt Brennecke lần lượt chỉ huy, gồm 3 sư đoàn và 2 trung đoàn bộ binh.
  - Quân đoàn bộ binh 57 do tướng Friedrich Kirchner chỉ huy, gồm 1 sư đoàn xe tăng 19, 1 sư đoàn cơ giới và 1 sư đoàn bộ binh.
- Tháng 6 năm 1942:
  - Quân đoàn bộ binh 12 do tướng Walther Gräßner chỉ huy, gồm 3 sư đoàn bộ binh
  - Quân đoàn bộ binh 13 do tướng Erich Straube chỉ huy, gồm 1 sư đoàn xe tăng 11, 2 sư đoàn bộ binh.
  - Quân đoàn bộ binh 43 do các tướng Joachim von Kortzfleisch và Kurt Brennecke lần lượt chỉ huy, gồm 4 sư đoàn bộ binh.
  - Quân đoàn xe tăng 56 do tướng Ferdinand Schaal chỉ huy, gồm 1 sư đoàn xe tăng, 1 sư đoàn cơ giới, 1 sư đoàn bộ binh, 1 trung đoàn cơ giới và 1 trung đoàn pháo tự hành.
- Tháng 1 năm 1943:
  - Quân đoàn bộ binh 12 do tướng Kurt von Tippelskirch chỉ huy, gồm 3 sư đoàn bộ binh 260, 267, 268.
  - Quân đoàn bộ binh 43 do tướng Karl von Oven chỉ huy, gồm 3 sư đoàn bộ binh 31, 34, 137.
  - Quân đoàn xe tăng 56 do tướng Ferdinand Schaal chỉ huy, gồm 5 sư đoàn bộ binh 10, 131, 267, 321, 331.

Tập đoàn quân 9
Do các tướng Walter Model, Albrecht Schubert, Heinrich von Vietinghoff-Scheel chỉ huy. Và đến tháng 12 năm 1942, tướng Walter Model lại một lần nữa quay lại chỉ huy tập đoàn quân này trong 4 tháng. Thành phần biên chế của nó qua các giai đoạn gồm có:
- Tháng 1 năm 1942:
  - Quân đoàn bộ binh 6 do tướng Bruno Bieler chỉ huy, gồm 1 sư đoàn xe tăng, 5 sư đoàn bộ binh.
  - Quân đoàn bộ binh 23 do tướng Albrecht Schubert chỉ huy, gồm 3 sư đoàn bộ binh, 1 lữ đoàn kỵ binh..
  - Quân đoàn bộ binh 27 do tướng Joachim Witthöft chỉ huy, gồm 4 sư đoàn bộ binh.
- Tháng 6 năm 1942:
  - Quân đoàn bộ binh 6 do tướng Bruno Bieler chỉ huy, gồm 1 sư đoàn xe tăng, 3 sư đoàn bộ binh.
  - Quân đoàn bộ binh 23 do tướng Carl Hilpert chỉ huy, gồm 1 sư đoàn xe tăng, 4 sư đoàn bộ binh.
  - Quân đoàn bộ binh 27 do tướng Walter Weiß chỉ huy, gồm 1 sư đoàn cơ giới, 3 sư đoàn bộ binh 86, 206, 251.
  - Quân đoàn bộ binh 41 do tướng Josef Harpe chỉ huy, gồm 1 sư đoàn cơ giới 36, 2 sư đoàn bộ binh.
  - Quân đoàn bộ binh 46 do tướng Hans Zorn chỉ huy, gồm 1 sư đoàn xe tăng, 3 sư đoàn bộ binh.
  - Cụm tác chiến Gruppe Esebeck.
- Tháng 1 năm 1943:
  - Quân đoàn bộ binh 6 do tướng Hans Jordan, gồm 1 sư đoàn đổ bộ đường không, 3 sư đoàn bộ binh, 1 trung đoàn xe tăng.
  - Quân đoàn bộ binh 23 do tướng Johannes Frießner chỉ huy, gồm 2 sư đoàn xe tăng, 3 sư đoàn bộ binh.
  - Quân đoàn bộ binh 27 do tướng Walter Weiß chỉ huy, gồm 1 sư đoàn xe tăng 9, 8 sư đoàn bộ binh.
  - Quân đoàn xe tăng 39 do tướng Robert Martinek chỉ huy, gồm 2 sư đoàn xe tăng, 4 sư đoàn bộ binh.
  - Quân đoàn xe tăng 41 do tướng Josef Harpe chỉ huy, (cải tổ từ Quân đoàn bộ binh 41) gồm 3 sư đoàn xe tăng, 1 sư đoàn đổ bộ đường không, 1 sư đoàn kỵ binh, 2 sư đoàn bộ binh.

#### Kế hoạch
Thất bại trong Chiến dịch Typhoon không làm cho Hitler từ bỏ mục tiêu đánh chiếm thủ đô Liên Xô. Quân đội Đức Quốc xã tại Mặt trận phía đông được lệnh duy trì tại đây một trong các đạo quân lớn nhất trong Chiến tranh thế giới thứ hai. Do thống chế Walther von Reichenau, người được Hitler dự định cử làm Tư lệnh Cụm tập đoàn quân Nam (Đức) đã tử nạn ngày 12 tháng 1 năm 1942 khi máy bay của ông ta đáp trúng một bãi mìn, nên Thống chế Fedor von Bock được lệnh bàn giao lại Cụm tập đoàn quân Trung tâm cho thống chế Günther von Kluge để nhận chức vụ Tư lệnh Cụm tập đoàn quân Nam. Sau khi về Berlin, Fedor von Bock đã nhắc lại lời đề nghị từ ngày 1 tháng 12 về việc thành lập một hệ thống phòng thủ có chiều sâu đáng kể trên mặt trận để gây sức ép với quân đội Liên Xô trên khu vực phía tây Moskva nhưng không được phản hồi về tiến độ và thời gian xây dựng nó. Hitler cho biết, việc chuyển quân Đức tại khu vực Moskva sang trạng thái phòng thủ chỉ là tạm thời và quân đội Đức ở đây sẽ tiếp tục tấn công khi điều kiện chiến trường cho phép.
Bộ Tổng tư lệnh lục quân Đức dự tính sẽ phòng thủ ở khu vực Rzhev-Vyazma cho đến khi qua mùa đông. Đến mùa hè, họ sẽ tiếp tục mở các cuộc tấn công chiến lược ở hướng tây nam nhằm làm suy yếu quân đội Liên Xô bằng việc cắt đứt nguồn dầu mỏ ở Bacu và các tuyến giao thông chiến lược dọc theo sông Volga và sông Đông. Việc duy trì một khối quân từ 4 đến 5 tập đoàn quân ở khu vực tây bắc, Tây và tây nam Moskva sẽ có tác dụng giam chân những tập đoàn quân mạnh của Liên Xô, để Cụm Tập đoàn quân Nam rảnh tay hoạt động trong các chiến dịch hè-thu 1942. Trên chiến trường, quân Đức dự tính rút bỏ những vị trí ngoại vi ở xa, dễ bị cô lập để tập trung binh lực chiếm giữ các vị trí trọng điểm chiến lược, các trung tâm đô thị quan trọng, không chế các tuyến đường sắt và đường bộ, bảo đảm giao thông liên lạc giữa các tập đoàn quân. Các vị trí phòng thủ kiên cố được xác lập trên tuyến Yukhnov - Medyn - Borovsk - Lotoshino - Aleksino - Yelets (eltsy ???) - Selizharovo (nam Ostashkov). Các toán trinh sát mặt trận cũng xác định được ý đồ của quân đội Liên Xô tập trung vào cuộc tấn công nhằm đánh chiếm khu vực Vyazma, bao vây, cô lập Tập đoàn quân 9 và một phần của các tập đoàn quân xe tăng 3 và 4 (Đức) đang hoạt động trong khu tứ giác Smolensk - Vyazma - Rzhev - Olenino. Thống chế Günther von Kluge đã có kế hoạch ban đầu gồm 3 bước để chống lại cuộc tấn công này như sau:
1- Loại bỏ lập tức mối đe dọa đối với Rzhev do Quân đoàn bộ binh 7 đang đóng giữ.
2- Thu hẹp khoảng cách giữa Quân đoàn bộ binh 6 và Quân đoàn bộ binh 23.
3- Tiêu diệt các lực lượng Liên Xô xâm nhập vào phòng tuyến.

## Diễn biến

### Chiến sự tại Rzhev - Sychyovka - Vyazma đầu năm 1942

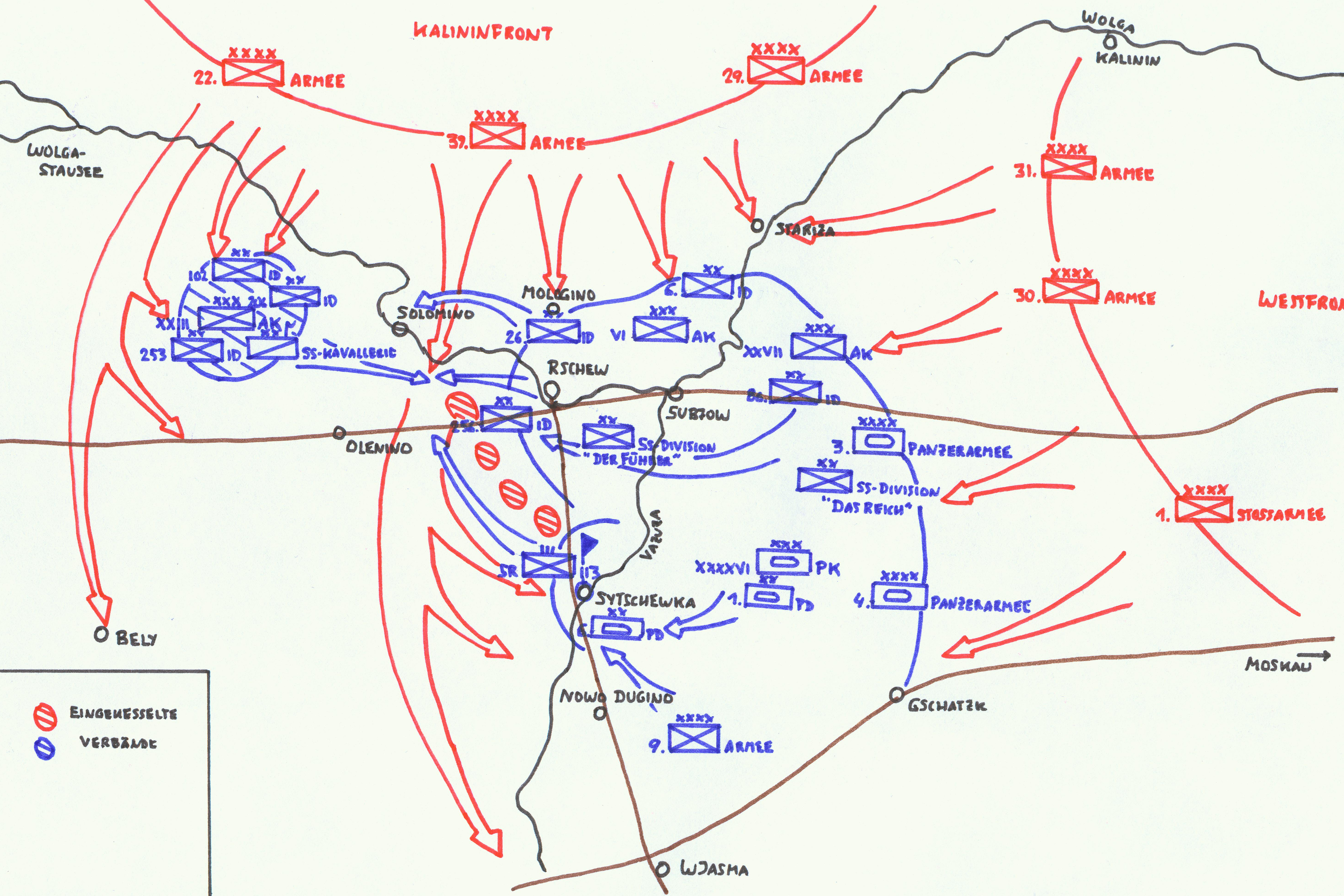
Lược đồ các cuộc tấn công của quân đội Liên Xô trên hướng Rzhev - Vyazma đầu năm 1942

Chiến dịch được thực hiện bởi sự phối hợp của Phương diện quân Kalinin và Phương diện quân Tây. Phương diện quân Kalinin sử dụng các tập đoàn quân 29, 39 và Quân đoàn kỵ binh 11 trên cánh trái tấn công đánh chiếm Rzhev. Tập đoàn quân 39 phát triển dọc theo đường sắt Rzhev - Vyazma, đánh chiếm Sychyovka. Tập đoàn quân 29 đánh chiếm Yartsevo. Tập đoàn quân 22 yểm hộ cánh phải cho Tập đoàn quân 29, tấn công đánh chiếm Belyi. Cánh phải của Phương diện quân Tây gồm Tập đoàn quân xung kích 1, các tập đoàn quân 16 và 20 từ khu vực Volokolamsk tấn công sang phía tây và hợp điểm với cánh trái của Phương diện Kalinin tại Sychyovka, bao vây Tập đoàn quân 9 và một phần Tập đoàn quân xe tăng 3 (Đức) tại khu vực phía đông con đường sắt Rzhev - Vyazma. Cánh giữa của Phương diện quân Tây gồm các tập đoàn quân 5, 33 tiếp tục dồn ép Tập đoàn quân xe tăng 4 (Đức) dọc theo hai bên con đường sắt Moskva - Vyazma, đánh chiếm Mozhaysk. Các tập đoàn quân 43, 49, 50 trên cánh Nam của Phương diện quân Tây tấn công từ khu vực Kaluga sang phía tây, đánh chiếm Vyazma, hình thành thế bao vây một phần Tập đoàn quân xe tăng 4 (Đức) tại khu vực phía nam "chỗ lồi" Rzhev - Vyazma. Tập đoàn quân 10 (Phương diện quân Tây) yểm hộ cánh trái cho Tập đoàn quân 50. Phương diện quân Bryansk làm nhiệm vụ kiềm chế Tập đoàn quân xe tăng 2 và Tập đoàn quân 2 (Đức) trên hướng Oryol
Cuộc tấn công ban đầu diễn ra thuận lợi. Ngày 8 tháng 1, các tập đoàn quân 29, 39 và Quân đoàn kỵ binh 11 đánh vòng qua phía tây Rzhev, bóc gỡ tuyến phòng ngự mỏng yếu của Quân đoàn bộ binh 27 (Đức). Tập đoàn quân 39 và Quân đoàn kỵ binh 11 đột kích về Sychyovka, Tập đoàn quân 29 chốt giữ khu vực Osuga, phía nam Rzhev, tổ chức trận địa bao vây các quân đoàn bộ binh 23, 27 và 48 (Đức) trong khu vực Olenino. Tuy nhiên, càng tấn công vào sâu trong khu vực Sychyovka - Vyazma, Tập đoàn quân 39 và Quân đoàn kỵ binh 11 càng vấp phải sức khác cự tăng dần của Tập đoàn quân xe tăng 3 và Tập đoàn quân 9 (Đức). Ngày 16 tháng 2, thống chế Günther von Kluge lệnh cho các tập đoàn quân xe tăng 3 và 4, Tập đoàn quân 9 bỏ tuyến phòng thủ thứ hai trên sông Lama và các cụm cứ điểm Volokolamsk, Mozhaysk rút về tuyến phòng thủ thứ ba từ Zubtsov qua điểm cao 290, vòng qua phía đông Gzhask, dọc theo thượng nguồn sông Moskva đến Temkino. Do tuyến mặt trận được thu hẹp bớt đi hơn 100 km, Tập đoàn quân xe tăng 3 và Tập đoàn quân 9 đã rút ra thêm 8 sư đoàn để đối phó với đòn đột kích của các tập đoàn quân 29, 39 và Quân đoàn kỵ binh 11 của Phương diện quân Kalinin.
Trong khi các quân đoàn bộ binh 7, 9, 20 (Đức) tổ chức phòng thủ ổn định trên tuyến mới thì Quân đoàn xe tăng 56 và Quân đoàn bộ binh 5 (Đức) tổ chức một loạt chốt chặn trên con đường sắt Rzhev - Vyazma. Các chốt phòng thủ kiên cố được thiết lập tại Rzhev, Osuga, Sychyovka, Novodugino và Vyazma. Ngày 23 tháng 1, các quân đoàn bộ binh 23, 27, 48 (Đức) từ khu vực Olenino tấn công sang phía đông, phối hợp với Quân đoàn xe tăng 46 (Đức) đột kích từ Osuga và Zubtsov sang phía tây. Quân Đức cắt đứt liên lạc và bao vây Tập đoàn quân 29 (Liên Xô) trong khu vực giữa Olenino và Osuga. Ngày 25 tháng 1, Quân đoàn xe tăng 56 đột kích từ Sychyovka sang phía tây, chia cắt Tập đoàn quân 39 và Quân đoàn kỵ binh 11 (Liên Xô), buộc Tập đoàn quân 39 phải dạt sang phía tây, đến các khu rừng và đầm lầy trong khu vực Kholm-Zhirkovsky giữa thượng nguồn các con sông Dniepr, Vop và Obsha. Ngày 30 tháng 1, Quân đoàn kỵ binh 11 đơn độc đột kích vào Vyazma đã bị Quân đoàn bộ binh 5 và 59 (Đức) chặn đánh tại khu vực giữa Vyazma và Izdeshkovo. Quân đoàn kỵ binh 11 (Liên Xô) bị thiệt hại nặng và phải rút về khu vực Kholm-Zhirkovsky, nhập vào Tập đoàn quân 39.
Sau 2 tuần chiến đấu ác liệt trong vòng vây, ngày 17 tháng 2, Tập đoàn quân 29 (Liên Xô) buộc phải mở đường máu thoát vây rút về phía Tây Nam, đến thượng nguồn sông Obsha trong tình trạng thiệt hại nặng nề. Quân Đức giải thoát được cho các quân đoàn bộ binh 23, 27 và 48 trong khu vực Olenino. Ngày 19 tháng 2, tướng I. S. Konev báo cáo Đại bản doanh Liên Xô về việc các tập đoàn quân 29, 39 tiến xuống phía nam đã không gặp được các tập đoàn quân của Phương diện quân Tây tấn công từ phía đông và bị thiệt hại lớn. Đại bản doanh Bộ Tổng tư lệnh Liên Xô ra lệnh cho Phương diện Kalinin ngừng tấn công và chuyển sang phòng ngự.

### Chiến dịch "Sao Mộc"

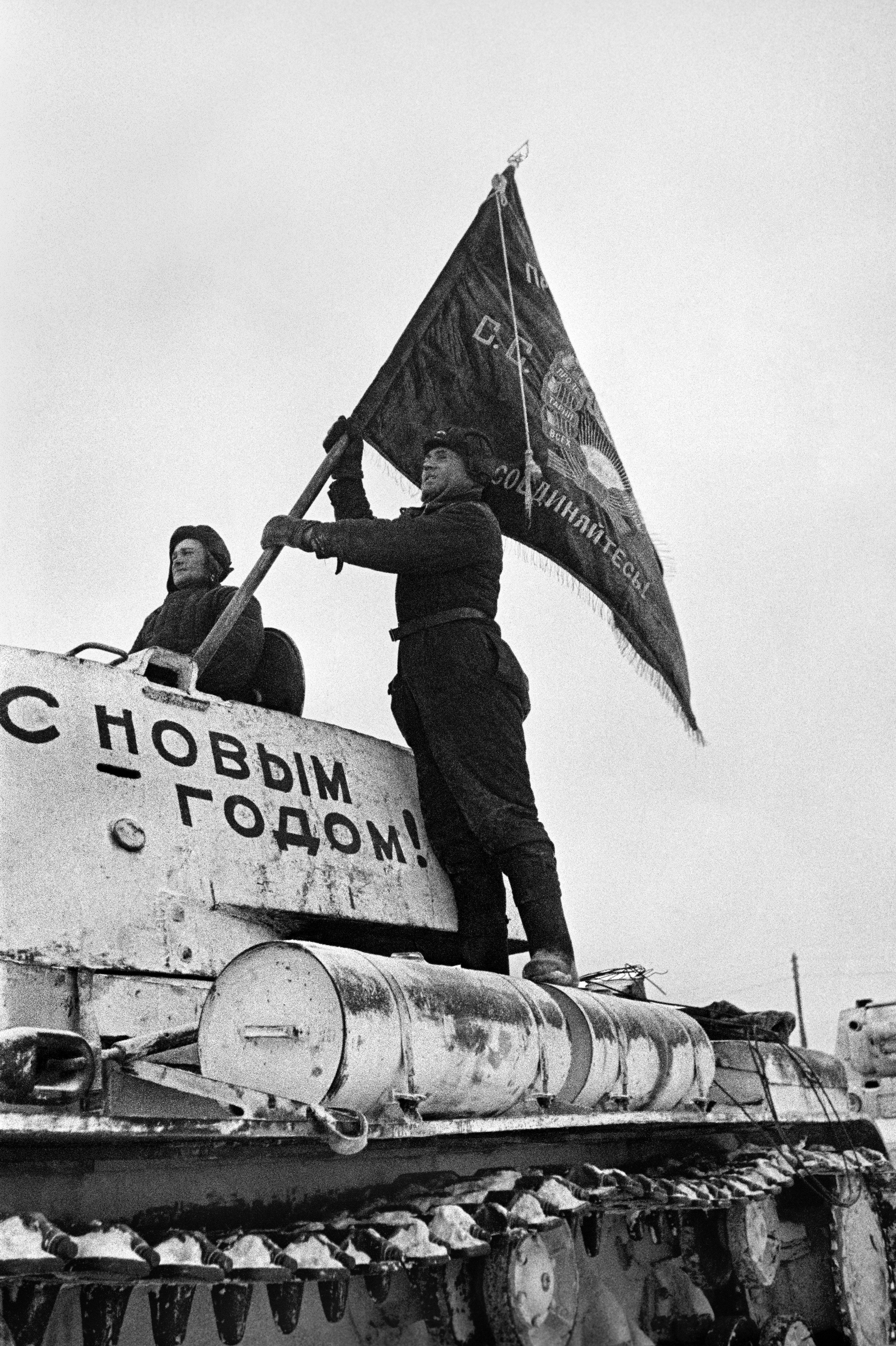
Một tổ xe tăng Liên Xô chuẩn bị ra mặt trận, ngày 31 tháng 12 năm 1941

Khởi sự tấn công sau Phương diện quân Kalinin 2 ngày, Phương diện quân Tây giữ thế dồn ép trên cánh giữa của mặt trận và sử dụng cánh trái tổ chức tấn công theo hướng chung đến Vyazma. Ngày 10 tháng 1 năm 1942, Tập đoàn quân 20 và cánh phải của Tập đoàn quân 16 đánh chiếm khu phòng thủ kiên cố Volokolamsk, vượt sông Ruza, tấn công theo hướng chung đến Sychyovka. Tập đoàn quân xung kích 1 trên cánh phải Phương diện quân Tây phối hợp với Tập đoàn quân 30 (Phương diện quân Kalinin) tấn công theo hướng chung đến Zubtsov. Mặc dù đã tập trung hỏa lực pháo binh khoảng 75 khẩu trên 1 km chính diện tấn công, thời gian pháo kích chuẩn bị lên đến 90 phút và tăng cường binh lực trên chính diện đột phá của Tập đoàn quân 20 chỉ rộng 32 km có tỷ lệ so sánh 3,2:1 về người, 3,5:1 về pháo, 4:1 về súng cối và 2:1 về xe tăng nhưng tập đoàn quân này vẫn tiến công rất chậm chạp. Trong ngày đầu tiên, nó chỉ tiến lên được 3 đến 4 km, rất thấp so với chỉ tiêu ban đầu đặt ra là 12 km chiều sâu nhiệm vụ đột phá trong ngày đầu tiên.
Trong khi chiến dịch đang tiến triển gay go, ác liệt thì ngày 19 tháng 1 năm 1942, Tổng tư lệnh tối cao Liên Xô I. V. Stalin ra lệnh cho đại tướng G. K. Zhukov, tư lệnh và trung tướng V. D. Sokolovsky, tham mưu trưởng Phương diện quân Tây phải trả Tập đoàn quân xung kích 1 cho lực lượng dự bị của Đại bản doanh. Mặc dù G. K. Zhukov và V. D. Sokolovsky cố gắng thuyết phục rằng mặt trận rất rộng, không nên làm giảm sức ép lên Tập đoàn quân xe tăng 3 (Đức) để bảo đảm cho cuộc đột kích của Phương diện quân Kalinin đạt được kết quả tốt. Nhưng I. V. Stalin vẫn kiên quyết bác bỏ với lý do G. K. Zhukov đã có trong tay nhiều tập đoàn quân. G. K. Zhukov nhờ Tổng tham mưu trưởng B. M. Shaposhnikov can thiệp nhưng I. V. Stalin vẫn giữ ý kiến. Sau khi ra I. V. Stalin ra mệnh lệnh cứng rắn cuối cùng: "Đây là lệnh, yêu cầu chấp hành, không thảo luận", Bộ chỉ huy Phương diện quân Tây buộc phải rải Tập đoàn quân 20 trên một chính diện rộng gấp đôi. Sức tấn công của cánh Bắc Phương diện quân Tây giảm đi, khiến cho Tập đoàn quân xe tăng 3 (Đức) có điều kiện rút bớt Quân đoàn xe tăng 46 để giải vây cho các quân đoàn 23, 27 ở khu vực Olenino, đánh bật cánh trái của Phương diện quân Kalinin sang phía tây tuyến đường sắt Rzhev-Sychyovka và dùng Quân đoàn xe tăng 56 tiến xuống phía nam, phối hợp với Tập đoàn quân 9 giữ được Vyazma.
Tập đoàn quân 5 và cánh trái của Tập đoàn quân 16 đạt được nhiều kết quả hơn. Từ ngày 10 đến ngày 15 tháng 1, họ đã từ khu vực Zvenigorod - Kubinka tấn công dọc theo hai bên đường cao tốc Minsk, vượt sông Ruza trong hành tiến, đánh chiếm Dorokhovo. Đến ngày 20 tháng 1,Quân đoàn kỵ binh cận vệ 2, Sư đoàn bộ binh cận vệ 9 có các Lữ đoàn xe tăng 20, 22 mở đường đã đánh chiếm khu phòng thủ Mozhaysk và tiếp tục dồn các quân đoàn bộ binh 7, 9 (Đức) về phía tây. Trên cánh trái của Phương diện quân Tây, Tập đoàn quân 33 được tăng cường Lữ đoàn xe tăng 9 đã phát triển mũi đột kích rất sâu từ khu vực Naro Fominsk về phía tây. Ngày 15 tháng 1, Tập đoàn quân 33 vượt sông Protva, đánh lui cuộc phản kích của Quân đoàn bộ binh 20 (Đức) ở sườn phải và tiến ra cắt đứt đường sắt Vyazma đi Kaluga. Tập đoàn quân 43 đánh chiếm cứ điểm Medyn trong ngày thứ ba của chiến dịch. Hoạt động đổ bộ đường không của Quân đoàn dù 4 (Liên Xô) trong các ngày 18 và 22 tháng 1 đã làm rối loạn hậu tuyến của quân Đức. Ngày 22 tháng 1, Tập đoàn quân 49 đánh chiếm khu Yukhnov. Tướng Gotthard Heinrici điều đến khu vực này các quân đoàn bộ binh 12, 13 (Đức), chặn được đà tiến công của quân đội Liên Xô ở phía tây Yukhnov 20 km.
Tại khu vực tiếp giáp giữa Phương diện quân Tây và Phương diện quân Bryansk, các tập đoàn quân 10, 50 và 61 đã tiến công liền một mạch từ ngày 8 tháng 1 đến 26 tháng 2, đuổi Tập đoàn quân xe tăng 2 (Đức) từ khu vực Nam Tula về bên kia sông Ressa, lần lượt đánh chiếm Skuratovo (Skuratovski), Plavsk, Peremyshl, Belev (Belyov), Kozelsk. Nhận thấy hướng tấn công này có khả năng tiến triển tốt để hình thành cánh quân phía nam chia cắt Tập đoàn quân xe tăng 4 và Tập đoàn quân xe tăng 2 (Đức), ngày 27 tháng 1, tướng G. K. Zhukov điều Tập đoàn quân 16 trên hướng Mozhaysk về phía nam và đưa Quân đoàn kỵ binh cận vệ 1 từ lực lượng dự bị vào cửa đột phá giữa Tập đoàn quân 50 và Tập đoàn quân 61. Ngày 29 tháng 1, Tập đoàn quân 16 và Quân đoàn kỵ binh cận vệ 1 đánh bại Quân đoàn bộ binh 47 (Đức) tại khu vực Sukhinichi, chiếm thành phố này. Ngày 30 tháng 1, Tập đoàn quân 16 và Quân đoàn kỵ binh cận vệ 1 tiếp tục đánh chiếm Meshchovsk và Mosalsk. Ngày 31 tháng 1, Tập đoàn quân 10 đuổi quân Đức khỏi thành phố Kirov.
Không dừng lại tại Mosalsk, Quân đoàn kỵ binh cận vệ 1 của tướng P. A. Belov tiếp tục đột kích, cắt đứt đường cao tốc Warsava, phát triển tấn công lên phía tây Vyazma để đón gặp Quân đoàn kỵ binh 11 (Phương diện quân Kalinin) từ phía bắc đánh xuống theo kế hoạch. Tướng Gotthard Heinrici phải điều Quân đoàn bộ binh 43 (Đức) từ Milyatino kéo lên phản kích, bịt được cửa mở do Quân đoàn kỵ binh cận vệ 1 (Liên Xô) tạo ra tại khu vực tây bắc Mosalsk 35 km. Quân đoàn kỵ binh cận vệ 1 bị cắt đứt khỏi chủ lực Phương diện quân Tây. Cùng hướng tấn công đến Vyazma, Tập đoàn quân 33 của tướng M. E. Efremov đánh chiếm Zakharovo - Vyazishchi - Zamytskoye ngày 2 tháng 2 năm 1942 và đột kích dọc theo đường sắt về Vyazma. Ngày 3 tháng 2, tướng Georg-Hans Reinhardt điều Quân đoàn xe tăng 56 chặn đánh Tập đoàn quân 33 ở phía đông Vyazma. Quân đoàn bộ binh 20 (được rút từ Tập đoàn quân 16 xuống tăng cường) và Quân đoàn bộ binh 12 (Đức) có sư đoàn xe tăng 20 làm nòng cốt đã khóa lại hành lang Zakharovo - Vyazniki - Zamytskoye, đánh bật Tập đoàn quân 33 dạt khỏi khu vực Vyazma, buộc tập đoàn quân này phải rút về Ozerechnaya, cách Vyazma 45 km về phía tây nam.

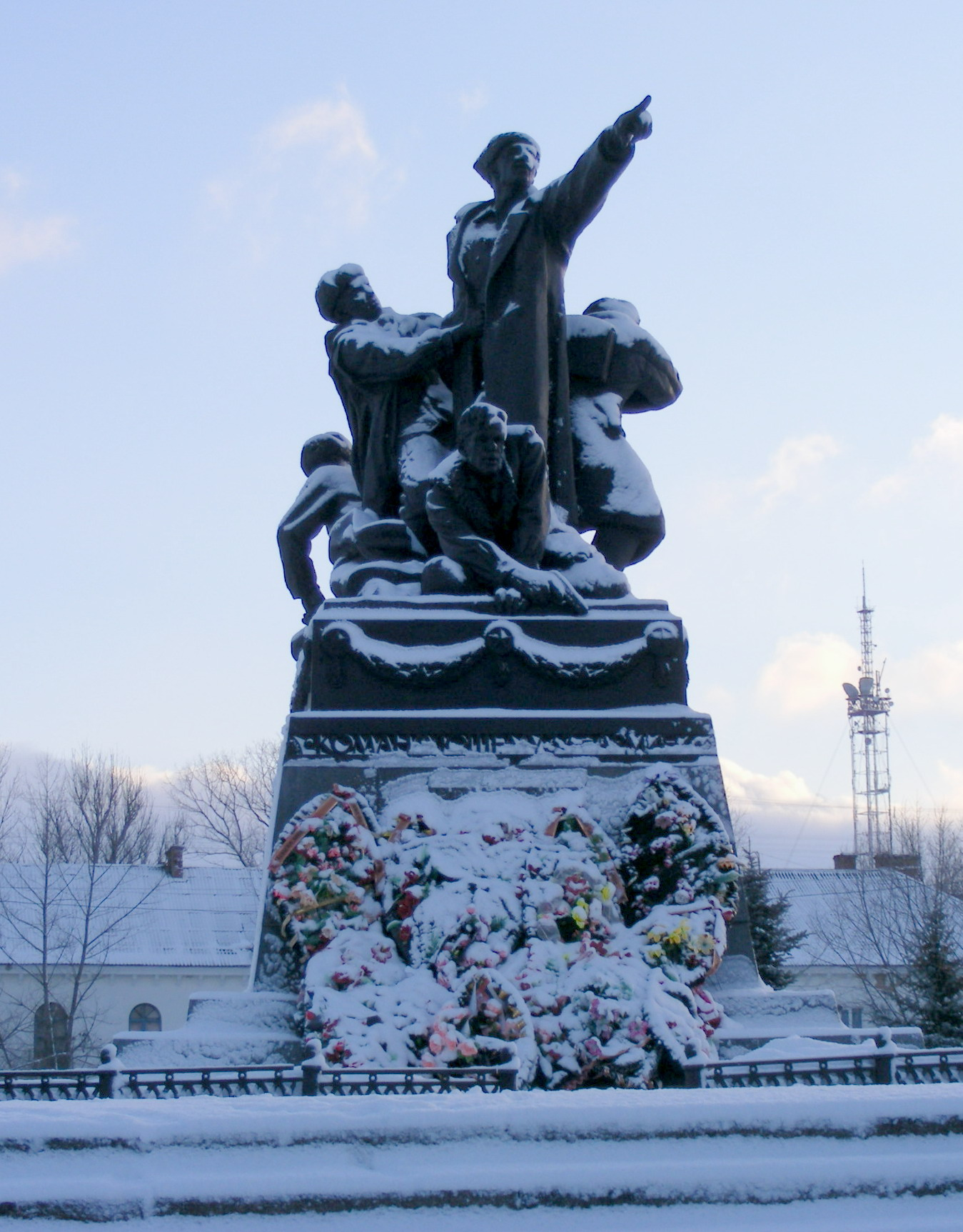
Tượng đài tưởng niệm trung tướng M. G. Yefremov và những người lính thuộc Tập đoàn quân 33 của ông tại Vyazma

Chiến dịch "Sao Mộc" không đạt được kết quả đã ảnh hưởng tiêu cực đến thế trận của Quân đội Liên Xô trên khu vực phía tây Moskva. Quân đội Đức Quốc xã vẫn giữ được "chỗ lồi" Rzhev-Vyazma, bao vây Tập đoàn quân 33 và Quân đoàn kỵ binh cận vệ 1 (Liên Xô) trong khu vực tam giác Smolensk - Vyazma - Bakhmutovo, vẫn giữ quyền kiểm soát các tuyến đường sắt quan trọng Smolensk - Vyazma và Smolensk - Bakhmutovo. Đêm 19 rạng ngày 20 tháng 2, 3.589 quân dù thuộc lữ đoàn 8, Quân đoàn độ bộ đường không 4 (Liên Xô) đã nhảy xuống một khu vực rất rộng phía nam Ozerechnaya. Có lực lượng tăng cường, từ cuối tháng 2 đến cuối tháng 3 năm 1942, Tập đoàn quân 33 (Liên Xô) đã nhiều lần cố chọc thủng vòng vây và Tập đoàn quân 50 đang phòng thủ ở khu vực Yukhnov cũng tấn công sang phía tây để đón gặp cánh quân bị vây nhưng đều không thành công.
Đầu tháng 4 năm 1942, Tập đoàn quân 4 (Đức) tăng cường gây sức ép lên cụm quân Liên Xô bị bao vây. Băng tan làm cản trở giao thông, việc tiếp tế của Phương diện quân Tây cho Tập đoàn quân 33 và Quân đoàn kỵ binh cận vệ 1 không còn được đảm bảo duy trì sức chiến đấu cho họ. Đạn dược và lương thực cạn kiệt. Bộ Tổng tư lệnh tối cao Liên Xô yêu cầu tướng G. K. Zhukov mở chiến dịch giải vây trên khu vực Yukhnov. Cuộc giải vây tuy thành công nhưng Quân đội Liên Xô tổn thất rất lớn. Tướng M. G. Yefremov, tư lệnh Tập đoàn quân 33 chọn con đường ngắn hơn, xuyên qua đường cao tốc Warsawa và vượt sông Ugra, phối hợp với Tập đoàn quân 43 trên khu vực Shelaky từ ngoài đánh vào. Tuy nhiên, đây lại là nơi có hệ thống phòng thủ dày đặc của Tập đoàn quân 4 (Đức). Trận tấn công của Tập đoàn quân 43 ngày 17 tháng 4 đã không đón gặp được Tập đoàn quân 33. Trước đó, ngày 13 tháng 4, Quân Đức đã phát hiện Tập đoàn quân 33 trên đường rút ra sông Ugra và tổ chức bao vây, đánh thiệt hại nặng tập đoàn quân này. Tướng M. G. Yefremov bị thương nặng và tự sát ngày 18 (hoặc 19) tháng 4 năm 1942. Đầu tháng 6 năm 1942, Quân đoàn kỵ binh cận vệ 1 và Lữ đoàn dù 8 rút quân thành công theo hướng Kirov, phối hợp với Tập đoàn quân 10 tấn công làm yếu tuyến phòng thủ của Quân đoàn cơ giới 40 (Đức). Quân đoàn kỵ binh cận vệ 1 trở lại đội hình Phương diện quân Tây.

### Trên hướng Toropets–Kholm

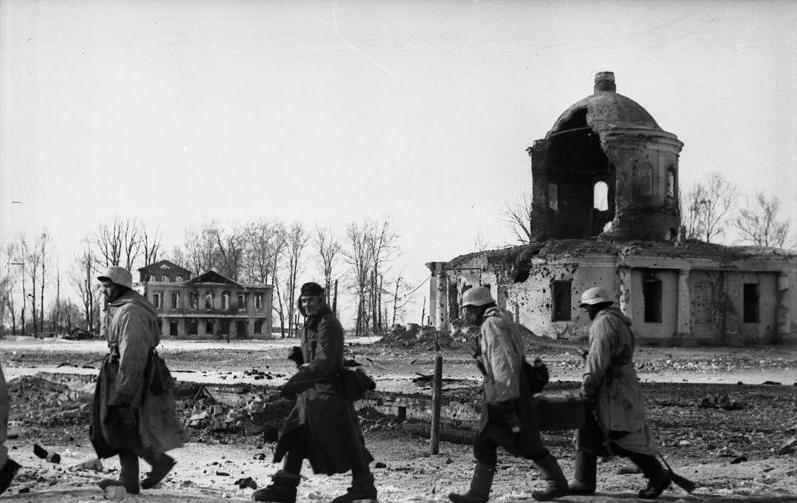
Binh lính Đức Quốc xã đi tuần bên những ngôi nhà đổ nát ở Kholm, tháng 1 năm 1942

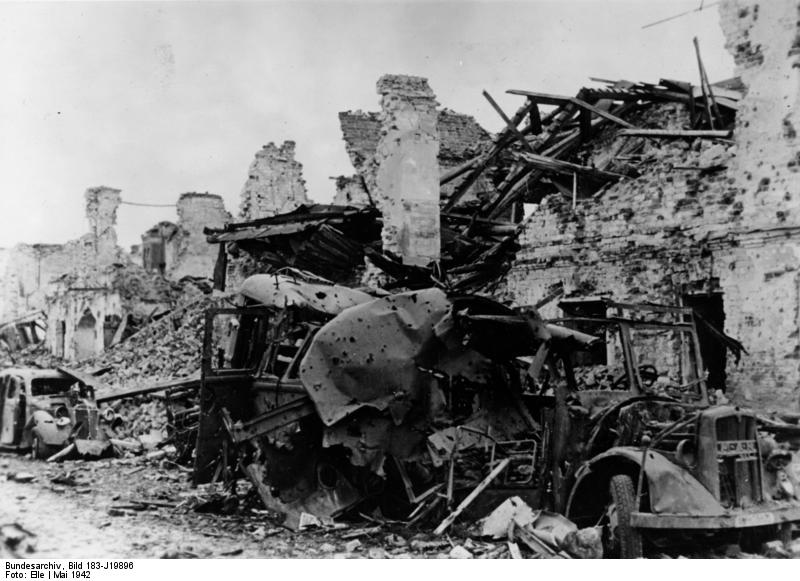
Xe quân sự của quân đội Đức Quốc xã bị phá hủy tại Kholm

Trong khi Phương diện quân Tây và chủ lực Phương diện quân Kalinin (Liên Xô) không thành công trong các chiến dịch Rzhev-Vyazma và "Sao Mộc" thì chủ lực của Phương diện quân Tây Bắc do Trung tướng M. A. Purkayev chỉ huy và Tập đoàn quân 22 trên cánh trái của Phương diện quân Kalinin lại rất thành công trong chiến dịch Toropets–Kholm, diễn ra cũng thời điểm. Ngày 18 tháng 12 năm 1941, Đại bản doanh Bộ Tổng tư lệnh tối cao Liên Xô ra Chỉ lệnh số 005868 yêu cầu Phương diện quân Tây Bắc trong thời gian không muộn hơn ngày 26 tháng 12 phải tổ chức tấn công theo hướng chung đến tuyến Kholm - Toropets - Tây Dvina - Nelidovo; sau đó, phối hợp với cánh phải của Phương diện quân Kalinin tiến ra tuyến Velikiye Luki - Velizh - Rudnya - Yartsevo. Tuy nhiên, do tuyến đường sắt vận chuyển người và phương tiện ra mặt trận quá yếu, chỉ đạt 16 đôi tàu/ngày; Nguyên soái B. M. Shaposhnikov hoãn chiến dịch đến ngày 31 tháng 12 năm 1941 và cuối cùng, đến ngày 9 tháng 1 năm 1942.
Sau khi tập trung đủ Tập đoàn quân xung kích 3, Phương diện quân Tây Bắc đã chiếm ưu thế so với cánh Nam của Tập đoàn quân 16 và Tập đoàn quân 9 (Đức) về người và pháo binh nhưng vẫn thua kém về xe tăng và máy bay. Ngày 8 tháng 1, Tập đoàn quân 11 và Tập đoàn quân 34 (Phương diện quân Tây Bắc) đã tổ chức tấn công từ Staraya Russa (ở phía bắc) và hồ Selige (ở phía nam), hợp điểm tại Zaluchye; bao vây các sư đoàn bộ binh 18, 30, 290 thuộc Quân đoàn bộ binh 10 (Đức) tại khu vực Demyansk, phía nam hồ Inmen. Tướng Christian Hansen, tư lệnh Tập đoàn quân 16 (Đức) phải điều đến đây Sư đoàn SS "Totenkopf" và Quân đoàn bộ binh 43 đến giải vây và để hở hướng Ostashkov. Ngày 9 tháng 1, các tập đoàn quân xung kích 3, 4; Tập đoàn quân 27 (Liên Xô) đồng loạt tấn công trên tuyến Ostashkov - Selishche. Ngày 13 tháng 1, Tập đoàn quân xung kích 3 bao vây một cụm quân Đức tại Kholm. Ngày 15 tháng 1, Tập đoàn quân xung kích 4 bao vây và tiêu diệt các trung đoàn bộ binh 376 và 368 Đức) ở Andreapol. Ngày 17 tháng 1, Tập đoàn quân 27 bao vây và tiêu diệt Sư đoàn bộ binh 81 (Đức) tại Toropets, cắt đứt đường sắt Rzhev - Velikiye Luki. Tướng Christian Hansen điều Quân đoàn cơ giới 35 (Đức) phản công và Sư đoàn bộ binh 322 (Liên Xô) ở phía tây Kholm và nối được liên lạc với Cụm quân Đức tại Kholm, hình thành một chỗ lồi nhô về phía đông.
Tập đoàn quân 22 trên cánh phải của Phương diện quân Kalinin ban đầu được giao nhiệm vụ phối hợp với các tập đoàn quân 29 và 39 bao vây cụm quân Đức tại khu vực Olenino. Ngày 14 tháng 1, cánh trái của Tập đoàn quân này (các sư đoàn bộ binh 178, 179, 186) phối hợp với Tập đoàn quân 29 tấn công Olenino. Cánh phải (các sư đoàn bộ binh 220, 357) phối hợp với Tập đoàn quân 27 tấn công Nelidovo. Trong khi các sư đoàn cánh trái của Tập đoàn quân 22 bị mắc kẹt trên tuyến phòng thủ của Quân đoàn bộ binh 23 (Đức) tại thượng nguồn sông Volga thì cánh phải của tập đoàn quân này đã thu được những thắng lợi quan trọng. Ngày 15 tháng 1, các sư đoàn 220, 357 phối hợp với cánh trái của Tập đoàn quân 27 (Phương diện quân Tây Bắc) đánh chiếm Selizharovo và đến ngày 19 tháng 1 đã đánh chiếm Nelidovo và tiến về Belyi.
Từ ngày 21 tháng 1 đến ngày 3 tháng 2, Phương diện quân Tây Bắc tổng tấn công trên toàn tuyến mặt trận. Ở cánh Bắc, Tập đoàn quân 11 và Tập đoàn quân xung kích 1 (được chuyển từ Phương diện quân Tây đến) đã tiến ra tuyến sông Polist; Tập đoàn quân 34 và Tập đoàn quân xung kích 3 đã tiếp cận Kholm và Velikiye Luki, thiết lập phòng tuyến vững chắc trên sông Lovash. Quân Đức còn giữ được các thành phố tiền duyên gồm Staraya Russa, Kholm và Velikiye Luki. Ở cánh Nam, các tập đoàn quân 27 và xung kích 4 đã tiến ra tuyến Usvyaty - Velizh, Demidov. Trên cánh phải Tập đoàn quân 22 (Phương diện quân Kalinin) đã tiến đến sông Obsha, chiến Verdino và Belyi. Ngày 4 tháng 2, với 8 sư đoàn mới được đưa từ phía tây sang, quân Đức mở cuộc phản kích lớn vào Tập đoàn quân 22 (Liên Xô), chiếm lại Verdino và Belyi. Ngày 5 tháng 2, Sư đoàn bộ binh 249 (Tập đoàn quân xung kích 4) mở cuộc đột kích dọc theo sông Tây Dvina về hướng Vitebsk. Do không có lực lượng lớn để hỗ trợ, cuộc tấn cống của Sư đoàn 249 dễ dàng bị bẻ gãy. Ngày 6 tháng 2, Sư đoàn cơ giới 3 (Đức) đã đánh bật Sư đoàn bộ binh 249 (Liên Xô) về Usvyaty. Đại bản doanh Bộ Tổng tư lệnh quân đội Liên Xô lệnh cho Phương diện quân Tây Bắc chuyển sang phòng ngự.

### Hoạt động của quân đổ bộ đường không Liên Xô

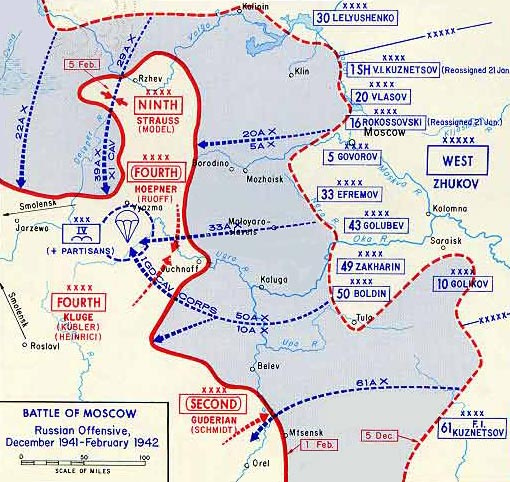
Bản đồ mô tả hoạt động đổ bộ đường không của quân đội Liên Xô trong chiến dịch Rzhev-Vyazma lần thứ nhất

Chiến dịch đổ bộ đường không của quân đội Liên Xô tại khu vực Yukhnov - Vyazma là hoạt động bổ trợ cho chiến dịch "Sao Mộc". Phối hợp với các trận tấn công của các Tập đoàn quân 33, 43, 49, 50 và Quân đoàn kỵ binh cận vệ 1; quân đổ bộ đường không liên Xô có nhiệm vụ làm rối loạn hậu tuyến của Tập đoàn quân 4 (Đức), thực hiện các nhiệm vụ phá hoại thông tin liên lạc, phá hoại các cơ sở vật chất trong hậu tuyến của quân Đức, chụp bắt các cơ quan chỉ huy cấp quân đoàn và sư đoàn Đức đang có mặt trên khu vực, chuẩn bị đón các cuộc tấn công của bộ binh và xe tăng Liên Xô trên khu vực phía nam Vyazma theo kế hoạch bao vây cụm quân Đức tại chỗ lồi Rzhev - Vyazma. Tổng cộng có ba cuộc đổ bộ đường không lớn đã diễn ra trong quá trình chiến dịch Rzhev-Sychyovka-Vyazma. Cuộc đổ bộ thứ nhất thực hiện vào ngày 3 tháng 1 ngay sát trước thời điểm khởi sự của chiến dịch. Cuộc đổ bộ thứ hai diễn ra ngày 18 tháng 1 để hỗ trợ cho cuộc tấn công của Tập đoàn quân 33 và Quân đoàn kỵ binh cận vệ 1. Cuộc đổ bộ thứ ba diễn ra ngày 24 tháng 2 để tăng cường cho cánh quân Liên Xô bị vây tại khu vực tây nam Vyazma.
Ngày 3 tháng 1, tiểu đoàn đổ bộ đường không đầu tiên gồm 416 người được thả xuống làng Starchaka (cách Medyn 30 km về phía tây) để hỗ trợ cho cuộc tấn công của Tập đoàn quân 43 trên khu vực Medynh - Myatlevsk. Ngày 8 tháng 1, nhóm quân này đã phối hợp với du kích khu Yukhnov đánh đổ hai đoàn tàu hỏa của Đức, phá hủy 28 xe tăng Đức. Ngày 20 tháng 1, nhóm này đã rút về khu vực của Tập đoàn quân 43 với 87 người còn sống sót. Ngày 18 tháng 1, một kế hoạch đổ bộ đường không lớn hơn được thực hiện. Khu vực đổ bộ được dự kiến tại làng Znamenka (cách Vyazma 40 km về phía đông nam), cách tiền duyên của Tập đoàn quân 33 và Quân đoàn kỵ binh cận vệ 1 từ 35 đến 44 km về phía tây. Lực lượng đổ bộ gồm Trung đoàn dù 250 có 1.200 người, được trang bị 380 súng trường, 464 tiểu liên, 40 trung liên, 20 đại liên và 2 pháo 45 mm; hai tiểu đoàn của Lữ đoàn dù 201 thuộc Quân đoàn đổ bộ đường không 5 gồm mỗi tiểu đoàn 452 người, được trang bị 263 súng trường, 142 tiểu liên, 28 trung liên, 11 súng cối và 10 súng chống tăng cá nhân. Không quân vận tải khu vực Moskva huy động 21 máy bay PS-84 (mẫu máy bay vận tải C-47 "Douglas") của hàng không dân dụng và 3 máy bay ném bom tầm xa TB-3 của Sư đoàn không quân 23, tập trung tại san bay Vnukovo.
Ngày 18 tháng 1, tiểu đoàn của thiếu tá Kalasnikov đổ bộ xuống Znamenka bằng 16 máy bay PS-84. Ngày 19 tháng 1, tiểu đoàn của đại úy Surzhik đổ bộ xuống làng Plesneva. Sau khi chuẩn bị đường băng dã chiến với sự góp sức của 400 du kích và người dân địa phương, trong các ngày 20, 21, 22 tháng 1, Trung đoàn dù 250 đã đổ quân xuống các hai khu vực Znamenka và Plesnevo. Trong cuộc đổ bộ 4 máy bay PS-84 bị hỏa lực phòng không Đức bắn rơi, 2 chiếc khác bị hỏng không cất cánh và bị buộc phải phá hủy. Có hơn 200 người thiệt mạng khi máy bay rơi. Ngày 24 tháng 1, quân dù Xô Viết tấn công vào sau lưng tuyến phòng thủ của Quân đoàn 12 (Đức), phối hợp với Quân đoàn kỵ binh cận vệ 1 từ khu Mosalsk tấn công lên. Ngày 2 tháng 2, quân dù và kỵ binh Xô Viết đã gặp nhau trên đường cao tốc Warsawa. Tuy nhiên, ngày 3 tháng 2, Quân đoàn bộ binh 12 (Đức) được tăng cường Sư đoàn xe tăng 20 đã khóa chặt hành làng Temkino. Các tiểu đoàn dù Liên Xô đã phải làm nhiệm vụ cản hậu để bảo vệ phía sau cho Quân đoàn kỵ binh cận vệ 1 đột phá về hướng Vyazma. Từ ngày 8 tháng 2, Trung đoàn dù 250 và hai tiểu đoàn của Lữ đoàn dù 201 đã bị mắc kẹt tại khu vực Dorogobuzh, bên kia sông Ugra.
Sau khi Tập đoàn quân 33, Quân đoàn kỵ binh cận vệ 1 và cụm quân dù Liên Xô bị quân Đức bao vây trong khu vực tam giác đường sắt Smolensk - Bakhmutovo - Vyazma, ngày 18 tháng 2, Bộ Tổng tư lệnh tối cao quân đội Liên Xô quyết định đổ bộ thêm quân dù xuống khu vực này để tăng cường cho cánh quân bị vây với hy vọng khi điều kiện chiến trường cho phép, cụm quân bị vây sẽ trở thành một kiểu "con ngựa thành Troa" trong cuộc tấn công sắp tới của Phương diện quân Tây. Từ ngày 19 đến 24 tháng 2, các lữ đoàn dù 8, 9 và trung đoàn dù 214 (thuộc Quân đoàn đổ bộ đường không 4) gồm 3.589 người được thả xuống khu vực Ozerechnya. Cuộc đổ bộ này chỉ thành công một phần. Lữ đoàn dù 9 và Trung đoàn dù 214 bị rải ra trên một diện tích rất rộng, tản mát khắp nơi và hầu như phải chiến đấu ngay khi chạm đất. Đến ngày 5 tháng 3 mới thu thập được 2.343 người, mang theo 1.276 súng trường, 787 tiểu liên, 378 trung liên, 126 đại liên, 39 súng chống tăng, 16 pháo chống tăng từ 37 mm đến 50 mm và hơn 100 súng cối cỡ 81 mm. Mặc dù bị thiệt hại lớn nhưng đấy là một sự chi viện đáng kể của Phương diện quân Tây cho cánh quân bị vây tại khu vực tây nam Vyazma.
Chỉ có Lữ đoàn dù 8 thực hiện thành công cuộc cuộc đổ bộ xuống khu vực Velikopolye - Ugra (cách Yukhnov 48 đến 51 km về phía tây) lúc 16 giờ ngày 18 tháng 2 và đã tập trung hầu hết quân số, trang bị ngay trong ngày. Ngày 19 tháng 2, Lữ đoàn dù 8 bắt liên lạc được với Quân đoàn kỵ binh cận vệ 1 và bắt đầu phối hợp tác chiến. Ngày 21 tháng 2, Quân đoàn kỵ binh cận vệ 1 và Lữ đoàn dù 8 (Liên Xô) đã phát động cuộc tấn công vào Dyaglevo, tiêu diệt cơ quan tham mưu Sư đoàn xe tăng 5, làm gián đoạn đường sắt Smolensk - Vyazma một thời gian và bắt liên lạc với Quân đoàn kỵ binh 11 đang hoạt động trong các khu rừng ở Azarovo và Chernovo, trên thượng nguồn sông Dniepr. Tuy nhiên, đòn đột kích này không làm thay đổi tình huống mặt trận. Tướng Walter Model đã huy động cả năm sư đoàn của Quân đoàn bộ binh 6 (Đức) khôi phục lại tuyến đường sắt này sau 10 ngày tiến hành các cuộc phản đột kích, bao vây và đánh thiệt hại nặng Sư đoàn bộ binh 329 thuộc Quân đoàn kỵ binh 11 (Liên Xô) tại khu vực cầu đường sắt phía tây Izdeshkovo. Sau thất bại, đại tá sư đoàn trưởng và ủy viên hội đồng quân sự Sư đoàn 329 đều bị Tòa án quân sự Phương diện quân Tây xử lý.

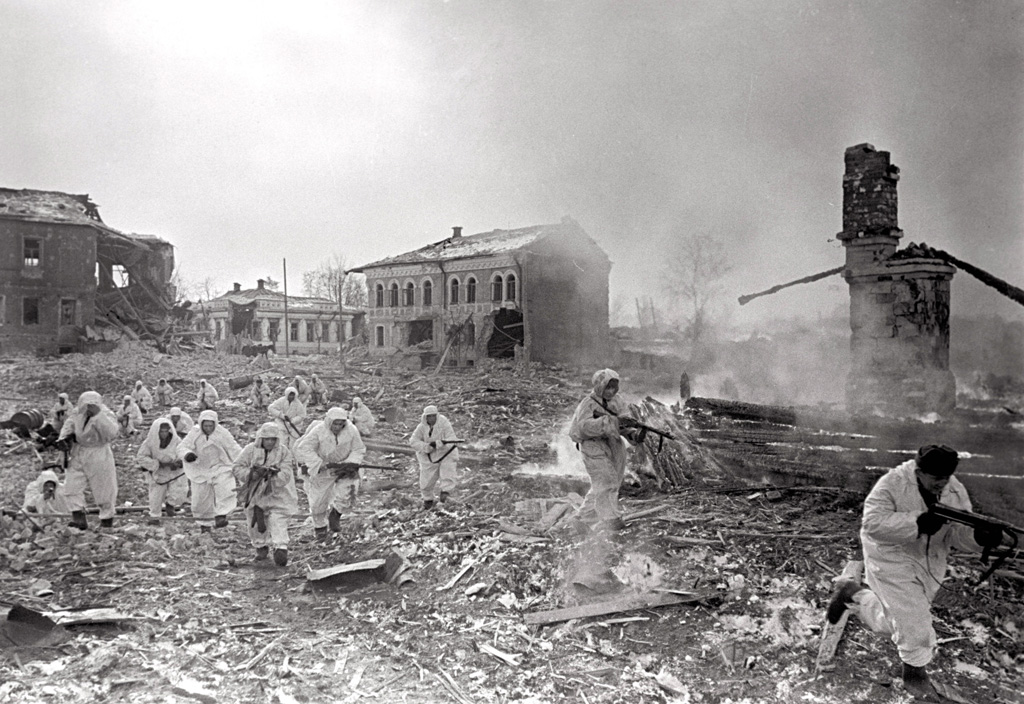
Quân đội Liên Xô giải phóng Yukhnov, ngày 10 tháng 4 năm 1942

Sau hơn 2 tháng chiến đấu sau lưng quân Đức, đầu tháng 4, Bộ chỉ huy Phương diện quân Tây lệnh cho toàn bộ các đơn vị dù còn lại và Quân đoàn kỵ binh cận vệ 1 phá vây để rút quân. Ngày 13 tháng 4, Sư đoàn kỵ binh cận vệ 2 và quân dù Liên Xô mở cuộc đột kích và hướng Milyatino để tận dụng kết quả trận tấn công của Tập đoàn quân 50 đánh chiếm khu đồi Zaitsevo (cách Milyatino 6 km về phía tây). Tuy nhiên, ngày 15 tháng 4, Quân đoàn cơ giới 40 (Đức) đã chiếm lại khu vực này. Quân dù và kỵ binh Liên Xô buộc phải ngừng cuộc đột kích phá vây. Ngày 25 tháng 4, Tập đoàn quân 9 (Đức) mở cuộc tảo thanh và bắt đầu dồn ép Cụm quân của tướng P. A. Belov (bao gồm cả quân dù của Quân đoàn đổ bộ đường không 4). Ngày 15 tháng 5, việc sơ tán thương binh Liên Xô bằng đường không bị cắt đứt do quân Đức đã chiếm được các sân bay dã chiến. Việc tiếp tế phải thực hiện bằng thả dù. Ngày 5 tháng 6, Phương diện quân Tây tổ chức cho các tập đoàn quân 10 và 50 cùng lúc tấn công trên hướng Milyatino và Kirov. Các đội du kích Liên Xô mang theo điện đài của Quân đoàn đổ bộ đường không 4 bắt đầu hoạt động mạnh trên tuyến sông Ugra. Tướng Gotthard Heinrici đã bị đánh lừa. Ông ta điều Quân đoàn cơ giới 40 và Quân đoàn bộ binh 43 bố trí dày đặc tại Spas-Demensk và Milyatino để "đón lõng" quân dù và kỵ binh Liên Xô. Tướng P. A. Belov và Quân đoàn đổ bộ đường không 4 đã chọn con đường khác. Nhờ sự giúp đỡ của du kích Liên Xô trên khu vực phía nam Yelnya, ngày 9 tháng 6, quân dù và kỵ binh Liên Xô đã vượt đường sắt Smolensk - Yelnya ở địa điểm cách Yelnya 10 km về phía tây. Men theo thượng nguồn sông Desna về phía nam, hướng mà quân Đức ít ngờ tới nhất, họ tiến xuống phía nam. Sáng 20 tháng 6, quân dù và kỵ binh Liên Xô đột kích qua đường cao tốc Warshawa và đến chiều ngày 24 tháng 6 thì gặp quân của Tập đoàn quân 10 tại làng Schelakovsk, phía bắc Kirov 10 km. Quân số thoát vây gồm hơn 10.000 kỵ binh và gần 7.000 quân dù của cả ba lữ đoàn 8, 9, 201 và các trung đoàn 214, 250.

### Chiến dịch Hannover

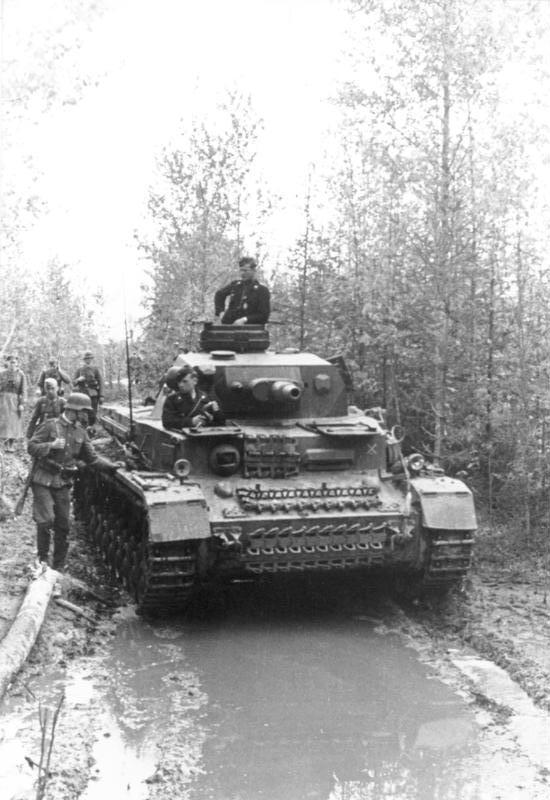
Xe tăng và bộ binh Đức trong Chiến dịch Rzhev-Vyazma, tháng 3, tháng 4 năm 1942

Chiến dịch Hannover ban đầu do Tập đoàn quân 4 và Tập đoàn quân xe tăng 4 (Đức) tổ chức từ đầu tháng 4 năm 1942 nhằm bao vây, tiêu diệt cánh quân phía tây nam Vyazma của quân đội Liên Xô gồm Tập đoàn quân 33, Quân đoàn kỵ binh cận vệ 1 và Quân đoàn đổ bộ đường không 4 đang tấn công đến Vyazma trong Chiến dịch "Sao Mộc". Ngày 29 tháng 4 năm 1942, do thiệt hại nặng, Tập đoàn quân xe tăng 4 (Đức) được rút về Vilnius để trang bị lại và bổ sung quân số, sau đó được điều đến Cụm tập đoàn quân Nam (Đức). Tập đoàn quân 4 (Đức) phối hợp với Tập đoàn quân xe tăng 2 và cánh Nam của Tập đoàn quân 9 (Đức) tiếp tục thực hiện chiến dịch.
Sau chiến dịch "rút quân vội vã" trước chân tường thành Moskva cuối tháng 12 năm 1941, Cụm tập đoàn quân Trung tâm (Đức) tuy đã thu hẹp bớt tuyến mặt trận được hơn 100 km nhưng Quân đội Liên Xô vẫn tiếp tục truy kích. Các đòn đột kích của các tập đoàn quân 29, 39 và Quân đoàn kỵ binh 11 (thuộc Phương diện quân Kalinin) ở phía bắc; của Tập đoàn quân 33, Quân đoàn kỵ binh cận vệ 1 (thuộc Phương diện quân Tây) và cuộc đổ bộ đường không của 5 lữ đoàn dù (thuộc các Quân đoàn đổ bộ đường không 4 và 5) của quân đội Liên Xô đã tại ra phía sau lưng Cụm tập đoàn quân Trung tâm (Đức) hai "cái dằm" nguy hiểm, có nguy cơ bùng phát thành một mặt trận mới, đe dọa làm sụp đổ toàn bộ thế trận của quân đội Đức Quốc xã ở phía đông Smolensk. Và thế là 16 sư đoàn Đức được rút ra đã không thể sử dụng làm lực lượng dự bị để tiếp tục tấn công hoặc chi viện cho các hướng chiến lược khác như Bộ Tổng tham mưu Đức tính toán. Lực lượng đó đã phải tiến hành hai cuộc tảo thành lớn nhắm vào hai "cái dằm" Dorogobuzh ở phía tây nam Vyazma và Kholm-Zhirkovsky ở tây nam Rzhev. Tháng 4 năm 1942, khi Cụm tập đoàn quân Trung tâm (Đức) đã ổn định được tuyến mặt trận từ Rzhev qua Zubtsov, Gzhatsk, Temkino, Milyatino, Bakhmutovo đến Lyudinovo, Thống chế Günther von Kluge hạ lệnh thiến hành chiến dịch mang mật danh "Hannover" nhằm vào Tập đoàn quân 33, Quân đoàn kỵ binh cận vệ 1 Quân đoàn đổ bộ đường không 4 (Liên Xô) đang bị vây lỏng trên khu vực tây nam Vyazma.

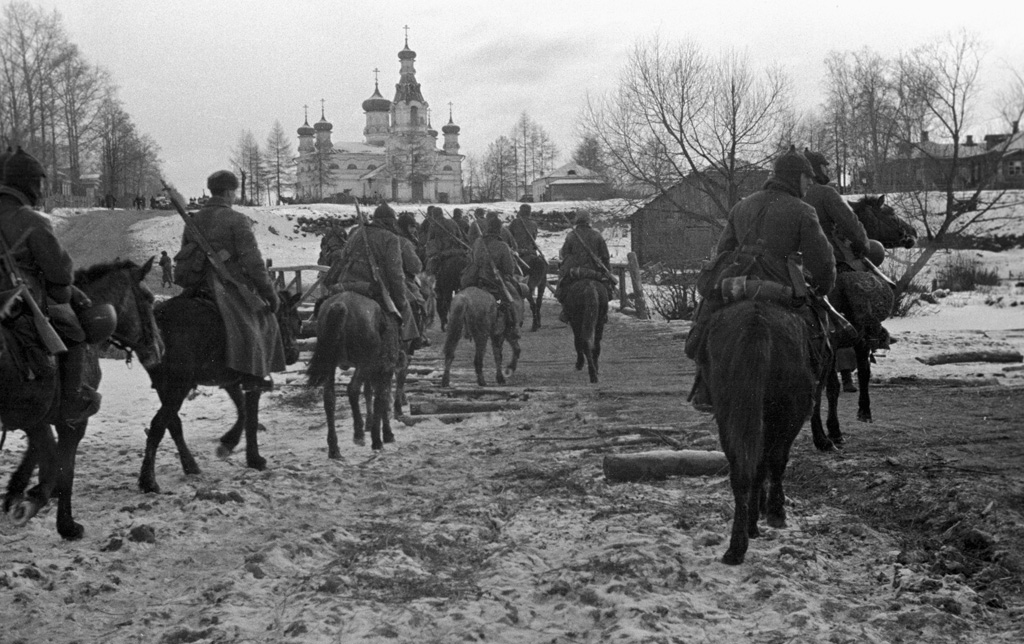
Quân đoàn kỵ binh cận vệ 1 của tướng P. A. Belov hành quân

Ngày 10 tháng 4 năm 1942, lính biệt kích trinh sát Đức thuộc Quân đoàn bộ binh 12 (Đức) phát hiện một cụm quân lớn của Quân đội Liên Xô tập trung tại phía tây sông Ugra. Các đơn vị đó thuộc Tập đoàn quân 33 (Liên Xô). Tướng Gotthard Heinrici điều Quân đoàn cơ giới 57 (được cải tổ từ Quân đoàn bộ binh 57) đến phía tây khu vực Shelaky. Quân đoàn cơ giới 47 (2 sư đoàn cơ giới và 1 sư đoàn bộ binh) cũng được điều đến phía đông Smolensk. Ngày 11 tháng 4, Bộ tư lệnh Phương diện quân Tây (Liên Xô) tổ chức cho Tập đoàn quân 43 từ khu Yukhnov tấn công sang phía tây thì các quân đoàn bộ binh 12 và 13 (Đức) đã chốt chặt "cánh cửa" Yukhnov - Shelaky. Đó cũng là ngày Tập đoàn quân 33 của tướng M. G. Efremov bắt đầu phá vây sang phía đông. Theo nhật ký chiến đấu của Tập đoàn quân 33 được các toán quân thoát vây mang về, đến ngày 11 tháng 4, tập đoàn quân này chỉ còn lại 12.780 người, 9.185 súng trường, 219 tiểu liên, 111 trung liên, 37 đại liên, 112 súng cối, 340 xe ngựa và 3.579 con ngựa. Ngày 13 tháng 4, Quân đoàn cơ giới 57 (Đức) đã tổ chức chặn đánh Tập đoàn quân 33 ngay tại cửa rừng bên bờ sông Ugra. Tướng M. G. Efremov ra lệnh cho tập đoàn quân phân tán thành nhiều toán nhỏ để thoát vây. Tối 13 tháng 4, tất cả liên lạc vô tuyến với Tập đoàn quân 33 đều bị mất. Theo các sĩ quan Liên Xô thoát vây kể lại, khi bị Quân đoàn cơ giới 57 (Đức) tập kích, trung tướng M. G. Efremov cùng với thiếu tướng P. N. Afanasyev, chỉ huy pháo binh của tập đoàn quân đã dẫn một toán quân tiến lên phía đông bắc. Ngày 17 hoặc 18 tháng 4, trong khi vượt sông Ugra, ông đã bị thương nặng và tự sát cùng với P. N. Afanasyev. Ngày 19 tháng 4, quân Đức tìm thấy xác ông và mai táng theo nghi thức quân đội tại làng Slobodka.
Nếu các toán biệt kích trinh sát Đức dễ dàng phát hiện Tập đoàn quân 33 (Liên Xô) đang chuẩn bị đột kích phá vây ở phía tây khu Yukhnov thì nó lại không thể tìm ra dấu vết của Quân đoàn kỵ binh cận vệ 1 và quân dù Liên Xô cũng đang hoạt động tại khu vực này. Tướng Đức Quốc xã Günther Alois Friedrich Blumentritt thừa nhận:
| “                      | "Vào ban đêm Quân đoàn kỵ binh của Belov đã từ khu vực Yukhnov đột nhập vào sau lưng chúng tôi. Quân đoàn này đã đe dọa cắt đứt đường giao thông quan trọng của chúng ta. Nhưng, may mắn thay, họ đã không làm việc đó. Sau đó, họ tiếp tục di chuyển về phía tây và biến mất ở một nơi nào đó trong các đầm lầy rộng lớn trên khu vực Bogorrodyisk" | ” |
| — Günther Blumentritt, | |   |

Ngày 13 tháng 4, trong khi các quân đoàn cơ giới 47 và 57 (Đức) đang bao vây Tập đoàn quân 33 ở bờ Tây sông Ugra thì Quân đoàn kỵ binh cận vệ 1 đã mở cuộc đột kích vào các thị trấn Vertekhovo, Baskakovka và Platunovka, cách Vyazma rất xa về phía tây nam và làm gián đoạn con đường sắt Smolensk - Spas-Demensk trong 3 ngày.
Ngày 25 tháng 4, Quân đoàn kỵ binh cận vệ 1 và các Lữ đoàn dù Liên Xô thu thập thêm gần 800 quân (trong đó gần một nửa đã bị thương) của các sư đoàn thuộc Tập đoàn quân 33 và liên lạc với Trung đoàn du kích Zhabo đang hoạt động tại khu vực phía bắc Yelnya. Lực lượng của đội quân hỗn hợp này đã tăng lên đến gần 20.000 người, cho phép họ có thể tiến hành các hoạt động tác chiến lớn. Từ cuối tháng 4 đến đầu tháng 6 năm 1942, đội quân này đã lật đổ 11 đoàn tàu hỏa Đức, phá hủy 18 cây cầu đường sắt, gần 70 km đường ray, phá hủy 46 toa xe quân sự, làm gián đoạn các tuyến đường sắt Smolensk - Vyazma và Smolensk - Spas-Demensk trong gần 50 ngày.
Ngày 18 tháng 5 năm 1942, Bộ tư lệnh Cụm tập đoàn quân Trung tâm (Đức) lệnh cho Tập đoàn quân xe tăng 2 và Tập đoàn quân 4 phải tiêu diệt bằng được cụm kỵ binh - dù của tướng P. A. Belov và các toán du kích Liên Xô trong khu vực tam giác Smolensk. Chiến dịch dự định bắt đầu ngày 24 tháng 5. Tuy nhiên, trong suốt một tháng sau đó, các đơn vị tuần tiễu của Quân đoàn cơ giới 57 (Đức) không thể xác định được vị trí của Quân đoàn bộ binh cận vệ 1, quân dù và các lực lượng kích Liên Xô. Ngày 9 tháng 6, Cụm quân hỗn hợp kỵ binh - dù Liên Xô vượt đường sắt Smolensk - Spas-Demensk ở phía tây Yelnya xuống phía nam hội quân với Trung đoàn du kích Zhabo (Liên Xô) tại làng Kucherov, phía bắc Roslavl 60 km. Khi Sư đoàn xe tăng 11 (Đức) kéo quân đến nơi thì trên chiến trường chỉ còn lại hai khẩu pháo và xác chết của hơn 300 lính Đức. Ngày 10 tháng 6, trinh sát của Quân đoàn bộ binh 20 (Đức) phát hiện một toán quân hỗn hợp bộ binh và du kích Liên Xô dùng 10 xe bọc thép chiếm được của quân Đức đột phá qua đường sắt Smolensk - Vyazma ở phía tây Yarsevo 5 km theo hướng Demidovo. Quân Đức lập tức đuổi theo. Thực ra, đó chỉ là một toán quân nhỏ thuộc Sư đoàn bộ binh 160 do đại tá I. P. Orlov chỉ huy. Sử dụng 120 kg thuốc nổ TNT phá hủy cây cầu đường sắt ở phía tây Yarsevo, nhóm quân của I. P Orlov đã ngăn cản được cuộc truy đuổi của Sư đoàn xe tăng 6 (Đức) và chạy thoát về khu vực đóng quân của Tập đoàn quân xung kích 4 (Liên Xô). Trong khi đó thì đoàn quân chủ yếu của tướng P. A. Belov đã luồn rừng, men theo sông Desna xuống phía nam và đột phá sang khu vực đóng quân của Tập đoàn quân 10 (Liên Xô) tại thị trấn Schelakovsk.
Mãi đến ngày 27 tháng 6, trinh sát biệt kích Đức mới lần ra dấu vết của các đội du kích Liên Xô ở phía bắc Yelnya. Ngôi làng nhỏ bé Savinky lập tức bị quân Đức bao vây. Các đội du kích của đại úy P. A. Korovin và trung úy G. L. Shevchenko bị quân Đức tiêu diệt. Từ cuối 5 đến đầu tháng 6, Phương diện quân Tây (Liên Xô) tiếp tục thả xuống khu vực "Tam giác Smolensk" hơn 20 toán du kích do các sĩ quan quân đội và NKVD chỉ huy. Mỗi toán gồm từ 50 đến 80 người, toán đông nhất có 257 người. Hậu tuyến mặt trận của các tập đoàn quân 4 và 9 (Đức) tiếp tục bị quấy rối. Các nhóm du kích có mật danh "Klimovsky", "Mstitely", "Groznyi", "Novator", "Saturn", "Mitya" đã chiến đấu liên tục từ tháng 5 đến cuối tháng 7 năm 1942 trên các tuyến đường giao thông chiến lược trong khu vực "tam giác Smolensk", tổ chức 67 trận đánh mìn và 53 trận phục kích và tập kích, phá hủy 18 cây cầu, lật đổ 11 đoàn tàu, phá hủy 46 đoàn xe quân sự, phá hủy 35 máy bay Đức tại các sân bay, giết và làm bị thương 1.600 sĩ quan và binh lính Đức Quốc xã. Từ ngày 18 tháng 7 đến ngày 30 tháng 7, Tập đoàn quân 4 (Đức) huy động Quân đoàn bộ binh 43 và Quân đoàn xe tăng 56 tiến hành cuộc tổng tảo thanh, chia cắt, bao vây và tiêu diệt các nhóm du kích Liên Xô tại khu vực phía nam Yelnya - Bắc Roslavl. Hơn 1.400 du kích Liên Xô đã tử trận trong các trận đánh. Hoạt động du kích Liên Xô trên khu vực tam giác Smolensk tạm thời chấm dứt. Một nhóm lớn gồm hơn 250 người do Đại úy NKVA P. V. Ivanov dẫn đầu đã phá vây và thoát về khu vực Mosalsk. Ba nhóm du kích nhỏ khác di chuyển sang phía tây và hoạt động trong các khu rừng ở Rudnya, phía bắc đường cao tốc Smolensk - Vitebsk.

### Cuộc hành quân Seydlitz

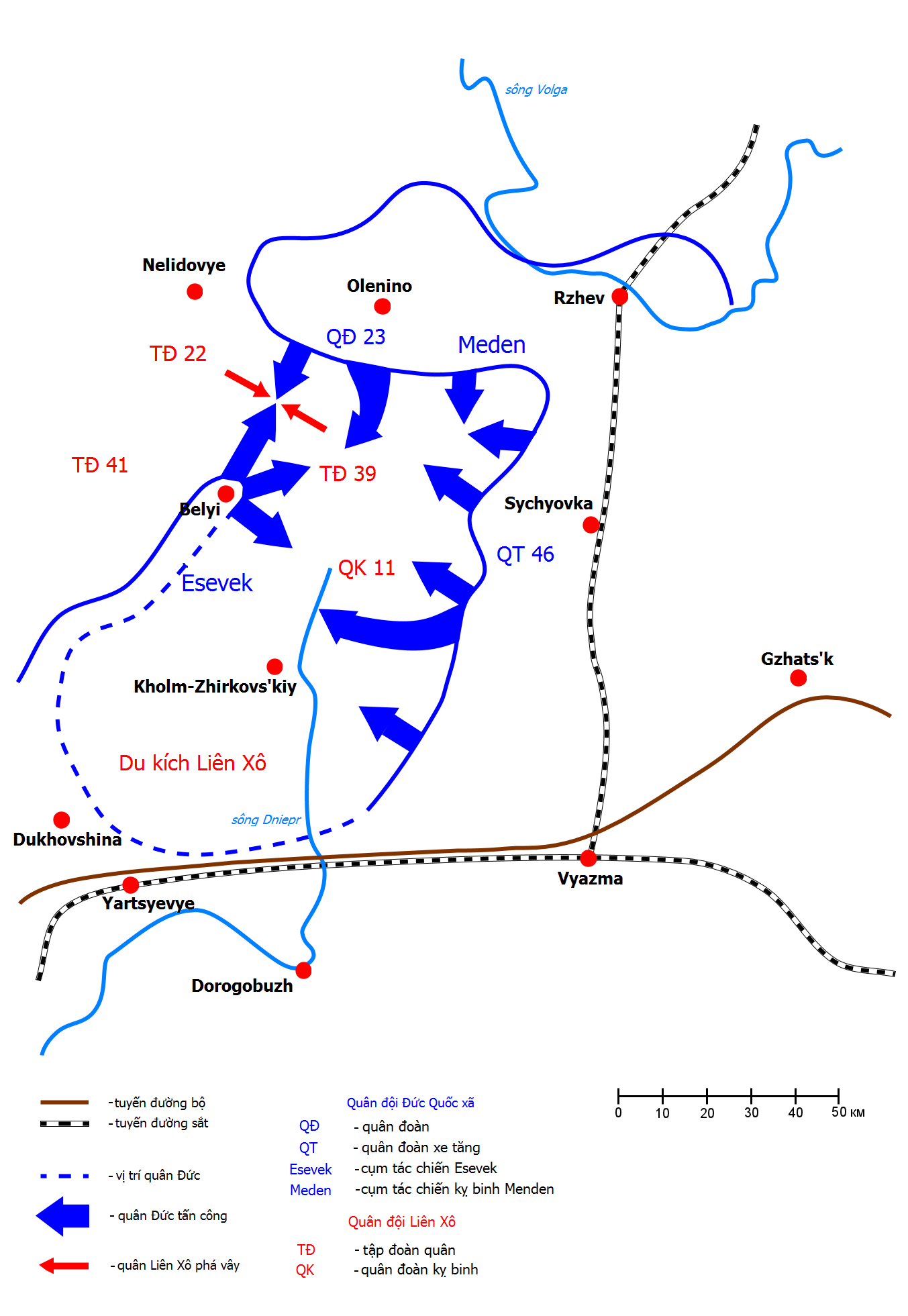
Chiến dịch Seydlitz.

Sau khi đánh thiệt hại nặng Tập đoàn quân 33 (Liên Xô) tại phía tây Yukhnov nhưng "bắt hụt" Quân đoàn kỵ binh cận vệ 1 và Quân đoàn đổ bộ đường không 4 (Liên Xô) tại khu vực Milyatino, Cụm tập đoàn quân Trung tâm (Đức) bắt đầu tính toán việc khôi phục một phần thế trận như trước tháng 3 năm 1942 trên khu vực Rzhev-Vyazma bằng chiến dịch mang mật danh "Seydlitz". Đây là một chiến dịch tảo thanh lớn của các tập đoàn quân 9 và xe tăng 3 (Đức) nhằm xóa bỏ "chỗ lỗi" Kholm-Zhirkovsk do Tập đoàn quân 39 và Quân đoàn kỵ binh 11 (Liên Xô) đóng giữ sau khi bị đánh bật khỏi tuyến Rzhev-Sychyovka và đang uy hiếp con đường sắt Smolensk - Vyazma. Quân đội Đức Quốc xã tham gia chiến dịch tảo thanh này có Lữ đoàn kỵ binh đặc nhiệm Medena, 10 sư đoàn bộ binh và các sư đoàn xe tăng 1, 2 và 20; được trang bị 32 xe Pz-II, 82 xe Pz-38, 121 xe Pz-III, 38 xe Pz-IV và 22 xe tăng chỉ huy.
Nhiều người cho rằng chiến dịch này do tướng Walter Model đề xuất sau khi ông ta bị thương ở phổi do đạn của quân du kích Liên Xo bắn vào lúc đang ngồi trên máy bay đi thị sát mặt trận. Walter Model phải vào nằm Quân y viện Đức ở Smolensk và kế hoạch hành quân được báo cáo tại đây. Sau đó, tướng Walter Model giao cho tướng Heinrich von Vietinghoff thay ông ta chỉ huy chiến dịch này
Không gian tác chiến là vùng rừng và đầm lầy bao quanh một thành phố nhỏ Kholm-Zhirkovsk nằm trên một khu đất cao phía tây Moskva gần 200 km có diện tích hơn 50.000 km vuông. Tập đoàn quân xe tăng 3 (Đức) đang đóng tại hành lang Dukhovshina - Verdino - Belyi, tạo thành tuyến ngăn cách giữa Tập đoàn quân 39 và Tập đoàn quân xung kích 4 (Liên Xô). phía đông và phía nam khu vực là Tập đoàn quân 9 (Đức) trấn giữ các tuyến đường sắt Smolensk - Vyazma và Vyazma - Rzhev. Tập đoàn quân 39 và Quân đoàn kỵ binh 11 nối với Tập đoàn quân 22 (Phương diện quân Kalinin) bằng một hành lang rộng khoảng 27 đến 38 km chạy dọc theo đường cao tốc Belyi - Olenino.
Tập đoàn quân 39 và Quân đoàn kỵ binh 11 (Liên Xô) không hoàn toàn bất ngờ trước cuộc tấn công của quân Đức. Tướng I. I. Maslennikov, tư lệnh Tập đoàn quân 39 đã báo cáo về STAVKA ngày 29 tháng 6 như sau:"Chúng tôi đang chuẩn bị chiến đấu trong các trường hợp xấu nhất, đó là chiến đấu trong một hoàn cảnh mà quân đội không còn đường lùi. Chúng tôi chỉ cần sự trợ giúp về đạn dược và lương thực, thực phẩm". (trích nhật ký điện đàm mã hóa trên máy liên lạc cao tần số 23, bản ghi số 8, trang 26)
3 giờ sáng ngày 2 tháng 7, quân Đức bắt đầu tấn công sau một đợt oanh tác của máy bay Ju-27 và đợt pháo kích ngắn. Quân đoàn bộ binh 23 (Đức) chia làm hai cánh tấn công khu vực Olenino. Trên cánh Tây, quân Đức có các sư đoàn bộ binh 102, 110 và Sư đoàn xe tăng 1. Cánh Đông gồm Sư đoàn xe tăng 5 và Lữ đoàn kỵ binh đặc nhiệm Medena. Chống lại cụm quân này là các sư đoàn bộ binh cận vệ 21, 22 và các sư đoàn bộ binh 185, 330 (Liên Xô). Ở phía nam quân Đức sử dụng Sư đoàn xe tăng 2 và Sư đoàn bộ binh cơ giới 246. Trong quá trình chiến dịch, Cụm quân này được bổ sung Sư đoàn bộ binh 17 của Quân đoàn 41.

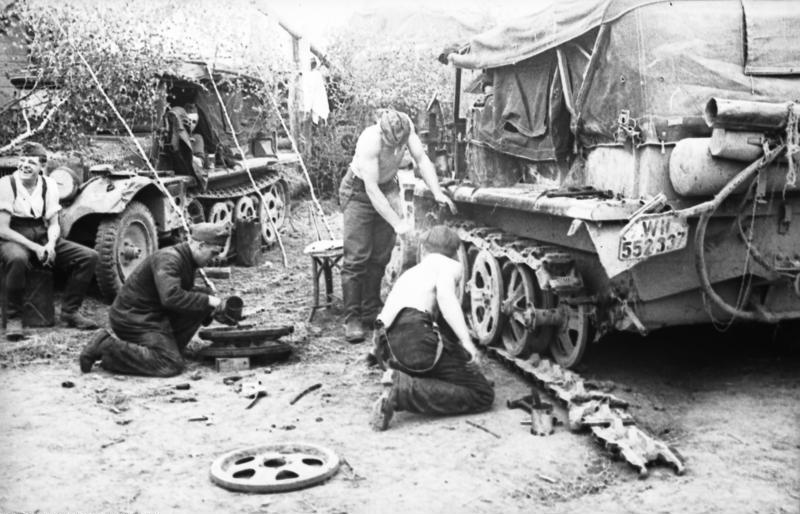
Lính Đức sửa chữa các xe half-track bị hỏng

Sư đoàn xe tăng 5 (Đức) tấn công dọc theo đường cao tốc Belyi - Olenino lên phía bắc đã vấp phải sức phòng thủ cứng rắn của các sư đoàn bộ binh 178 và 186 (Liên Xô) với hệ thống cọc chống tăng và chướng ngại vật bê tông trên đoạn đường dài 10 km phía bắc Belyi. Nhưng tại cánh bắc, Sư đoàn bộ binh 359 (Liên Xô) bị Sư đoàn xe tăng 1 và Sư đoàn bộ binh cơ giới 102 (Đức) đánh thiệt hại nặng. Bị tổn thất đến 40% quân số, sư đoàn này buộc phải rút lui làm cho chỗ nối giữa Tập đoàn quân 22 và Tập đoàn quân 49 bị thu hẹp lại chỉ còn hơn 20 km. Ngày 5 tháng 7, Sư đoàn xe tăng 1 và Sư đoàn xe tăng 5 (Đức) gặp nhau tại làng Pushkary trên đường cao tốc Belyi - Olenino, bao vây Tập đoàn quân 39 và Quân đoàn kỵ binh 11 trong khu vực Kholm-Zhirkovsky. Bộ Tổng tư lệnh tối cao Liên Xô phải tổ chức cầu hàng không để tiếp tế cho Cụm quân bị vây của tướng I. I. Maslenikov.
Tập đoàn quân 39 và Quân đoàn kỵ binh 11 phải chia làm nhiều cụm tác chiến nhỏ để thoát vây. Cụm của Sư đoàn bộ binh 158 có khoảng 1.000 người phá vây thoát sang khu vực của Tập đoàn quân xung kích 4 (Liên Xô) ở phía tây. Cụm của Sư đoàn bộ binh 27 và Lữ đoàn xe tăng 21 (không còn xe tăng) phá vây lên phía bắc đến khu vực Mologino do Tập đoàn quân 31 (Liên Xô) đóng giữ. Ngày 12 tháng 7, tướng Heinrich von Vietinghoff tuyên bố hoàn thành chiến dịch Seydlitz, bắt 30.000 tù binh Liên Xô, phá hủy 218 xe tăng, 591 pháo, 1.308 súng cối và trọng liên.
Tuy nhiên, mọi việc vẫn chưa kết thúc. Ngày 17 tháng 9, 1.500 kỵ binh của Sư đoàn kỵ binh 18 (Quân đoàn kỵ binh cận vệ 11 - Liên Xô) và hơn 8.000 quân thuộc các đơn vị khác nhau của Tập đoàn quân 39 đã đột kích lên phía tây bắc đến khu vực Nelidovo do Tập đoàn quân 22 (Liên Xô) đóng giữ. Đêm 18 rạng ngày 19 tháng 7, tướng I. I. Maslenikov, trong tình trạng bị thương nặng đã được máy bay PO-2 của Cụm không quân Moskva đến đón, trao lại quyền chỉ huy cho tướng I. A. Bogdanov (cũng đang bị thương). Trong một nỗ lực cuối cùng, 3.500 quân còn lại của Tập đoàn quân 39 do tướng I. A. Bogdanov chỉ huy đã phá vây về hướng Đông và đến được tuyến phòng ngự của Tập đoàn quân 5 trên khu vực phía đông Gzhatsk. Tướng I. A. Bogdanov tử trận trong khi phá vây nhưng các đoàn quân phá vây của các sư đoàn bộ binh 27, 158, 178, 252, 256, 373, 381 đều giữ lại được quân kỳ và các tài liệu chiến đấu quan trọng. Trên cơ sở hơn 15.000 quân thoát vây và quân số còn lại của Tập đoàn quân 58, ngày 8 tháng 8 năm 1942, Bộ Tổng tư lệnh tối cao Liên Xô đã phục hồi Tập đoàn quân 39. Quân đoàn kỵ binh 11 bị giải thể.

### Cuộc phản công chiến lược Rzhev-Sychyovka

Lược đồ chiến dịch Rzhev-Sychyovka

Trong khi quân đội Đức Quốc xã đang triển khai Chiến dịch Blau, tổng tấn công trên toàn bộ cánh Nam của Mặt trận Xô-Đức thì Tổng tư lệnh tối cao Liên Xô I. V. Stalin vẫn tin rằng nhiệm vụ chủ yếu của quân đội Đức Quốc xã tại Liên Xô vẫn như cũ: Đánh chiếm Moskva. Cơ sở cho niềm tin ấy là việc quân Đức tập trung cánh quân xung kích thứ nhất gồm Tập đoàn quân xe tăng 4, Tập đoàn quân 2 (Đức) ở đông bắc Kursk và cánh quân xung kích thứ hai gồm Tập đoàn quân 6, Tập đoàn quân xe tăng 1 ở đông bắc Kharkov đang nhằm hướng Voronezh. Cùng với nó, Cụm tập đoàn quân Trung tâm (Đức) vẫn duy trì các tập đoàn quân bộ binh 4, 9, các tập đoàn quân xe tăng 2 và 3 tại chỗ lồi Rzhev - Vyazma chỉ cách Moskva từ 120 đến 150 km. Bộ Tổng tham mưu Liên Xô không phải không tính đến khả năng quân Đức sau khi chiếm Voronezh sẽ luồn vào Moskva từ phía đông nam. Nhưng sau khi nắm được tin tức tình báo chắc chắn rằng quân Đức đã tập trung đến 102 sư đoàn tại Cụm tập đoàn quân Nam thì các sĩ quan tham mưu cao cấp Liên Xô đã nghiêng về khả năng quân Đức sẽ tấn công trên cánh Nam của mặt trận Xô-Đức.
Để phòng ngừa trước, ngày 16 tháng 7, đại tướng G. K. Zhukov được lệnh soạn thảo một kế hoạch tấn công tại hướng Rzhev - Sychyovka. Chiến dịch này dự định sử dụng các tập đoàn quân 29, 30 (Phương diện quân Kalinin) tấn công vào khu vực Rzhev từ phía bắc, dọc theo tả ngạn thượng nguồn sông Volga và phát triển xuóng phía nam. Phương diện quận Tây sử dụng các tập đoàn quân 20 và 31 tấn công vượt sông Derzha, đột phá tuyến phòng thủ của quân Đức trên khu vực Zubsovsk - Karmanovsk và phát triển đến tuyến sông Gzhat và Vazuza. Tập đoàn quân 20 được giao nhiệm vụ đánh chiếm Sychyovka. Các tập đoàn quân 5 và 33 phát triển đến tuyến Vyazma - Sychyovka. Ở phía nam, các tập đoàn quân 10, 16 và 61 mở cuộc tấn công từ tuyến Bolkhov - Kirov hướng về Bryansk.. Các tập đoàn quân có nửa tháng để chuẩn bị cho chiến dịch. Nhìn chung, các hướng tấn công của kế hoạch này không khác mấy so với Chiến dịch phản công Rzhev-Vyazma (1942) và Chiến dịch "Sao Mộc" được tổ chức trước đó mấy tháng.
Các sử gia hiện đại cho rằng Chiến dịch phản công chiến lược Rzhev-Sychyovka bắt đầu từ ngày 30 tháng 7 năm 1942 nhưng thực chất, những bước khởi đầu của chiến dịch này đã được cánh Nam của Phương diện quân Tây tiến hành từ ngày 6 tháng 7 với các cuộc tấn công của các tập đoàn quân 10, 16 và 61 vào Tập đoàn quân xe tăng 2 (Đức) trên khu vực Yakhvinovo, Zhizdra, Bolkhov. 6 giờ sáng ngày 6 tháng 7, sau 30 phút pháo kích chuẩn bị, các sư đoàn bộ binh 239 và 323 của Tập đoàn quân 10 của tướng V. S. Popov tấn công Sư đoàn xe tăng 17 (Đức). Do quân số không đủ[a] và hỏa lực pháo binh thưa thớt[b]; Tập đoàn quân 10 chỉ tiến lên được từ 1 đến 2 km mỗi ngày và đến ngày 12 tháng 7 đã phải dừng lại với tổn thất lên đến gần 2.500 người chết và bị thương.
Cùng ngày 6 tháng 7, lúc 8 giờ sáng, Tập đoàn quân 16 của tướng K. K. Rokossovsky tổ chức tấn công trên hướng Zhizdra. Với so sánh lực lượng trội hơn các quân đoàn cơ giới 40 và 47 (Đức)[c], Tập đoàn quân 16 đã tiến được 2 đến 3,5 km/ngày trên hướng Zhizdra. Tuy nhiên, do hoạt động kém cỏi của Tập đoàn quân không quân 1 (Liên Xô)[d], sau một tuần tấn công, Quân đoàn xe tăng 10 và Lữ đoàn xe tăng 24 (Liên Xô) đã bị thiệt hại nặng bởi hỏa lực của không quân Đức. Quân đoàn xe tăng 10 mất 82 xe tăng chiếm 1/2 biên chế xe tăng ban đầu. Lữ đoàn xe tăng 24 cũng mất 18 xe tăng. Không có xe tăng yểm hộ, các cuộc đột kích của các sư đoàn bộ binh cận vệ 11, 31 và các sư đoàn bộ binh 322, 336, 385 đều bị các Sư đoàn xe tăng 17, 18 và các sư đoàn bộ binh 208, 216 và 221 (Đức) bẻ gãy. Ngày 12 tháng 7, tướng Joachim Lemelsen đều động sư đoàn xe tăng 19 đến khu vực Zhizdra. Ưu thế xe tăng nghiêng về phía quân Đức. Để tránh nguy cơ vỡ mặt trận, ngày 12 tháng 7, đại tướng G. K. Zhukov phải ra lệnh cho Tập đoàn quân 16 (Liên Xô) chuyển sang trạng thái phòng thủ. Với binh lực tương đương Tập đoàn quân 16, Tập đoàn quân 61 của tướng P. A. Belov cũng chuyển sang tấn công từ ngày 5 tháng 7 nhằm vào Tập đoàn quân xe tăng 2 (Đức). Tuy nhiên, vì Tập đoàn quân 16 phải dừng chiến dịch ngày 12 tháng 7 nên quân của tướng Belov cũng phải dừng lại trước cửa ngõ Bolkhov để tránh bị hở sườn. Các cuộc tấn công trên cánh trái sớm chấm dứt đã làm cho chiến dịch mất đi ý nghĩa hiệp đồng với cuộc tấn công của cánh giữa của Phương diện quân Tây.

Lược đồ hoạt động quân sự phía bắc Rzhev cuối tháng 7 đầu tháng 8 năm 1942

7 giờ 30 phút ngày 30 tháng 7, Phương diện quân Kalinin triển khai cuộc tấn công sau các trận pháo kích chuẩn bị kéo dài 30 phút. Tuy nhiên, cuộc tấn công đã không diễn ra đúng như kế hoạch. Sau khi bóc được tuyến phòng ngự vòng ngoài, các tập đoàn quân 30 của tướng D. D. Lelyushenko và 29 của tướng V. I. Shvetsov vấp phải tuyến phòng ngự dày đặc của quân Đức trước cửa ngõ Rzhev. Các sư đoàn chỉ tiến lên được từ 1 đến 2 km mỗi ngày và phải trả bằng giá đắt về sinh mạng cho mỗi thước đất chiếm được. Mọi cố gắng của quân đội Liên Xô đưa xe tăng vào trận để tăng tốc độ tấn công đều vô ích. 5 sư đoàn bộ binh và gần 400 xe tăng của tướng D. D. Lelyushenko đã "chôn chân" trong bùn trước các cứ điểm phòng thủ của Sư đoàn bộ binh 256 (Đức). Sau ba tuần giao chiến ác liệt, kết quả chiến sự ở khu vực phía bắc Rzhev là bất phân thắng bại. Ngày 1 tháng 8, tướng Walter Model điều các sư đoàn xe tăng 1, 5 và Sư đoàn bộ binh 6 (Đức) đến tăng cường cho khu vực phòng thủ Rzhev. Ngày 7 tháng 8, tướng I. S. Konev phải dừng cuộc tấn công và không thể tiến xuống Sychyovka theo kế hoạch.
Phương diện quân Tây triển khai tấn công rất muộn vì phải chờ đợi tập trung đủ binh lực và phương tiện. Mãi 5 ngày sau khi Phương diện quân Kalinin tấn công, lúc 6 giờ 15 ngày 3 tháng 8, các tập đoàn quân 20 và 31 mới phát động tấn công sau màn hỏa lực "khủng khiếp" của Sư đoàn 18 "Katyusha" với 3.600 quả đạn cỡ 82 và 132 mm được phóng đi cùng với nửa giờ pháo kích. Trong ngày đầu, các tập đoàn quân 20 và 31 có Quân đoàn xe tăng 6 (169 xe tăng) mở đường đã phá vỡ tuyến phòng ngự của Sư đoàn cơ giới 36 và Sư đoàn bộ binh 161 (Đức) trên chính diện 15 km, sâu 6 đến 8 km tại khu vực Pogorelgorod và Gubinka. Quân đoàn bộ binh 41 và Quân đoàn xe tăng 56 (Đức) vội vã rút lui. Ngày 4 tháng 8, các sư đoàn tiền đội của các Tập đoàn quân 20 và 31 (Liên Xô) đã truy kích quân Đức đến bờ sông Vazuza ở Emilyantsevo, Kondrakovka và Praslovo. Tại đây, quân Đức dựa vào các cứ điểm phòng thủ đã chuẩn bị trước tổ chức kháng cự quyết liệt. Chiến sự diễn ra đẫm máu nhất tại thị trấn Karmanovo và bến phà qua sông Gzhat.
Để tăng tốc độ tấn công, Tư lệnh Phương diện quân Tây G. K. Zhukov đưa Quân đoàn xe tăng 8 của tướng M. D. Solomatin (165 xe tăng) và Quân đoàn kỵ binh cận vệ 2 của tướng V. V. Kryukov (20.000 quân, 120 khẩu pháo) vào cửa đột phá. Hai tiểu đoàn công binh cầu phà và 1 tiểu đoàn công binh kỹ thuật được điều đến các bến vượt tại Gnezdilovo trên sông Vazuza và Khlepen trên sông Gzhat. Ngày 5 tháng 8, các quân đoàn xe tăng 6, 8 và Quân đoàn kỵ binh cận vệ 2 đã tấn công vượt sông. Theo lệnh mới của G. K. Zhukov, cụm xe tăng - kỵ binh cơ động tiếp tục tấn công theo hướng Sychyovka, các tập đoàn quân 20 và 31 đến ngày 8 tháng 8 phải tiến đến tuyến đường sắt Rzhev - Vyazma. Trong khi cụm cơ động đã tiến sát Sychyovka thì các tập đoàn quân 20 và 31 (Liên Xô) đã không hoàn thành nhiệm vụ cắt đứt con đường sắt Rzhev - Vyazma. Do cuộc tấn công của Phương diện quân Kalinin bị chặn đứng ở phía tây bắc Rzhev, tướng Heinrich von Vietinghoff đã điều các quân đoàn bộ binh 23, 27, 46, trong đó có các sư đoàn xe tăng 1, 2, Sư đoàn cơ giới 14 và Sư đoàn bộ binh mô tô hóa "Đế chế" ra hướng Zubsov - Osuga, chống lại cuộc tấn công của các tập đoàn quân 20 và 31 (Liên Xô).
Các cuộc tấn công của Phương diện quân Tây vượt sông Gzhat, sông Vazuza và đánh vào Sychyovka tạo ra nguy cơ cô lập Tập đoàn quân 9 (Đức) tại phía bắc khu bàn đạp Rzhev-Vyazma. Thế nhưng, các tập đoàn quân 5 và 33 ở giữa mặt trận lại hành động không đủ mạnh. Đến ngày 7 tháng 8, Tập đoàn quân 5 (4 sư đoàn và 3 lữ đoàn bộ binh, 3 lữ đoàn xe tăng) mới phát động cuộc tấn công vào Karmanovo hướng đến Sychyovka. Ngày 10 tháng 8, Tập đoàn quân 33 mới bắt đầu tiến ra phía nam Sychyovka. Yếu tố bất ngờ của quân đội Liên Xô đã bị mất, tướng Walter Model lệnh cho Tập đoàn quân 9 (Đức) tổ chức phòng thủ vững chắc ở phía đông con đường sắt Rzhev - Sychyovka và điều Quân đoàn xe tăng 46 tăng cường cho khu phòng thủ Sychyovka, buộc các tập đoàn quân Liên Xô phải tiêu hao sinh lực khi đánh theo lối "bóc vỏ" tại khu vực Luchkova - Sady - Zevalovka - Pechora. Cuộc chiến tại khu vực Osuga, Sady, Palchevo và Kiselyev tiếp tục giằng co bất phân thắng bại đến ngày 23 tháng 8.
Mặc dù ngày 21 tháng 8, các tập đoàn quân 29, 30 của Phương diện quân Kalinin dự định mở lại cuộc tấn công nhưng khu đó, 7 tập đoàn quân của Phương diện quân Tây và Cụm kỵ binh cơ giới gồm 2 quân đoàn xe tăng và 1 quân đoàn kỵ binh Liên Xô đã hoàn toàn kiệt sức, không thể đột phá sâu hơn vào tuyến phòng thủ gồm 3 sư đoàn xe tăng, 2 sư đoàn cơ giới và 9 sư đoàn bộ binh Đức trên khu vực Rzhev - Sychyovka. Ngày 23 tháng 8, Phương diện quân Tây và Phương diện quân Klinin buộc phải chuyển sang phòng ngự tại chỗ. Ở phía nam, cánh trái của Phương diện quân Tây và Phương diện quân Bryansk cũng buộc phải ngừng Chiến dịch vòng cung Sukhinichi để tập trung đối phó với đòn đột kích vào Voronezh của Tập đoàn quân 6 và Tập đoàn quân xe tăng 4 (Đức).
Ngày 26 tháng 8, tướng G. K. Zhukov được chỉ định làm Phó tổng tư lệnh tối cao. Tướng I. S. Konev thay tướng G. K. Zhukov chỉ huy Phương diện quân Tây, tướng M. A. Purkayev thay I. S. Konev chỉ huy Phương diện quân Kalinin. Cả hai tiếp đều vạch kế hoạch tiếp tục chiến dịch còn đang bỏ dở. Ngày 2 tháng 9 năm 1942, Phương diện quân Tây và Phương diện quân Kalinin (Liên Xô) tiếp tục những cố gắng nhằm xóa bỏ "chỗ lồi" Rzhev-Vyazma. Tập đoàn quân 20 và Quân đoàn xe tăng 8 trong ngày tấn công đầu tiên đã đột phá sâu từ 8 đến 10 km trên khu vực phía bắc Karmanovo, Tập đoàn quân 5, Quân đoàn kỵ binh cận vệ 2 và Quân đoàn xe tăng 6 đã tiến ra tuyến Podsosonnaya, Korotovo, Vasyutniki. Ngày 4 tháng 9, tướng Georg-Hans Reinhardt sử dụng Quân đoàn xe tăng 41 và Quân đoàn bộ binh 20 đánh bật Tập đoàn quân 20 (Liên Xô) về vị trí xuất phát, Cuộc tấn công của Quân đoàn xe tăng 6 và Quân đoàn kỵ binh cận vệ 2 (Liên Xô) về hướng Staryi Berezyi - Gnedilovo bị hở sườn phía bắc và phải hứng chịu các đòn đột kích của Quân đoàn xe tăng 46 (Đức). Ngày 19 tháng 9, Phương diện quân Tây (Liên Xô) cố gắng mở thêm các cuộc tấn công về hướng Sychyovka nhưng tất cả các tập đoàn quân Liên Xô đều bị chặn đứng trên sông Gzhat. Các tập đoàn quân 29, 30 (Phương diện quân Kalinin) tiếp tục các tận đánh giằng co đẫm máu tại Rzhev nhưng vẫn không thể chiếm được thành phố. Ngày 1 tháng 10 năm 1942, Đại bản doanh bộ Tổng tư lệnh tối cao Liên Xô ra lệnh cho Phương diện quân Tây và Phương diện quân Kalinin chuyển sang tư thế phòng ngự.

### Chia lửa với Stalingrad
Chiến dịch mang tên mã "Sao Hỏa" còn được người Nga gọi là "Chiến dịch Rzhev-Sychyovka lần thứ hai" bởi các mục tiêu chiến dịch, chiến lược của nó hoàn toàn giống với Chiến dịch Rzhev-Sychyovka. Về trình tự thời gian, nó gần như là một giai đoạn tiếp theo của Chiến dịch Rzhev-Sychyovka nhưng có quy mô lớn hơn rất nhiều. Quân đội Liên Xô thuộc Phương diện quân Tây do thượng tướng I. S. Konev chỉ huy và Phương diện quân Kalinin do thượng tướng M. A. Purkayev chỉ huy đã phối hợp mở chiến dịch này dưới sự chỉ đạo trực tiếp của Tổng tư lệnh tối cao I. V. Stalin. Ngoài mục tiêu chính là hợp vây Tập đoàn quân 9, một phần của Tập đoàn quân 4 và Tập đoàn quân xe tăng 2 (Đức), thu hồi khu vực Rzhev-Vyazma, chiến dịch còn nhằm mục tiêu thứ hai là ngăn chặn quân Đức rút các lực lượng ở đây để điều động cho mặt trận Stalingrad và Kavkaz trong thời điểm mà quân đội Liên Xô đang sửa soạn chuẩn bị mở Chiến dịch Sao Thiên Vương để hợp vây Tập đoàn quân 6 và một phần Tập đoàn quân xe tăng 4 (Đức) tại khu vực Stalingrad. Thượng tướng Kurt von Tippelskirch (Đức) thừa nhận:
| “                        | Để giam chân các lực lượng Đức trên tất cả các mặt trận nhằm ngăn cản sự chuyển quân tiếp viện lớn cho các khu vực bị uy hiếp, đồng thời củng cố thế trận của họ tại những nơi hình thái mặt trận có lợi cho việc triển khai các chiến dịch trong mùa đông tiếp theo; Người Nga tiếp tục nối lại các cuộc tấn công của họ trên hướng trung tâm sau nhiều tháng chiến đấu. Những nỗ lực chính của họ tập trung vào Rzhev và Velikye Luky. Ba sư đoàn xe tăng và mấy sư đoàn bộ binh được sửa soạn để tung xuống phía nam đã bị giữ lại. Ban đầu là để thu hẹp những lỗ thủng trên mặt trận, tiếp đó là để phản công chiếm lại những vùng đất bị mất. Chỉ bằng cách ấy, quân đội của chúng tôi mới ngăn chặn được đối phương chọc thủng phòng tuyến. | ” |
| — Kurt von Tippelskirch. | |   |

Trong cuốn sách "Nhiệm vụ đặc biệt - Lubyanka và điện Kremlin (1930-1950)", trung tướng tình báo Liên Xô P. A. Sudoplatov cũng hé lộ những bí mật về "trò chơi phản gián điện đài" của NKVD (Liên Xô) có liên quan đến "Chiến dịch Sao Hỏa". Người Nga đã phát hiện các điệp viên của "Abwehr" (Cơ quan tình báo quân sự Đức Quốc xã) có mật danh "Heine" và "Max" nhưng họ không bắt hai người này. NKVD đã thông qua hai điệp viên này để tuồn tin giả cho Bộ Tổng tham mưu Đức. Trong bộ máy quân sự Liên Xô, chỉ duy nhất có I. V. Stalin, người "làm chủ" cuộc chơi biết về nó nhưng ông không thông báo cho bất kỳ nguyên soái, tướng lĩnh dưới quyền nào. Ngay cả Phó tổng tư lệnh tối cao G. K. Zhukov cũng hoàn toàn không biết gì về "trò chơi" này.
| “                                | Thông tin sai lạc thường có tầm quan trọng chiến lược. Ngày 4 tháng 11 năm 1942, "Heine" và "Max" cho người Đức biết rằng Hồng quân thực hiện các cuộc tấn công vào ngày 19 tháng 11 không phải là ở Stalingrad và Bắc Kavkaz mà là một cú đánh vào Rzhev. Vì vậy, người Đức đang chờ đợi các hoạt động lớn của Hồng quân tại Rzhev và đẩy lùi cuộc tấn công. Tuy nhiên, khi cụm quân của tướng Paulus bị bao vây tại Stalingrad thì người Đức hoàn toàn bị bất ngờ. Không biết gì về "trò chơi điện đài" này, G. K. Zhukov đã phải trả một giá rất đắt trong cuộc tấn công tại Rzhev với hàng vạn binh sĩ thiệt mạng. Trong hồi ký của mình, ông (G. K. Zhukov) thừa nhận rằng kết quả của cuộc tấn công này là không đạt yêu cầu. Tuy nhiên, ông không bao giờ biết rằng người Đức đã được cảnh báo về cuộc tấn công của chúng ta chống lại họ trên hướng Rzhev, do đó mà ông đã ném vào đấy rất nhiều binh lực. | ” |
| — Pavel Anatolyevich Sudoplatov. | |   |

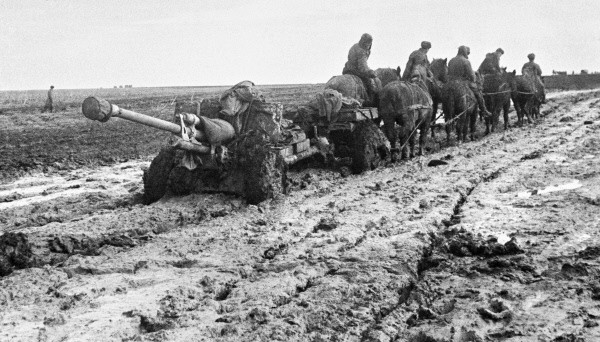
Pháo binh Liên Xô di chuyển trong bùn lầy, tháng 10 năm 1942

Đây là chiến dịch có binh lực của hai bên tham gia nhiều thứ hai trong mùa đông 1942 - 1943 (chỉ thua kém Chiến dịch Stalingrad). Quân đội Liên Xô (bao gồm cả quân của Khu vực phòng thủ Moskva) có 1.890.000 người, hơn 24.000 khẩu pháo và súng cối, 3.375 xe tăng và 1.100 máy bay. Quân đội Đức Quốc xã trong khu vực gồm các tập đoàn quân xe tăng 2 và 3, các tập đoàn quân bộ binh 4 và 9, có tổng quân số 1.680.000 người, hơn 14.000 pháo và súng cối, 3.500 xe tăng, hơn 1.000 máy bay.
Ngày 25 tháng 11 năm 1942, sau các trận pháo kích và oanh tạc của các tập đoàn quân 1 và 3, các Phương diện quân Tây và Kalinin (Liên Xô) tổ chức tấn công trên ba hướng. Tập đoàn quân 20 của thiếu tướng N. I. Khryukin và Tập đoàn quân 31 của thiếu tướng V. S. Polenov tấn công vào phòng tuyến của Quân đoàn xe tăng 39 (Đức) do tướng Hans-Jurgen von Arnem chỉ huy đang đóng giữ phía đông bắc "chỗ lồi" Rzhev trên chính diện dài 40 km từ Đông Rzhev đến Nam Zubtsov, dọc theo các tuyến sông Vazuza và Osuga. Trong ngày đầu, mũi tấn công của Tập đoàn quân 31 (Liên Xô) đã bị các sư đoàn bộ binh 102, 120 và Sư đoàn xe tăng 2 của Quân đoàn xe tăng 39 (Đức) chặn đứng tại bàn đạp Zubtsov. Tập đoàn quân 20 (Liên Xô) được tăng cường Quân đoàn xe tăng 6 (170 xe tăng) và Quân đoàn kỵ binh cận vệ 2 đã đánh bật các đòn phản kích của Sư đoàn xe tăng 5 (Đức) và áp sát Sychyovka.
Ở phía bắc, Tập đoàn quân 41 của thiếu tướng G. F. Tarasov được tăng cường Quân đoàn cơ giới 1 tấn công vào phòng tuyến của Quân đoàn xe tăng 41 (Đức) trấn giữ các tuyến sông Obsha từ phía bắc Bely đến phía tây Rzhev. Tập đoàn quân 22 của trung tướng V. A. Yushkyevich được tăng cường Quân đoàn cơ giới 3 tấn công dọc theo thung lũng sông Luchesha, nhằm vào tuyến phòng thủ của Quân đoàn bộ binh 23 (Đức). Sau bốn ngày tấn công, Tập đoàn quân 41 đánh chiếm thị trấn Dremov nhưng đã bị Sư đoàn cơ giới SS "Grossdeutschland" chặn lại trên tuyến đường bộ Bely - Vladimir. Trong khi đó, Tập đoàn quân 22 (Liên Xô) dù đã sử dụng đến lực lượng dự bị là Lữ đoàn bộ binh 114 và Trung đoàn xe tăng 39 nhưng vẫn không thể vượt qua đường cao tốc Olenino - Bely. Từ phía bắc, Tập đoàn quân 39 của tướng A. I. Zygina đánh một đòn bổ trợ nhằm cắt đứt đường sắt Olenino - Rzhev nhưng chỉ đủ sức tiến lên 5 km, chiếm Molodoy Tud và phải dừng lại vì không còn lực lượng dự bị để tiếp tục phát triển.
Ngày 29 tháng 11, Quân Đức bắt đầu phản kích chặn đứng cuộc tấn công của các Tập đoàn quân 20, 31 ở phía bắc Sychyovka, bao vây Quân đoàn cơ giới 6 (Liên Xô) tại phía tây đường sắt Rzhev - Sychyovka. Đêm 30 tháng 11, các lữ đoàn xe tăng 100 và 200 (Quân đoàn cơ giới 6) và Lữ đoàn bộ binh cơ giới 6 mở cuộc đột kích phá vây về phía Karamzino (đông bắc Sychyovka). Sáng ngày 2 tháng 12, Quân đoàn cơ giới 6 thoát vây nhưng đã bị mất toàn bộ xe tăng và vũ khí nặng, chỉ huy Lữ đoàn xe tăng 200 và Lữ đoàn cơ giới 6 tử trận. Ngày 3 tháng 12, quân đoàn này được đưa về hậu tuyến để củng cố lại. Lữ đoàn kỵ binh 20 (Tập đoàn quân 20) tiến qua sâu sang phía tây và bị quân Đức cắt đứt đường tiếp tế đã phải tiếp tục đột kích về tuyến phòng thủ của Tập đoàn quân 22 (Phương diện quân Kalinin).

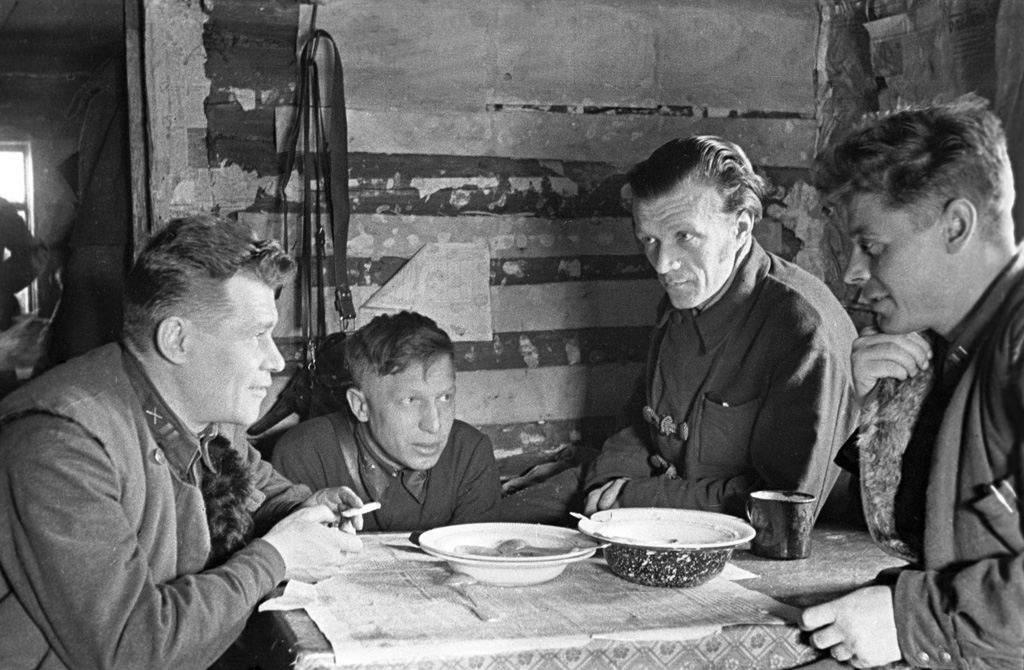
Các sĩ quan chỉ huy và chính trị của Sư đoàn bộ binh cận vệ 1 (Liên Xô) trong chiến dịch "Sao Hỏa"

Tình thế của Tập đoàn quân 41 (Phương diện quân Kalinin) trở nên nguy hiểm khi tướng Heinrich von Vietinghoff điều động các sư đoàn xe tăng 9, 12, 19 và 20 bao vây Quân đoàn cơ giới 1 và Quân đoàn bộ binh 6 của tập đoàn quân này tại khu vực Tsitsyno, Dubrovka, Klemyatino, đông nam Shiparevo. Ngày 14 tháng 12, tướng M. D. Solomatin (chỉ huy Quân đoàn cơ giới 1) nhận được chỉ thị cho phép phá vây. Từ ngày 15 đến ngày 16 tháng 12, cụm quân của tướng M. D. Solomatin đã đột phá về phía tây và cuối ngày 16 tháng 12 đã về đến khu vực đóng quân của Tập đoàn quân 22. Quân đoàn cơ giới 1 bị mất 2.280 người chết và 5.900 người bị thương, chỉ còn 52 trong số 170 xe tăng được biên chế ban đầu. Quân đoàn bộ binh 6 thiệt hại ít hơn. Sau chiến dịch này và Chiến dịch tấn công Rzhev - Vyazma 1943, Tập đoàn quân 41 chỉ còn lại 15.000 quân để "bàn giao" cho các tập đoàn quân 22 và 39. Ngày 9 tháng 4 năm 1943, nó bị giải thể và không bao giờ còn được tái lập.
Mặc dù nối lại các cuộc tấn công từ ngày 11 tháng 12 nhưng các Phương diện quân Tây và Kalinin vẫn dẫm chân tại chỗ. Thay tướng N. I. Khryukin, trung tướng M. S. Khozin chỉ huy Tập đoàn quân 20 tiếp tục các nỗ lực tấn công với Quân đoàn xe tăng 5 của tướng K. A. Semnchenko mới được tăng cường. Tuy nhiên, các trận đột kích của các tập đoàn quân 20 và 31 vào Sychyovka và phía đông Rzhev đều bị Quân đoàn xe tăng 39 (Đức) chặn đứng. Trên cánh Bắc, các tập đoàn quân 22 và 39 vừa phải thực hiện nhiệm vụ của chiến dịch, vừa cố gắng giải vây cho Tập đoàn quân 41. Thương vong của quân đội Liên Xô tăng lên từng ngày ở mức cao. Trung bình từ 7.000 đến 8.000 người/ngày. Sau khi ở mặt trận Stalingrad trở về Đại bản doanh để báo cáo về việc triển khai Chiến dịch Sao Thiên Vương, ngày 20 tháng 12, đại tướng G. K. Zhukov ra lệnh đình chỉ tấn công, chuyển các Phương diện quân Tây và Kalinin sang tư thế phòng ngự. Chiến dịch Sao Hỏa chấm dứt với hai kết quả rất khiêm tốn. Phương diện quân Tây chiếm được bàn đạp chiến thuật phía tây Zubtsov và tiến gần hơn đến Osuga và Sychyovka. Phương diện quân Kalinin chiếm được thành phố nhỏ Molodoy Tud và hành lang Luchesha, rất có lợi cho các cuộc tấn công tiếp theo.

### Cuộc tấn công chiến lược Rzhev-Vyazma

Lược đồ hoạt động quân sự tại phía bắc Rzhev từ 12-8-1942 đến tháng 1-1943

Trong khi mặt trận Rzhev-Sychyovka-Vyazma yên ắng suốt hai tháng liền thì tại khu vực giữa sông Đông và sông Volga đã diễn ra những trận đánh quyết định kết cục của Chiến tranh Xô-Đức. Cuộc bại trận chưa từng có của Cụm tập đoàn quân B và Cụm tập đoàn quân Sông Đông (Đức) tại khu vực phía nam mặt trận Xô Đức đã dẫn đến kết quả là dù muốn hay không, quân đội Đức Quốc xã cũng buộc phải rút bỏ hai khu vực quan trọng: Rzhev-Sychyovka-Vyazma ở trung tâm mặt trận Xô Đức và Kavkaz ở phía nam để thu hẹp chính diện, tạo được đủ mật độ binh lực để chuyển sang tư thế phòng thủ chiến lược, giữ các vùng đất đã chiếm được. Chiến dịch tấn công Rzhev-Vyazma (1943) diễn ra cùng thời điểm với cuộc rút quân mang tên gọi "Con Trâu" của quân đội Đức Quốc xã. Trên thực tế, đó là một chiến dịch tấn công truy kích.
Sau khi tiêu diệt và bắt làm tù binh Tập đoàn quân 6 (Đức) ở Stalingrad, Bộ Tổng tư lệnh quân đội Liên Xô đã có kế hoạch tấn công trên hướng Roslavl - Smolensk, dự định bắt đầu từ ngày 15 tháng 2 năm 1943. Kế hoạch dự kiến sử dụng Phương diện quân Tây, Phương diện quân Bryansk và Phương diện quân Trung tâm mở hai mũi tấn công thọc sâu sang hướng Tây và lên hướng tây bắc qua Smolensk và Orsha, đẩy cụm quân Đức tại Rzhev - Vyazma vào thế gần như bị bao vây, tạo ra một "vách ngăn" giữa Cụm tập đoàn quân Trung tâm và Cụm tập đoàn quân Nam (Đức), buộc quân Đức phải đi đường vòng nếu muốn chuyển quân từ cụm Trung tâm sang cụm Nam. Tuy nhiên, sau khi đi kiểm tra mặt trận, I. V. Stalin đồng ý cho lùi thời điểm mở chiến dịch đến ngày 24 tháng 2 do hệ thống đường sắt không đảm bảo vận chuyển người và phương tiện đến mặt trận đúng thời gian.
Mặc dù Rzhev - Vyazma được coi là nền tảng của mặt trận phía đông của quân đội Đức Quốc xã, hay nói theo cách nói bóng bẩy của Joseph Göbbels, "chỗ lồi" Rzhev - Vyazma như "một khẩu súng ngắn chĩa vào trái tim Liên Xô" nhưng đến mùa xuân năm 1943 thì quân đội Đức không còn đủ lực lượng để duy trì "khẩu súng ngắn" ấy nữa. Các cuộc chiến ở phía nam mặt trận Xô - Đức trong các chiến dịch tại khu vực Stalingrad, khu vực trung lưu sông Đông đã làm tiêu hao nhiều sinh lực của cả quân Đức và quân đồng minh của nước Đức Quốc xã. Để phục vụ cho Kế hoạch "Thành trì", Bộ Tổng tư lệnh lục quân Đức buộc phải rút quân tại khu vực Rzhev - Vyazma để tăng cường cho cánh quân phía bắc Kursk. Ngày 1 tháng 3, phát hiện quân Đức bắt đầu rút bỏ nhiều chốt tiền tiêu trên khu vực phía bắc Rzhev, phía đông Sychyovka, Gzhatsk, Vyazma và phía tây Yukhnov, Mosalsk, Phương diện quân Tây và cánh trái của Phương diện quân Kalinin (Liên Xô) đã phải vội vã chuyển sang chiến thuật tấn công truy kích mà không kịp điều chỉnh kế hoạch.

Lược đồ các tuyến rút quân trong Chiến dịch "Con Trâu" của quân đội Đức Quốc xã, tháng 3 năm 1943

Quân đội Đức Quốc xã đã có những bước chuẩn bị cho việc rút quân từ tháng 2 năm 1943. Kế hoạch của cuộc hành quân "Con Trâu" bao gồm 9 biện pháp như sau:
1- Khảo sát và xây dựng một tuyến phòng thủ mới ở phía sau.
2- Thiết lập và đưa vào hoạt động một số cứ điểm phòng thủ
3- Chuẩn bị một "vùng trắng" có chiều sâu khoảng 100 km
4- Xây dựng 200 km đường cho xe ô tô và 600 km đường cho xe ngựa, xe trượt tuyết.
5- Thu gom gia súc, lương thực, cây trồng, công cụ...
6- Di dời 60.000 người Nga sang phía tây.
7- Phá hoại 1.000 km đường sắt, 1.300 km đường dây điện thoại, điện báo.
8- Rà soát lại các kế hoạch phòng ngự, bố trí lại nhân sự.
9- Giữ bí mật và tiến hành nghi binh che giấu các hoạt động rút quân.
Phương diện quân Tây và Phương diện quân Kalinin phát hiện quân Đức rút lui khá muộn. Ngày 2 tháng 3, đã xảy ra trận tao ngộ chiến giữa Tập đoàn quân 30 (Phương diện quân Tây) với các sư đoàn bộ binh 87, 206, 251 (Quân đoàn bộ binh 27 (Đức)) tại khu vực đông bắc Rzhev. Qua khai thác tù binh, Bộ tư lệnh Phương diện quân Tây mới xác định được chủ lực Tập đoàn quân 9 (Đức) đã khởi hành việc rút khỏi Rzhev từ ngày 1 tháng 3. Trung tướng V. D. Sokolovsky, tư lệnh mới của Phương diện quân Tây lệnh cho các đơn vị thuộc quyền gấp rút tấn công truy kích và báo cáo tình huống lên Đại bản doanh. Ngày 3 tháng 3 năm 1943, trung tướng M. A. Purkayev, chỉ huy Phương diện quân Kalinin cùng nhận được lệnh chuyển các tập đoàn quân sang tư thế tấn công.

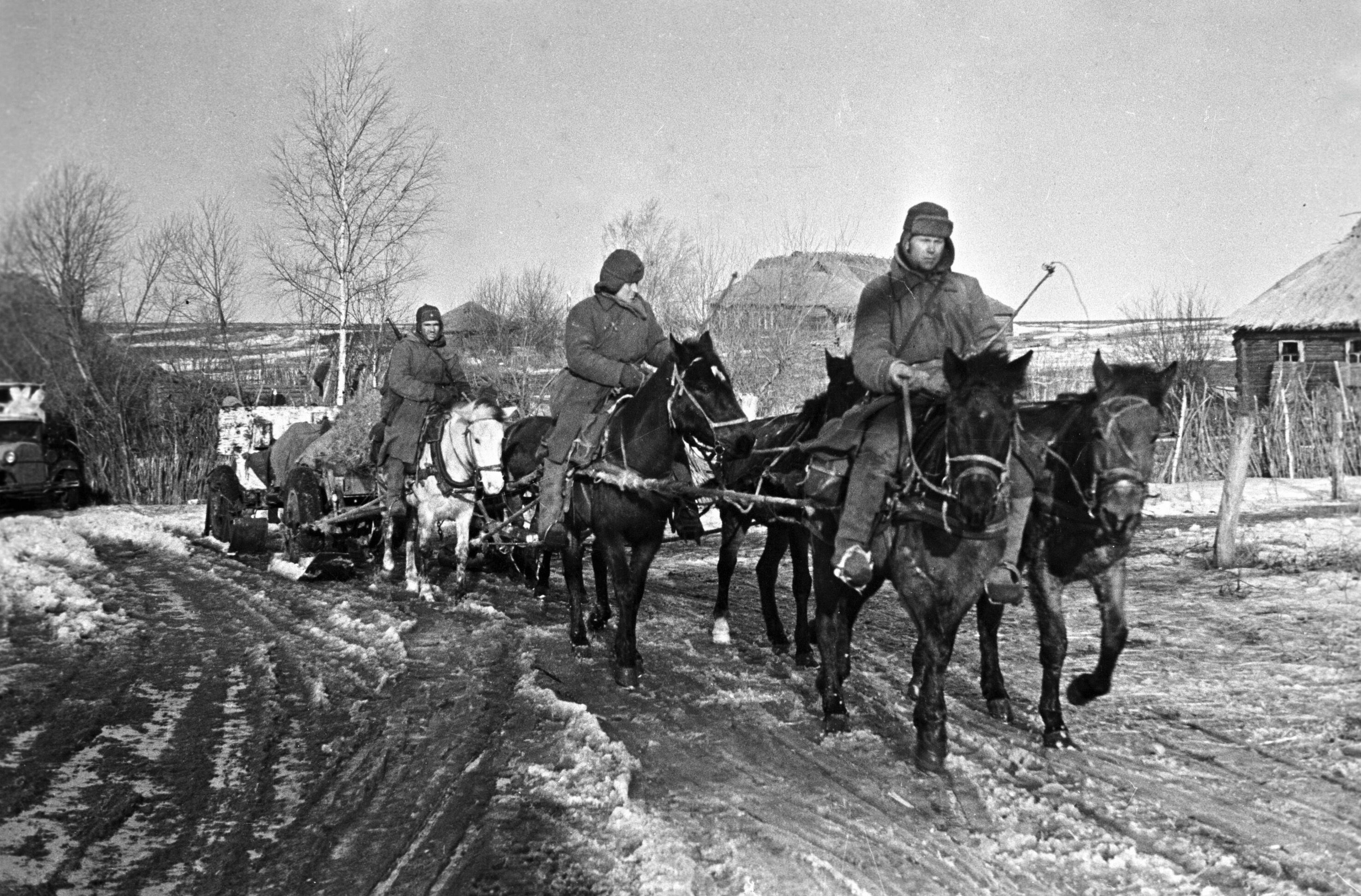
Pháo binh của Sư đoàn bộ binh 144 (Liên Xô) di chuyển bằng ngựa kéo trên tuyến mặt trận phía tây Vyazma, ngày 1 tháng 3 năm 1943. (Ảnh lưu trữ của RIA NOVOSTI)

Ngày 3 tháng 3, Tập đoàn quân 39 từ Molodoy Tud tấn công xuống phía nam, đánh chiếm Olenino ngày 4 tháng 3 và phát triển đến tuyến sông Obsha. Tập đoàn quân 22 cũng mở cuộc tấn công từ khu vực đông Nam Nelidovo tiến sát đến phía bắc Belyi. Tại Phương diện quân Tây, Tập đoàn quân 30 đánh chiếm Rzhev ngày 3 tháng 3. Tập đoàn quân 31 từ bàn đạp Zubtsov tấn công Sychyovka. Tập đoàn quân 5 từ Karmanovo tiến ra đánh chiếm Gzhatsk ngày 6 tháng 3. Cùng ngày, Tập đoàn quân 33 đánh chiếm Tokarevo. Các đơn vị chặn hậu của Tập đoàn quân 9 và Tập đoàn quân xe tăng 3 (Đức) cố gắng kìm hãm đà tiến công của hai phương diện quân Liên Xô bằng cách thiết lập tuyến phòng ngự lâm thời tại Belyi, Sychyovka, Vyazma nhưng không thành công. Ngày 8 tháng 3, Tập đoàn quân 31 đánh chiếm Sychyovka. Ngày 10 tháng 3, Tập đoàn quân 33 đánh chiếm Nikitinka. Cùng ngày, Tập đoàn quân 41 và Tập đoàn quân 22 phối hợp đánh chiếm Belyi và tiến xuống phía nam. Ngày 12 tháng 3, Tập đoàn quân 33 và Tập đoàn quân 5 phối hợp đánh chiếm Vyazma. Cùng ngày, các tập đoàn quân 49 và 50 từ các khu vực Yukhnov và Mosalsk cũng phát động tấn công dọc theo tuyến sông Ugra và tiến sát đến đông bắc Spas-Demensk.
Cuộc rút quân của Tập đoàn quân 9 và Tập đoàn quân xe tăng 3 (Đức) diễn ra không hoàn toàn suôn sẻ. Từ ngày 5 đến ngày 7 tháng 3, quân đội Liên Xô đã tổ chức tám cuộc tập kích cấp trung đoàn vào các đoàn quân Đức đang rút lui trên tuyến Belyi - Sychyovka. Các đội du kích Liên Xô mà tướng Gotthard Heinrici cho rằng đã bị tiêu diệt trong Chiến dịch Hannover hồi đầu mùa hè năm 1942 đã bất thần xuất hiện trở lại, phá hoại các tuyến đường giao thông, các đường dây liên lạc và đốt cháy các đoàn xe vận tải của quân Đức. Trong các ngày 13 và 14 tháng 3, Quân đội Liên Xô tiếp tục tập kích vào các đoàn quân Đức trong đội hình hậu vệ tại các cánh rừng phía tây nam Sychyovka.

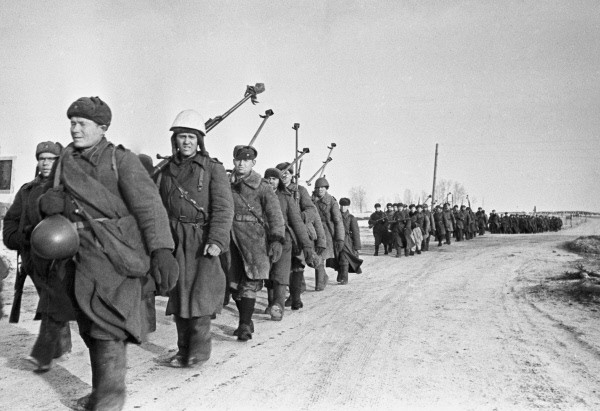
Những người lính của tiểu đoàn súng chống tăng (Liên Xô) tiến về Vyazma sau khi đánh chiếm Rzhev, ngày 4 tháng 3 năm 1943. (Ảnh lưu trữ của RIA NOVOSTI)

Ngày 22 tháng 3, các tập đoàn quân 9, xe tăng 3 và cánh Bắc của Tập đoàn quân 4 (Đức) chặn đánh quyết liệt quân đội Liên Xô trên tuyến phòng thủ mới từ Demidov qua Ribshevo, Dukhovshina, Yartsevo, Saphonovo, Dorogobuzh, Yelnya, Spas-Demensk đến Milyatino. Do tiếp tục áp dụng chiến thuật truy kích nên các tướng V. D. Sokolovsky và M. A. Purkayev (Liên Xô) đã dàn đều quân trên toàn bộ chính diện mặt trận. Trong số 9 tập đoàn quân tấn công theo hướng chung đến Yartsevo và Dukhovshina, không thể thấy được đâu là cánh quân đột kích chủ yếu. Việc áp dụng chiến thuật "đánh bóc vỏ" đã làm cho các tập đoàn quân Liên Xô không thể đột phá qua tuyến phòng thủ của quân Đức trong suốt một tuần giao chiến. Ngày 31 tháng 3 năm 1943, Đại bản doanh Bộ Tổng tư lệnh tối cao Liên Xô lệnh cho các Phương diện quân Tây và Kalinin ngừng tiến công, chuyển sang tư thế phòng ngự.
Chiến dịch tấn công Rzhev-Vyazma (1943) đã làm thu hẹp chính diện mặt trận phía tây Moskva từ 530 km xuống còn 250 km. Trong khi quân Đức lấy ra được 1 tập đoàn quân (Tập đoàn quân 9) gồm 4 quân đoàn với 15 sư đoàn bộ binh, 3 sư đoàn xe tăng, 2 sư đoàn cơ giới, 1 lữ đoàn kỵ binh SS để đưa xuống khu vực Bryansk - Oryol thì quân đội Liên Xô vẫn giữ nguyên đội hình 9 tập đoàn quân binh chủng hợp thành và 1 tập đoàn quân không quân tại khu vực này để chuẩn bị cho Chiến dịch Smolensk (1943). Mặc dù thu hồi được khu vực Rzhev - Sychyovka - Vyazma, loại trừ được nguy cơ đe dọa Thủ đô Moskva nhưng Phương diện quân Tây và Phương diện quân Kalinin đã không hoàn thành mục tiêu hợp vây và tiêu diệt Tập đoàn quân 9 (Đức).

## Kết quả, đánh giá và ảnh hưởng

### Kết quả
Cuộc chiến kéo dài 15 tháng tại khu vực mặt trận Rzhev-Sychyovka-Vyazma phía tây Moskva có vai trò quan trọng không kém Chiến dịch Stalingrad trong Chiến tranh Xô-Đức. Tầm quan trọng đó không chỉ ở tổng quân số được huy động trong các chiến dịch thành phần mà còn có ý nghĩa quan trọng ở các khía cạnh quân sự - chính trị, quân sự - ngoại giao và một phần vấn đề quân sự - kinh tế.

#### Về vị thế quân sự - chính trị
Sau 14 tháng quân đội Đức Quốc xã chĩa "khẩu súng ngắn Rzhev - Vyazma" vào trái tim của đất nước Xô Viết, đến tháng 3 năm 1943, "khẩu súng" đó được loại bỏ. Kết cục của 14 tháng giao tranh đó là quân đội Đức Quốc xã đã mất đi một vị trí quân sự tạo thế chủ động rất quan trọng trên mặt trận Xô-Đức mà chính người Đức đã đánh giá nó là "nền tảng của mặt trận phía đông". Dĩ nhiên, sự đánh giá như trên của Horst Grossman có phần hạn hẹp vì đối với quân đội Đức Quốc xã, những cơ sở kinh tế - quân sự của vùng công nghiệp Donbass, của vùng dầu mỏ Bắc Kavkaz - Baku, của tuyến giao thông huyết mạch trên sống Đông và sông Volga, của các vùng sản xuất lúa mỳ ở Ukraina, ở đồng bằng Kuban... cũng đều là những nền tảng quan trọng cả. Chúng chỉ khác nhau về ý nghĩa trên từng lĩnh vực. Điều đó khiến người ta dễ hiểu rằng tại sao Tổng thanh tra các lực lượng xe tăng của quân đội Đức Quốc xã Heinz Guderian đã đặt ra cho Adolf Hitler câu hỏi: "Có thật là chúng ta cần phải tấn công Kursk và tập trung vào mặt trận phía đông trong năm nay? Liệu trên thế giới này có ai biết Kursk nằm ở chỗ nào? Cả cái thế giới này chả cần quan tâm việc chúng ta có lấy được Kursk hay không. Thế thì lý do gì mà chúng ta cần phải tấn công ở Kursk, và hơn nữa, tấn công trên toàn Mặt trận phía đông trong năm nay?". Nếu hiểu sâu xa quan điểm của Heinz Guderian thì người Đức đã bỏ Rzhev-Vyazma là một vị trí chiến lược quan trọng để đem quân đi đánh chiếm một vị trí mà chẳng có tầm quan trọng chiến lược gì về chính trị mà chỉ có ý nghĩa thuần túy quân sự tại Kursk. Do đó, xét về tất cả các yếu tố thì cuộc rút quân của quân đội Đức Quốc xã trong Chiến dịch "Con Trâu" dù có thành công về chiến thuật (bảo toàn được phần lớn binh lực, thu hẹp chính diện mặt trận) nhưng vẫn là thất bại về chiến lược quân sự - chính trị xét theo góc độ toàn bộ cuộc chiến.
Thu hồi khu vực Rzhev-Sychyovka-Vyazma, quân đội Liên Xô không những đã loại trừ hoàn toàn các nguy cơ quân sự trực tiếp đe dọa Thủ đô Moskva từ phía quân đội Đức Quốc xã mà còn tiến đến những cửa mở quan trọng để đánh chiếm Smolensk, Gomel, mở đường tiến ra lãnh thổ Byelorussia, đẩy mặt trận ra khỏi lãnh thổ Nga ở khu vực trung tâm mặt trận. Cho dù hoạt động quân sự tại khu vực Rzhev-Sychyovka-Vyazma là những chiến dịch không thành công hoặc chỉ thành công một phần nhưng kết cục của các hoạt động đó vẫn đem lại cho quân đội Liên Xô những lợi thế không nhỏ trên chiến trường và họ đã nắm trong tay quyền chủ động chiến lược.

#### Về thương vong và tổn thất vật chất
Các chiến dịch ở khu vực mặt trận Rzhev-Sychyovka-Vyazma thực sự đã làm "tốn máu" không nhỏ cho cả hai bên. Quân số ban đầu của hai bên tham gia các chiến dịch đầu tiên đều dưới 1.000.000 người. Theo A. M. Vasilevsky quân đội Đức Quốc xã có hơn 800.000 người, 10.400 pháo và súng cối, gần 1.000 xe tăng và hơn 600 máy bay; quân đội Liên Xô có khoảng 760.000 người 5.200 pháo và súng cối, 415 dàn Katyusha, 670 xe tăng và 860 máy bay.[e] . Grigoriy Krivosheev tổng kết quân số lớn hơn của cả hai Phương diện quân Tây và Kalinin trong các chiến dịch đầu năm 1942 (bao gồm cả chiến dịch "Sao Mộc"), gồm 1.059.200 người. Theo V. V. Beshanov, đến Chiến dịch Sao Hỏa (cuối năm 1942), hai bên đã huy động tổng quân số lên đến hơn 2.500.000 người. Trong đó, quân đội Liên Xô có 1.890.000 người, 24.000 pháo và súng cối, 3.375 xe tăng, 1.100 máy bay; quân đội Đức Quốc xã có 1.680.000 người, đến 3.500 xe tăng. A. V. Isaev đưa ra con số chính xác hơn, cụ thể đến từng tập đoàn quân của quân đội Liên Xô trong chiến dịch Sao Hỏa. Trong đó, Phương diện quân Tây có 769.436 người, Phương diện quân Kalinin có 552.714 người (tổng cộng 1.321.850 người) được trang bị 1.615 xe tăng. Với quân số lớn như vậy tham gia các chiến dịch thì tổng số thương vong cao là điều khó tránh khỏi trong chiến tranh. Vấn đề còn lại là tỷ lệ thương vong.
Tổn thất của quân đội Liên Xô
Cho đến nay, vẫn không có tài liệu chính thức nào tổng kết (một cách tương đối chính xác) thương vong của hai bên trong các chiến dịch tại khu vực mặt trận Rzhev-Sychyovka-Vyazma. Kết quả nghiên cứu của Grigoriy Krivosheev cho biết tổn thất của quân đội Liên Xô trong các chiến dịch đầu năm 1942 (bao gồm cả chiến dịch "Sao Mộc") là 272.320 người chết, 504.569 người bị thương; số người chết chiếm tỷ lệ 25,7% so với tổng quân số tham gia ban đầu. Theo V. V. Beshanov, tổn thất của quân đội Liên Xô trong Chiến dịch Rzhev-Sychyovka là 193.683 người chết và bị thương và đến Chiến dịch Sao Hỏa thì lên đến 250.000 người chết và bị thương cùng khoảng 800 xe tăng bị phá hủy hoặc bị hỏng. Theo A. V. Isaev thì tổn thất của quân đội Liên Xô trong chiến dịch Sao Hỏa thấp hơn, gồm 70.340 người chết và 145.300 người bị thương.
Nếu tổng hợp các kết quả trên đây có thể thấy trong 14 tháng từ tháng 1 năm 1942 đến tháng 3 năm 1943, trên mặt trận Rzhev-Sychyovka-Vyazma, quân đội Liên Xô có tổng tổn thất từ 1.186.640 đến 1.220.482 người chết và bị thương. Đối chiếu với quân số tham gia, tỷ lệ thương vong của quân đội Liên Xô ở các chiến dịch đầu năm 1942 (bao gồm cả chiến dịch "Sao Mộc"), lên đến 75,2% tổng quân số (trong đó có 25,7% tử vong). Mặc dù có tổng thương vong cao nhưng trong Chiến dịch Sao Hỏa, quân đội Liên Xô chỉ tổn thất không quá 13,2% quân số (trong đó, số tử vong không quá 6%). Bằng các tài liệu thu thập được từ Trung tâm lưu trữ Bộ Quốc phòng Nga, Tiến sĩ A. V. Isaev đã tổng kết lại một lần nữa tổn thất của quân đội Liên Xô trong tất cả các hoạt động quân sự tại khu vực Rzhev-Sychyovka-Vyazma từ tháng 1 năm 1942 đến tháng 3 năm 1943 gồm 392.554 người chết và 768.233 người bị thương.
Tổn thất của quân đội Đức Quốc xã
Các tác phẩm nghiên cứu của nhiều nhà sử học quân sự chỉ đưa ra con số ước tính đối với thương vong của quân đội Đức Quốc xã tại khu vực Rzhev-Sychyovka-Vyazma từ tháng 1 năm 1942 đến tháng 3 năm 1943. Theo các nghiên cứu của Mikhail Yuryevich Myagkov, từ ngày 8 tháng 1 năm 1942 đến 30 tháng 3 năm 1942, quân đội Đức Quốc xã tại khu vực Rzhev-Sychyovka-Vyazma tổn thất khoảng 330.000 người chết, hơn 450.000 người bị thương.. A. V. Isaev tổng kết từ tháng 1 đến tháng 2 năm 1942, tại khu vực này, quân Đức mất 253.600 người chết (trong tổng số 375.200 người chết từ tháng 12-1941 đến tháng 2-1942), 4.241 xe tăng, 1.942 đại bác, 8.552 pháo chống tăng bị phá hủy. Trong tác phẩm mới nhất "Về thiệt hại của Liên Xô trong cuộc chiến tại chỗ lồi Rzhev" đăng trên Tạp chí "Lịch sử hiện đại" (Moskva, Nga) tháng 7 năm 2012; tiến sĩ A. V. Isaev cho biết thêm con số tổn thất 53.000 quân Đức bị chết chỉ riêng trong các cuộc tấn công tháng 8 - tháng 9 của quân đội Liên Xô tại khu vực Rzhev-Sychyovka.
Tác giả Đức, tướng về hưu Grossman Horst trong cuốn sách "Rzhev, nền tảng của Mặt trận phía đông" (Nhà xuất bản Người lao động - Rzhev - 1996) không tổng kết toàn bộ thiệt hại của quân đội Đức Quốc xã tại khu vực Rzhev-Sychyovka-Vyazma nhưng đã cung cấp một vài thông tin cục bộ. Theo ông này, từ ngày 31 tháng 7 đến ngày 9 tháng 8, một tiểu đoàn bộ binh Đức trên tuyến đầu chỉ còn 1 sĩ quan chỉ huy và 22 lính; trong đó ngày 28 tháng 8 có tiểu đoàn chỉ còn lại 1 sĩ quan chỉ huy và 12 lính (tương đương tiểu đội). Grossman Horst cũng cho biết trong Chiến dịch Sao Hỏa, có khoảng 40.000 sĩ quan và binh lính Đức chết và bị thương.
Theo các báo cáo thương vong trên các mặt trận của quân đội Đức Quốc xã tại Trung tâm lưu trữ tài liệu quốc gia Cộng hòa Liên bang Đức, từ tháng 3 năm 1942 đến tháng 3 năm 1943, các tập đoàn quân 2, 4, 9, xe tăng 2, xe tăng 3 và xe tăng 4 (riêng tập đoàn quân xe tăng 4 chỉ tính đến hết tháng 4 năm 1942) đã có con số tổn thất lên đến 162.713 người chết, 35.650 người mất tích, 469.747 người bị thương. Số quân chết trong quá trình điều trị tại các bệnh viện không thống kê được. Tổng hợp các số liệu trên cho thấy tổn thất của quân đội Đức Quốc xã trên mặt trận Rzhev - Sychyovka - Vyazma trong 14 tháng có thể lên đến trên 452.000 người chết, mất tích và 469.747 người bị thương.

### Đánh giá

#### Quân đội Liên Xô
Những điểm mạnh
Quân đội Liên Xô đã phát huy được những chiến quả trong giai đoạn phản công chiến lược tại khu vực Moskva trong mùa đông 1941-1942 nên đã tạo được nhưng ưu thế trên các địa đoạn quan trọng của mặt trận. Cuộc tấn công của Phương diện quân Kalinin và Phương diện quân Bryansk phối hợp với cánh trái của Phương diện quân Tây đã tạo ra được mối uy hiếp từ hai bên sườn Cụm tập đoàn quân Trung tâm (Đức) buộc Cụm tập đoàn quân này phải phân tán bớt lực lượng để đối phó, làm giảm sức ép của quân Đức lên hướng Tây Moskva, hướng chiến lược sống còn đối với Thủ đô Liên Xô. Các cấp chỉ huy tập đoàn quân Liên Xô đã bắt đầu học được cách tập trung binh lực để giáng đòn đột kích trên những địa đoạn quan trọng nhằm đột phá tuyến phòng thủ của quân Đức hoặc tạo ra lợi thế đứng chân trên những địa bàn có sức không chế đối với khu vực mặt trận được phân công. Việc sử dụng các quân đoàn xe tăng làm lực lượng đột kích chủ yếu đã dần thay thế cho việc sử dụng xe tăng để yểm hộ cho bộ binh như đã diễn ra trong giai đoạn phòng thủ Moskva cuối năm 1941.
Các chỉ huy Phương diện quân, tập đoàn quân và các quân đoàn Liên Xô đã bước đầu học tập và thực hành phương thức chỉ đạo tác chiến hợp đồng binh chủng gồm bộ binh, kỵ binh, thiết giáp. Từ tháng 5 năm 1942, trong biên chế các Phương diện quân Liên Xô bắt đầu có các tập đoàn quân không quân, có nhiệm vụ yểm hộ các đơn vị mặt đất dưới sự chỉ huy trực tiếp của tư lệnh các phương diện quân. Họ không còn phải "hỏi xin" không quân từ Đại bản doanh, trừ lực lượng không quân ném bom chiến lược tầm xa vẫn trực thuộc Đại bản doanh như trước.
Quân đội Liên Xô, vượt qua giai đoạn khủng hoảng nửa cuối năm 1941 đã bắt đầu chú trọng đến việc xây dựng các tập đoàn quân dự bị. Không kể 4 tập đoàn quân được rút từ Viễn Đông và Trung Á đưa đến khu vực Moskva cuối năm 1941, trong năm 1942 và đầu năm 1943, quân đội Liên Xô đã xây dựng được 18 tập đoàn quân dự bị, tái trang bị cho 9 tập đoàn quân. Trong đó, khu vực mặt trận Rzhev-Sychyovka-Vyazma được tăng cường 3 tập đoàn quân dự bị, 3 tập đoàn quân khác được tái trang bị trong quá trình tác chiến. Mặc dù không phải lúc nào các sư đoàn trên tuyến đầu cũng có đủ biên chế tiêu chuẩn nhưng việc thường xuyên bổ sung binh lực đã bảo đảm duy trì sức chiến đấu của các sư đoàn trên tuyến đầu, tránh được tình trạng thiếu hụt quá lớn, dẫn đến mất sức chiến đấu nghiêm trọng như giai đoạn cuối năm 1941. Nhờ đó, các chỉ huy quân đội Xô Viết có đủ điều kiện binh lực và phương tiện để phòng ngự tích cực và bắt đầu tính toán đến những chiến dịch phản công lớn.
Những điểm yếu
Không ai khác, chính Nguyên soái G. K. Zhukov là người tự kiểm điểm đầu tiên về những mặt không thành công của quân đội Liên Xô trong các chiến dịch tại khu vực Rzhev-Sychyovka-Vyazma trong thời gian do ông chịu trách nhiệm lãnh đạo Phương diện quân Tây từ ngày phòng thủ Moskva cho đến ngày 27 tháng 8 năm 1942. Ông viết:
| “               | Ngày nay, nghiêm khắc kiểm điểm lại những sự kiện năm 1942, tôi thấy rằng mình đã có khuyết điểm trong việc đánh giá tình hình tại khu vực Vyazma. Chúng tôi đã đánh giá khả năng của ta quá cao và đã đánh giá địch thấp đi. Quả "hồ đào" ở đó còn vững chắc hơn những điều ta dự kiến | ” |
| — G. K. Zhukov. | |   |

Quân đội Liên Xô không thiếu sinh lực và lòng quả cảm, nhưng cái mà họ thiếu là vũ khí. Cuộc bại trận tại cả ba hướng Baltic, Byelorussia và Tây Ukraina từ tháng 6 đến tháng 9 năm 1941, ngoài những tổn thất về sinh lực, đã để lại hậu quả nghiêm trọng về số tài sản quân sự bị mất. Nguồn dự trữ chiến lược của quân đội Liên Xô trong nửa đầu năm 1942 vẫn còn rất mỏng. Trong giai đoạn phòng thủ Moskva cũng như giai đoạn phản công tháng 11, 12 năm 1941, tư lệnh các Phương diện quân phải "hỏi xin" Tổng tư lệnh tối cao từng khẩu tiểu liên, súng chống tăng cá nhân cho đến pháo chống tăng, đạn pháo và súng cối. Trong tháng 1 và tháng 2 năm 1942, Phương diện quân Tây chỉ nhận được 55% đạn cối 82 mm, 36% đạn cối 120 mm, 44% đạn pháo. Trong các chiến dịch tấn công từ tháng 2 đến tháng 4 năm 1942, tiêu chí đạn pháo cho mỗi khẩu đội pháo nòng dài được quy định không quá 2 viên/ngày. Việc thiếu đạn pháo trong tấn công đã làm cho hệ thống hỏa lực của quân Đức không bị tiêu diệt, ít nhất cũng không bị chế áp, dẫn đến thương vong lớn cho quân đội Liên Xô trong các trận tấn công từ tháng 1 đến tháng 4 năm 1942 và kết quả là không thực hiện được mục tiêu chiến dịch.
Không chỉ đạn pháo mà đạn của các loại súng bộ binh cũng rất thiếu. Trong "cơn đói đạn" của quân đội Liên Xô tại khu vực Rzhev-Sychyovka-Vyazma đầu năm 1942, mỗi cơ số đạn chỉ có 3 viên cho 1 khẩu súng trường, 30 viên cho một khẩu tiểu liên, 300 viên cho một khẩu trung liên và 600 viên cho một khẩu đại liên. Sự thiếu hụt đạn pháo đã làm cho các tư lệnh quân đoàn, tập đoàn quân, để mau chóng hoàn thành nhiệm vụ đã sử dụng một số đơn vị xe tăng thay cho pháo binh để bắn chuẩn bị mở đầu cho các cuộc tấn công. Việc sử dụng xe tăng không chức năng như vậy cùng lối tư duy cũ kỹ kiểu người Pháp trong Chiến tranh thế giới thứ nhất với phương châm "pháo binh tiêu diệt, bộ binh đánh chiếm" đã làm giảm đáng kể sức chiến đấu của các đơn vị xe tăng, làm cho chúng không còn đủ sức mạnh hỏa lực và nhiên liệu khi tiến hành đột phá sâu vào các tuyến phòng ngự của quân đội Đức Quốc xã.
Mặc dù tung ra một số lượng xe tăng đáng kể trên mặt trận Rzhev-Sychyovka-Vyazma nhưng số lượng xe tăng chất lượng kém, độ tin cậy không cao của quân đội Liên Xô vẫn còn rất lớn. Số xe tăng kiểu cũ và hạng nhẹ trong các phương diện quân Tây, Kalinin và Bryansk vẫn còn đến 68%. Trong tổng số xe tăng, có từ 41 đến 55% xe tăng hỏng cần phải sửa chữa. Phương diện quân Tây đã phải thu hồi 264 xe tăng bị lỗi và chỉ sơ tán được 322 xe tăng bị bắn hỏng trong chiến đấu để sửa chữa, phục hồi. Tất cả những điều đó cho thấy rằng các chiến dịch của quân đội Liên Xô trên khu vực Rzhev-Sychyovka-Vyazma trong năm 1942 đã không được chuẩn bị đầy đủ về vũ khí, phương tiện và hậu cần đảm bảo để có thể kéo dài chiến dịch đến khi kết thúc thắng lợi.
Điểm yếu cuối cùng và cũng là lớn nhất của quân đội Liên Xô trong năm 1942 tại khu vực Rzhev-Sychyovka-Vyazma là sự chỉ đạo tác chiến chiến lược giữa các Phương diện quân. Chiến dịch phản công Rzhev-Vyazma (1942) và Chiến dịch phản công Mozhaysk-Vyazma lẽ ra phải được tập trung chỉ đạo vào một cơ quan chỉ huy và thống nhất trong một kế hoạch tác chiến thì Đại bản doanh mà trực tiếp là I. V. Stalin lại giao riêng cho từng phương diện quân và tổ chức thực hiện theo kế hoạch riêng. Kết quả là hai phương diện quân mạnh nhất ở hướng Tây đã không thể phối hợp ăn ý với nhau. Tập đoàn quân 39 và Quân đoàn kỵ binh 11 đã không gặp được Tập đoàn quân 20 tại Sychyovka và Tập đoàn quân Xung kích 1 tại Osuga như kế hoạch dự kiến. Đã thế, ngày 19 tháng 1, I. V. Stalin đã rút Tập đoàn quân xung kích 1 khỏi Phương diện quân Tây với lý do "hết sức vu vơ". Hành động này đã làm yếu cánh phải của Phương diện quân Tây và kế hoạch hợp vây 4 quân đoàn Đức trong khu vực Olenino - Rzhev - Osuga thất bại. Cũng thuộc về sai lầm trong chỉ đạo tác chiến chiến lược của I. V. Stalin và các tướng lĩnh Liên Xô là tham vọng quá lớn nhưng sức lực lại có hạn. Quân đội Liên Xô vừa mới hồi phục sau những thất bại nặng nề hồi hè-thu 1941 và việc nó đứng vững và đánh bật quân Đức khỏi chân thành Moskva đã là một điều ngoài sức tưởng tượng của đối thủ của nó. Mặc dù "ngồi chờ thụ động và nguyền rủa bóng tối" còn tệ hại hơn việc "hãy bật diêm lên" nhưng mục tiêu, yêu cầu nhiệm vụ phải phù hợp với sức lực hiện có là điều cần tính toán kỹ. "Yêu cầu một người mới ốm dậy vác một bao lúa mỳ nặng vài chục put là điều khó có thể thực hiện được".
Việc chậm rút quân tại các địa điểm có nguy cơ bị bao vây vẫn là căn bệnh "tái phát" từ chiến lược quân sự của Liên Xô nửa cuối năm 1941. Trong tất cả các trường hợp bị bao vây, chỉ có Quân đoàn kỵ binh 11, Quân đoàn xe tăng 6 được coi là phá vây tương đối thành công. Cuộc rút quân của các tập đoàn quân 33 và 41 tuy thực hiện sớm nhưng do không giữ được bí mật và chọn hướng sai đã gây thiệt hại lớn. Việc để cho Tập đoàn quân 39 và Quân đoàn kỵ binh 11 rút quân muộn là lỗi của Đại bản doanh khi họ giữ các đơn vị này tại khu vực Kholm-Zhirkovsky với hy vọng các đơn vị này sẽ tấn công phối hợp từ phía tây trong Chiến dịch phản công chiến lược Rzhev-Sychyovka.

#### Quân đội Đức Quốc xã
Những điểm mạnh
Trong các chiến dịch tại Rzhev-Vyazma từ mùa hè đến mùa đông năm 1942-1943, quân đội Đức Quốc xã đã có sự chuẩn bị tốt hơn nhiều so với mùa đông 1941-1942. Trong đó, việc cải tiến vũ khí trang bị từ súng tiểu liên, pháo cho đến xe tăng, máy bay đều có thể bảo đảm cho những thứ đó hoạt động tốt trong mùa đông Nga lạnh giá. Bộ Tổng tư lệnh tối cao lục quân Đức (OKH) đã tăng viện kịp thời cho Cụm tập đoàn quân Trung tâm (Đức) bằng 13 sư đoàn lấy từ Tây Âu, Đông Âu và nước Đức sang, giúp cho Cụm tập đoàn quân này duy trì được sức chiến đấu sau nhưng tổn thất to lớn hồi mùa đông 1941-1942. Trong đó, bổ sung 300.000 quân lần lượt được đào tạo trong các tháng 1, 2, 3 năm 1942, mỗi tháng 100.000 quân; đồng thời điều động đến Cụm tập đoàn quân Trung tâm các sư đoàn cơ giới "Adolf Hitler", trung đoàn cơ giới "Grossdeutschland", tăng cường thêm cho các sư đoàn xe tăng 22, 23, 24, 25 và sư đoàn cơ giới 10 mỗi sư đoàn một trung đoàn xe tăng. Ngày 27 tháng 1, Bộ Tổng tham mưu lục quân Đức tiếp tục tăng viện cho mặt trận phía đông 6 sư đoàn xe tăng, trong đó cho Cụm tập đoàn quân Trung tâm nhận 3 sư đoàn xe tăng. Ngoài 6 sư đoàn bộ binh ở phía tây đã được điều động sang phía đông từ ngày 5 tháng 1 năm 1942, trong tháng 1 năm 1942 sẽ tiếp tục điều động từ phía tây sang mặt trận phía đông thêm 4 sư đoàn nữa.
Sau khi thua trận trước ngưỡng cửa Moskva cuối năm 1941 và phải rút khỏi tuyến sông Lama tháng 1 năm 1942, các tướng lĩnh chỉ huy quân đội Đức Quốc xã đã rút được nhiều kinh nghiệm trong tác chiến phòng ngự. Hơn 85.000 công binh đã được huy động để thiết lập các tuyến phòng ngự có chiều sâu trên khu vực Rzhev-Sychyovka-Vyazma. Các tuyến đường sắt Rzhev-Sychyovka-Vyazma, Smolensk - Vyazma, Smolensk - Spas-Demensk là như các trục giao thông trọng yếu đã được sử dụng triệt để và bảo vệ chu đáo để cơ động quân đội trong phòng ngự, đặc biệt là cơ động xe tăng. Trong các trận phản kích, quân đội Đức Quốc xã đều đặt trọng tâm vào việc giải tỏa các trục đường sắt và đường bộ chiến lược, "nhường lại" cho đối phương kiểm soát các khu vực đầm lầy và các khu rừng rậm rạp nếu chưa đủ lực lượng để "tảo thanh". Nhờ các tuyến phòng ngự có chiều sâu, Cụm tập đoàn quân Trung tâm (Đức) đã ngăn chặn có hiệu quả lối đánh "bóc vỏ" của các phương diện quân Tây, Kalinin và Bryansk (Liên Xô), buộc đối phương phải dừng lại trên một hoặc hai tuyến phòng ngự vòng ngoài, sau đó dùng lực lượng xe tăng cơ giới mạnh phản kích để chiếm lại. Khi quân đội Liên Xô chậm rút các đơn vị bị chia cắt, người Đức đã tận dụng cơ hội này để bao vây, đánh thiệt hại nặng các tập đoàn quân này. Mặc dù không đạt được thành công như trong các chiến dịch hợp vây lớn trong hè thu năm 1941 nhưng ít nhất, Cụm tập đoàn quân Trung tâm (Đức) cũng "nhổ" được hai "cái dằm" lớn phía sau lưng họ tại khu vực Dorogobuzh và Kholm-Zhikovsky, làm cho quân đội Liên Xô không thể biến những nơi này thành các bàn đạp tấn công vào hậu tuyến của họ.
Cuộc rút quân đầu năm 1943 được người Đức tiến hành khá chu đáo, trong kế hoạch rút quân đã quy định cụ thể 3 tuyến trung gian trước khi chốt giữ tại tuyến cuối cùng từ Ribshevo - Safonovo - Milyatino. Mặc dù bị thiệt hại hơn 20.000 quân chết, mất tích và bị thương nhưng các quân đoàn bộ binh 20, 23 và Quân đoàn xe tăng 41 (Đức) đã hoàn thành nhiệm vụ cản hậu, bảo đảm cho cuộc rút quân được diễn ra tương đối suôn sẻ.
Những điểm yếu
Quân đội Đức Quốc xã trong chuỗi khủng hoảng sau thất bại trước cổng thành Moskva cuối năm 1941 đã tiếp tục thất bại và phải rút lui xa hơn khi quân đội Liên Xô liên tiếp mở hai chiến dịch phản công lớn từ tháng 1 đến tháng 4 năm 1942. Việc chọn các tuyến sông Lama - Ruza - Nara làm tuyến phòng ngự cơ bản để chờ đợi qua mùa đông 1941-1942 đến mùa hè 1942 sẽ tiếp tục tấn công là một sai lầm có tính chủ quan của Hitler. Đây là những con sông hẹp, nông và thường đóng băng qua 3 đến 4 tháng mùa đông, riêng mùa đông 1941-1942, thời gian đóng băng lâu đến gần 5 tháng. Sai lầm về việc "không biết đến thời tiết" của Hitler đã làm cho quân đội Đức Quốc xã phải trả giá. Trong khi tuyến phòng thủ của Tập đoàn quân 9 và Tập đoàn quân xe tăng 3 trên bờ tây các tuyến sông Lama - Ruza - Nara chưa kịp củng cố thì bộ binh trượt tuyết, kỵ binh và xe tăng hạng nhẹ Liên Xô đã dễ dàng vượt qua mặt sông đóng băng và tấn công vào các công sự mới đắp bằng tuyết và gỗ của quân Đức, đẩy quân Đức lùi sâu về các tuyến sông Gzhatsk và Vazuza.
Các chiến dịch tảo thanh hai khu vực Kholm Zhirkovsky và Dorogobuzh của Cụm tập đoàn quân Trung tâm (Đức) đều không được tiến hành đến nơi đến chốn. Chiến dịch Hannover chỉ thành công một nửa khi các quân đoàn cơ giới 47 và 57 chỉ đánh thiệt hại nặng mà không tiêu diệt được Tập đoàn quân 33 (Liên Xô) và đã để cho Quân đoàn kỵ binh cận vệ 1 cùng 3 lữ đoàn đổ bộ đường không Liên Xô thoát vây về hướng Đông Nam. Chiến dịch này mặc dù xóa được các khu du kích Liên Xô ở phía nam đường sắt Smolensk - Spas-Demensk nhưng không tiêu diệt được chủ lực của du kích. Sau thời gian "tạm lánh" sang phía bắc Smolensk, các nhóm du kích Liên Xô lại quay trở lại hoạt động mạnh hơn tại khu vực này, tiếp tục các hoạt động phá hoại, làm rối loạn hậu phương của Cụm tập đoàn quân Trung tâm. Thậm chí biến hậu phương đó trở thành "chiến tuyến thứ hai". Các hoạt động của quân du kích phối hợp với các đơn vị biệt kích dù Liên Xô trong năm 1942 tại khu vực Rzhev-Vyazma đã gây thương vong cho hơn 15.000 sĩ quan và binh kích Đức. Chiến dịch Seydlitz cũng chỉ thành công một nửa khi tướng Heinrich von Vietinghoff tuyên bố "hạ màn vở kịch" vào ngày 12 tháng 7. Trong khi đó thì vẫn còn hàng chục vạn quân Liên Xô và du kích tiếp tục chiến đấu, phá vây về hướng Tây và đông bắc, những nơi chỉ có các đội trắc vệ Đức mỏng yếu đóng giữ. Kết quả là bộ khung cơ bản cùng hàng vạn quân của Tập đoàn quân 39 (Liên Xô) vẫn thoát vây.
Trong mùa đông 1942-1943, mặc dù Cụm tập đoàn quân Trung tâm (Đức) giành được thắng lợi trong chiến dịch phòng ngự chống lại Cuộc hành quân "Sao Hỏa" của quân đội Liên Xô nhưng đó chỉ là một thắng lợi có tính chiến thuật. Thắng lợi đó phải trả bằng cái giá đắt hơn nhiều lần do thất bại có tính chiến lược của Tập đoàn quân 6 (Đức) tại mặt trận Stalingrad và các thất bại của Cụm tập đoàn quân B ở trung lưu sông Đông trong Chiến cục Đông-Xuân 1943. Sau chiến dịch này, quân đội Đức Quốc xã cũng không còn đủ sức tấn công trên khu vực Rzhev-Vyazma. Sự dùng dằng trong xử lý chiến lược của Hitler cùng Tổng hành dinh quân đội Đức Quốc xã giữa Moskva và Kursk một lần nữa khiến quân đội Đức Quốc xã phả trả giá đắt. 16 sư đoàn được rút ra để tăng viện cho cánh quân Bắc Kursk không những đã không đem lại thành công cho Chiến dịch "Thành trì" mà còn làm cho cái "nền tảng của mặt trận phía đông" sụp đổ, tạo tiền đề cho những thất bại tiếp theo của quân đội Đức Quốc xã trong các trận đánh của Chiến dịch Smolensk (1943).

### Ảnh hưởng

#### Về quân sự
Hoạt động quân sự tại khu vực Rzhev-Sychyovka-Vyazma đã giam chân tại đây 4 tập đoàn quân bộ binh và 2 tập đoàn quân xe tăng (không kể tập đoàn quân xe tăng 4) của quân đội Đức Quốc xã trong hơn một năm. Trong đó, Tập đoàn quân 9 và Tập đoàn quân xe tăng 2 là các đơn vị phải bổ sung, thay thế quân số nhiều lần trước khi được rút ra để ném vào mặt trận Kursk. quân đội Liên Xô cũng buộc phải duy trì tại khu vực này 16 đến 18 tập đoàn quân, trong đó Phương diện quân Tây có 9 tập đoàn quân. Tuy nhiên, do lực lượng dự bị dồi dào, quân đội Liên Xô vẫn có thể duy trì binh lực này đến giai đoạn cuối năm 1943, trừ trường hợp Tập đoàn quân xung kích 1 được rút ra để tăng cường cho cánh phải của Phương diện quân Kalinin. Hậu quả của các chiến dịch tại khu vực đã làm cho quân đội cả hai bên bị thiệt hại nặng trong các trận đánh giằng co đẫm máu. Cuối cùng là quân đội Đức Quốc xã phải từ bỏ hoàn toàn âm mưu đánh chiếm Moskva, quân đội Liên Xô chiếm lĩnh các bàn đạp có lợi để tiếp tục tổ chức các chiến dịch tấn công về phía tây.

#### Về chính trị
Việc quân đội Liên Xô xóa bỏ bàn đạp Rzhev-Sychyovka-Vyazma đã làm tăng thêm tín nhiệm của các nước đồng minh chống phát xít đối với Liên Xô. Sau khi quân đội Liên Xô hoàn toàn làm chủ khu vực Rzhev-Vyazma, ngày 4 tháng 3 năm 1943, Thủ tướng Anh Winston Churchill đã gửi điện chúc mừng đến Tổng tư lệnh tối cao Liên Xô I. V. Stalin. Bức điện có đoạn viết:
| “                                        | Xin vui lòng chấp nhận lời chúc mừng nồng nhiệt nhất của tôi về việc giải phóng Rzhev. Tại các cuộc thảo luận giữa chúng ta hồi tháng Tám [năm 1942], tôi biết tầm quan trọng của việc giải phóng khu vực mặt trận đó đối với các bạn. | ” |
| — Winston Churchill - Thủ tướng Anh Quốc | |   |

Đối với quân đội Đức Quốc xã tại khu vực Rzhev-Vyazma, tinh thần chiến đấu và tính kỷ luật của nó giảm theo thời gian. Ban đầu, được giáo dục bởi 4 nguyên tắc: "Người Đức" (nói về sự cần thiết phải bảo vệ và tôn vinh chủng tộc Aryan thượng đẳng); "Đế chế Đức" (nói về sự cần thiết của lực lượng vũ trang trong việc bảo vệ Đảng Quốc xã và Nhà nước Đức); "Không gian sinh tồn" (nói về sự cần thiết phải mở rộng không gian sống của người Đức để phát triển chủng tộc Aryan, bài trừ các chủng tộc khác); "Đối thủ trên mặt trận" (nói về nghĩa vụ và danh dự của quân nhân Đức trong cuộc chiến đấu theo lý tưởng của chủ nghĩa Quốc gia Xã hội - NAZI); sĩ quan và binh lính Đức chiến đấu với tinh thần mạnh mẽ và kỷ luật cao. Nhưng cùng với những thất bại liên tiếp trên chiến trường Xô-Đức nói chung và trên mặt trận Rzhev-Vyazma nói riêng, tinh thần ấy đã bắt đầu sa sút. Hiện tượng đào ngũ về hậu phương hoặc đào tẩu sang phía quân đội Liên Xô đã xuất hiện và không còn là cá biệt. Đặc biệt, sự cộng tác của Thượng tướng Pháo binh Walther von Seydlitz-Kurzbach và Thiếu tướng, tiến sĩ Otto Korfes sau khi bị bắt ở mặt trận Stalingrad với quân đội Liên Xô trong khuôn khổ "Phong trào liên minh Sĩ quan Đức giải phóng nước Đức" đã làm cho tinh thần của sĩ quan và binh lính Đức hoang mang. Từ tháng 3 năm 1943, các đội mật vụ của Gestapo, các sĩ quan SS được bố trí ở khắp các trung đoàn, sư đoàn Đức để ngăn chặn các hành vi mà Hitler gọi là "phản nghịch" của sĩ quan và binh lính Đức.

#### Tổn thất dân sự

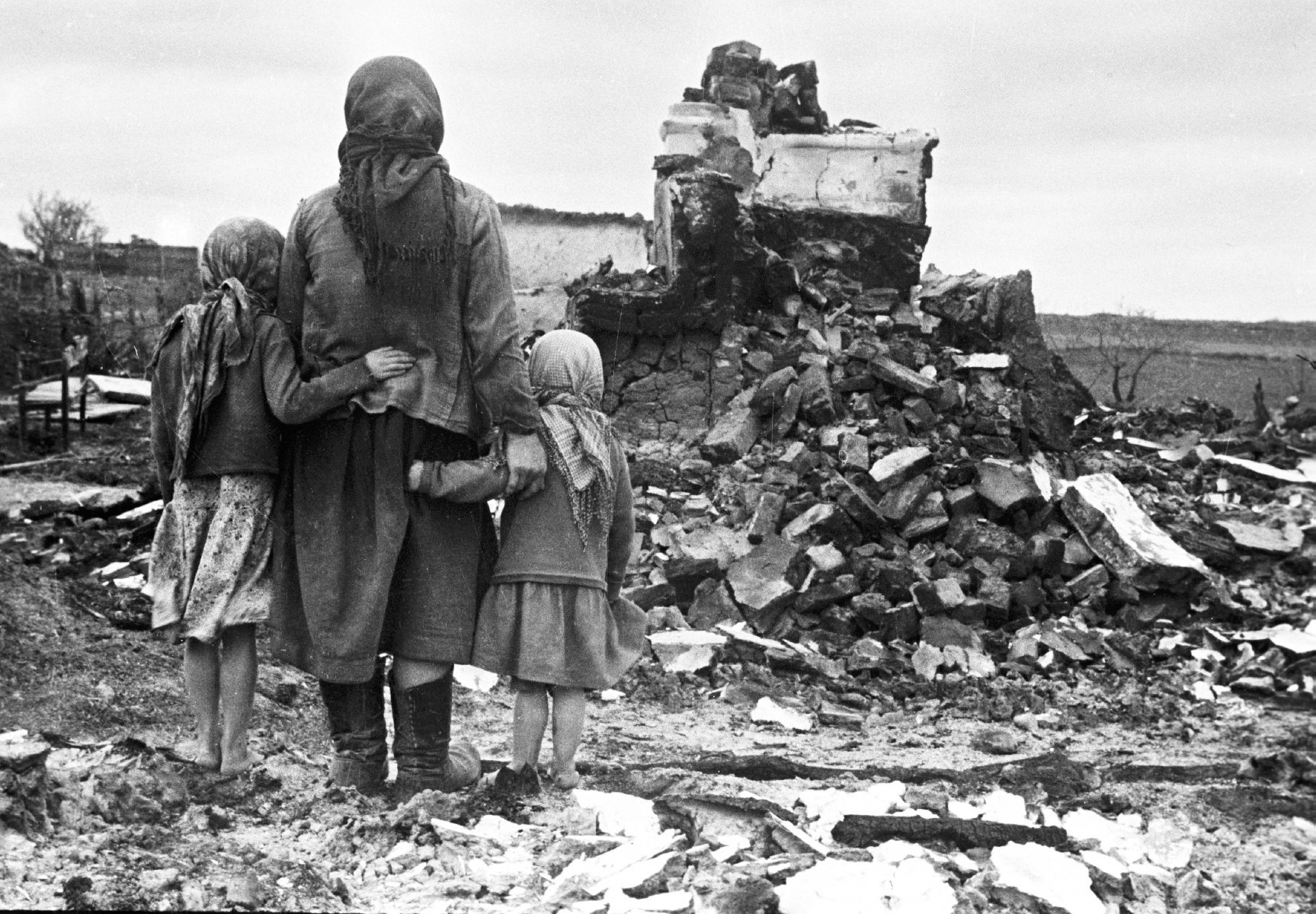
Người dân Liên Xô đứng trước những gì còn lại của ngôi nhà của họ

Thành phố Rzhev có hơn 56.000 dân trước chiến tranh thì sau cuộc chiến, đến ngày 3 tháng 3 năm 1943 (ngày giải phóng thành phố) chỉ còn lại 150 người, nếu kể cả khu vực ngoại ô là 326 người. Hơn 20.000 người dân đã chết trong thời gian chiến sự. Số còn lại bị đưa sang các Holocaust ở Đức và Đông Âu. Trong số 5.443 ngôi nhà trước chiến tranh thì đến tháng 3 năm 1943 chỉ còn lại 297 ngôi nhà. Ủy ban quốc gia về tình trạng khẩn cấp Nga đã đưa ra đánh giá tổng thiệt hại của thành phố Rzhev trong chiến tranh là hơn nửa tỷ Rub theo thời giá 1941.
Thành phố Vyazma cũng gần như bị phá hủy hoàn toàn trong thời gian chiến sự. Trong thời gian chiếm đóng Vyazma, quân đội Đức Quốc xã đã lập hai trại giam lớn tại đây mang số hiệu Dulag số 184 và Dulag số 230. Chúng được gọi là các "trại tử thần". Đối tượng giam giữ bao gồm cả tù binh và dân thường Liên Xô trong các khu vực Smolensk, Nelidovo, Rzhev, Zubtsov, Gzhatsk, Sychyovka... Theo hồ sơ mà cơ quan SMERSH (Liên Xô) thu được sau khi quân Đức rút chạy, đã có 5.500 người chết vì các vết thương. Trong mùa đông 1941-1942, mỗi ngày đã có trung bình 300 người bị giam giữ bị chết bệnh, chết rét, chết đói, chết vì bị tra tấn và các nguyên nhân khác. Sau chiến tranh, tại hai trại này, người ta phát hiện được 45 hố chôn tập thể có kích thước 4 x 100 m, trong đó có từ 70.000 đến 80.000 xác người không xác định được danh tính. Trong số người bị giam giữ tại trại số 230, quân Đức phát hiện có 8 lãnh đạo chính trị địa phương, 60 chính ủy, chính trị viên quân đội Liên Xô và 117 người Do Thái. Tất cả họ đều bị quân Đức xử bắn hoặc treo cổ.

## Tưởng niệm và di sản

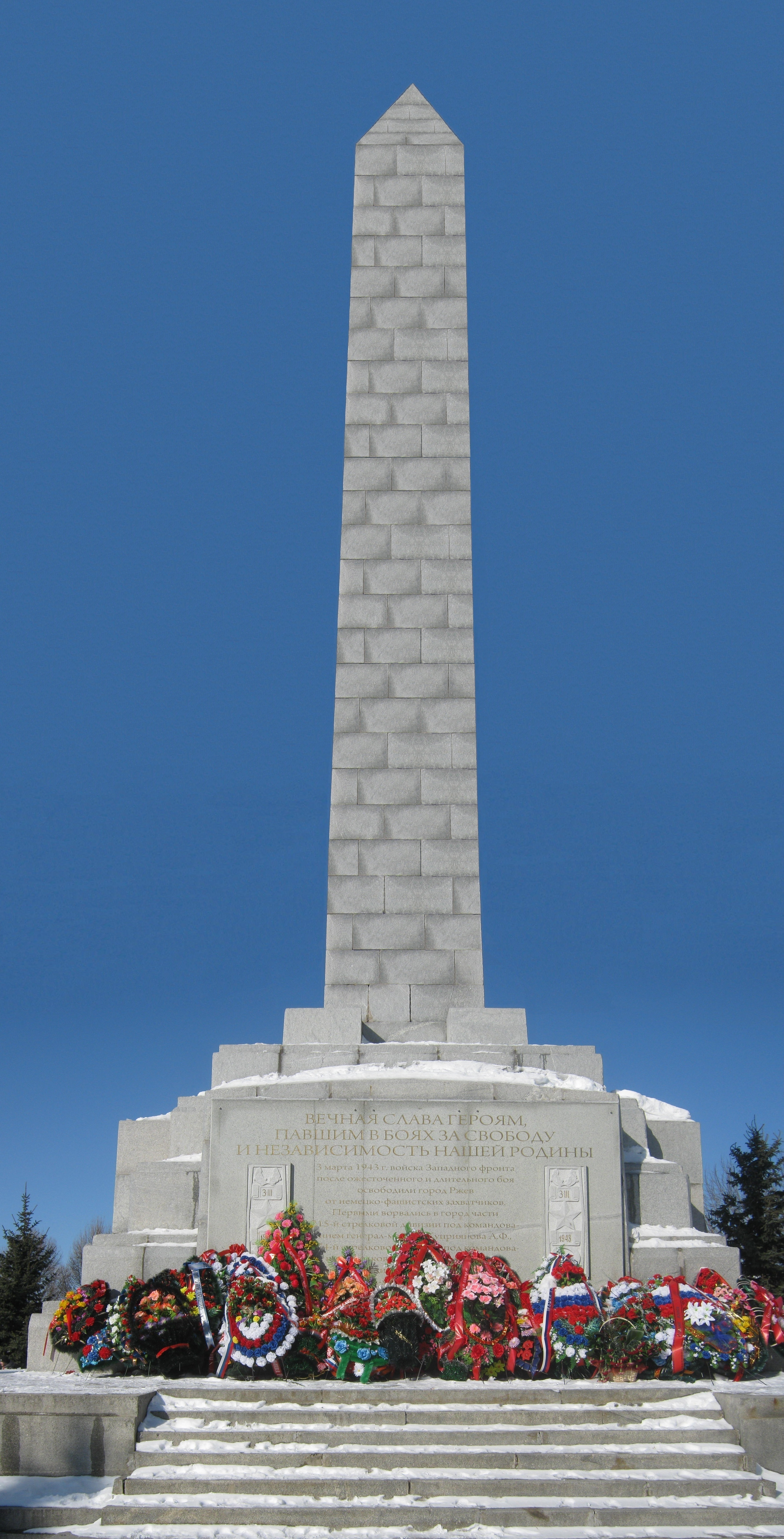
Đài kỷ niệm chiến sĩ trận vong Liên Xô tại thành phố Rzhev

Thành phố Rzhev được tặng thưởng Huân chương Chiến tranh Vệ quốc hạng nhất theo sắc lệnh của chủ tịch đoàn Xô Viết Tối cao vào ngày 2 tháng 3 năm 1978 do những thành tích trong việc chống quân xâm lược Đức và những thành tích về phát triển kinh tế và văn hóa sau chiến tranh. Và theo sắc lệnh của Tổng thống Liên bang Nga ngày 8 tháng 10 năm 2007, thành phố Rzhev cũng được trao tặng danh hiệu "Thành phố quân sự vinh quang" (Город воинской славы) dành cho "sự dũng cảm, kiên định và chủ nghĩa anh hùng tập thể của thành phố trong việc bảo vệ độc lập và tự do của Tổ quốc". Cựu chiến binh, nhà văn V. P. Astafiyev, tác giả của tiểu thuyết "Bị nguyền rủa và bị giết" (Прокляты и убиты) đã nhận xét về những trận đánh tại Rzhev như sau: "Chúng ta đã đổ đầy máu vào những dòng sông và lấp đầy những xác người trên núi.".
Nhà thơ Aleksandr Trifonovich Tvardovsky đã ngầm nhắc nhở về những trận đánh vô danh trên mặt trận này trong câu thơ Tôi bị giết gần Rzhev... (Я убит подо Ржевом, (1945-1946)).
Tại các thành phố Rzhev, Vyazma, Sychyovka, Gzhatsk, Yukhnov, Kirov và nhiều thành phố khác trong vùng đều dựng các tượng đài kỷ niệm những người thuộc quốc tịch Liên Xô trước đây đã tử trận trong các chiến dịch phòng thủ và tấn công tại khu vực mặt trận này.

## Những tranh cãi hiện nay về các hoạt động quân sự tại mặt trận Rzhev-Sychyovka-Vyazma
Chiến sự tại Mặt trận Rzhev-Sychyovka-Vyazma được nhắc tới hết sức sơ sài và chung chung trong các tài liệu lịch sử Liên Xô. Nhiều thông tin về mặt trận này chỉ được hé lộ sau khi Liên Xô sụp đổ vào năm 1991 - lúc mà các nhà sử học đã có thể tiếp cận được cái tài liệu "mật" của Liên Xô. Tuy nhiên ngày tháng diễn ra, tên gọi, kết quả, tầm quan trọng, thương vong của nhiều trận đánh trong mặt trận này vẫn chưa được xác định rõ ràng và chính xác và gây nhiều tranh cãi trong dư luận.
Trước hết là các tranh cãi về thương vong của quân đội Liên Xô trong chiến sự tại khu vực Rzhev-Sychyovka-Vyazma từ tháng 1 năm 1942 đến hết tháng 3 năm 1943. Bộ phim tài liệu của A. V. Pivovarov mang tựa đề "Rzhev. Trận đánh không được biết đến của Georgy Zhukov." (Ржев. Неизвестная битва Георгия Жукова) được trình chiếu ngày 23 tháng 2 năm 2009 trên kênh truyền hình NTV đã đưa ra con số 433.000 binh sĩ Hồng quân đã thiệt mạng trong các trận đánh tại khu vực. Bộ phim này đã gây ra phản ứng dữ dội trong một bộ phận dư luận Nga và có một số ý kiến yêu cầu phải bắt giam và khởi tố những nhà làm phim.. Nhà báo Alina Makeyeva của báo "Sự thật Komsomon" trong bài viết trên báo này ngày 19 tháng 2 năm 2009 nhận định: "Con số mà các nhà sử học đưa ra là quá thấp. Phải có đến hơn một triệu binh sĩ và sĩ quan Liên Xô đã chết ! Rzhev và các thị trấn lân cận đã bị phá hủy hoàn toàn" nhưng không dẫn được tài liệu minh chứng. Không dừng lại ở con số 1 triệu, Elena Tokaryeva trong bài đăng trên tạo chí "Cây vĩ cầm" (Nga) số ra ngày 26 tháng 2 năm 2009 đã nhận định phải có trên 1 triệu Hồng quân đã thiệt mạng tại Rzhev. "Cuộc chạy đua của những con số thương vong tại Rzhev" vẫn không ngừng lại. Nhà nghiên cứu Svetlana Aleksandrovna Gerasimova thuộc Bảo tàng nhà nước tỉnh Tver trong luận án tiến sĩ có tên "Rzhev-Sychevka, cuộc tấn công đầu tiên vào năm 1942 dưới góc nhìn mới" của bà đã đưa ra con số được cho là chính xác: 1.325.823 Hồng quân đã thiệt mạng trong bốn chiến dịch tại khu vực này. Tiếp đó, nhà báo thuộc phe "Áo vàng" Igor Elkov viết trên tờ báo "Tuần nước Nga" số 4857 ngày 26 tháng 2 năm 2009 lớn tiếng nhân định: "Các con số chính xác về thiệt hại của các bên vẫn còn trong vòng tranh cãi. Gần đây, có dư luận nói về 1,3 đến 1,5 triệu binh sĩ Liên Xô đã chết. Trong khi đó nó có thể lên đến con số: hơn 2 triệu".

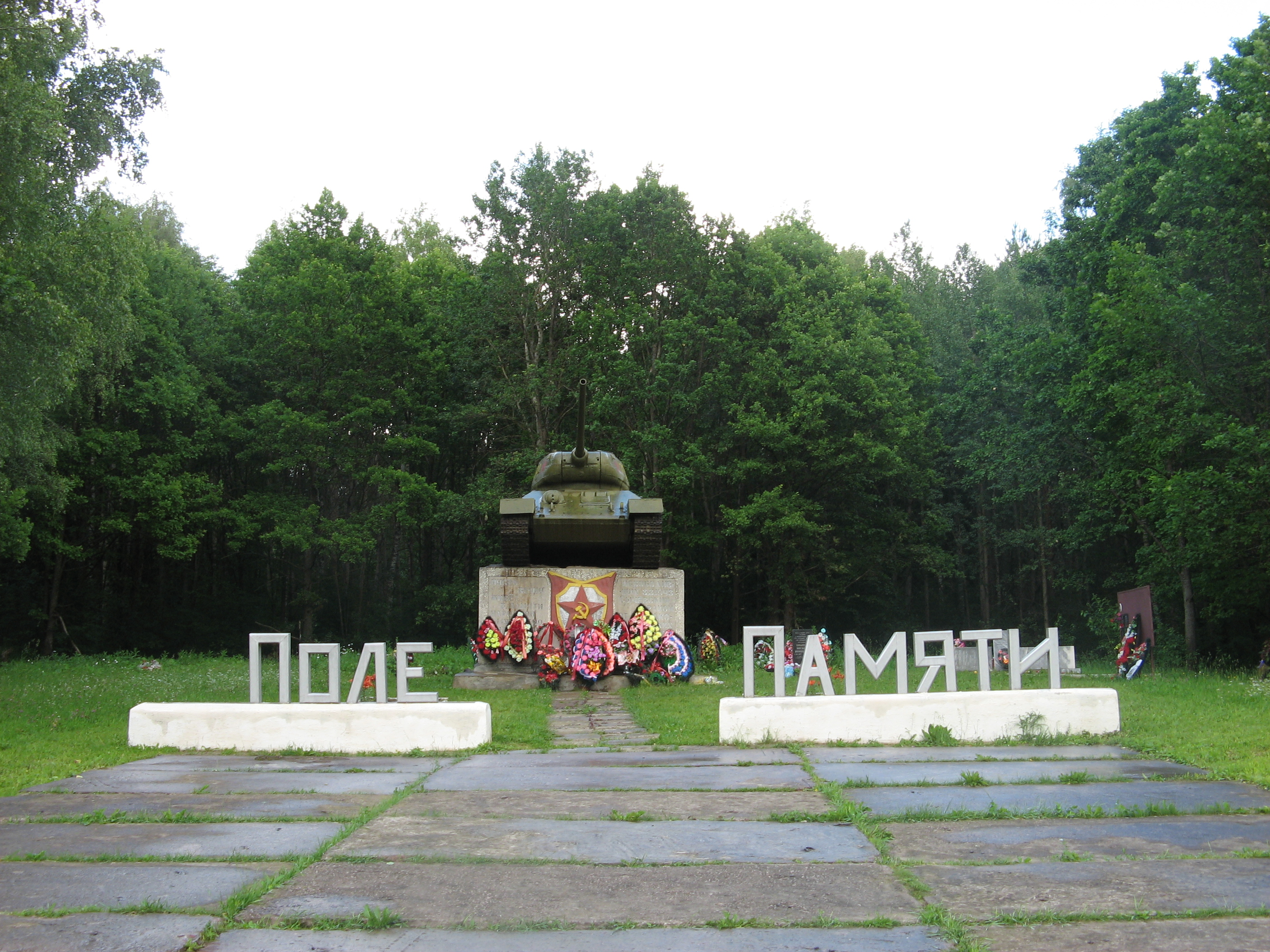
Đài tưởng niệm cuộc Chiến tranh vệ quốc vĩ đại trên cánh đồng Pamyaty, thành phố Sychyovka

Phê phán tất cả các quan điểm trên đây, Đại tá dự bị, tiến sĩ sử học A. V. Isayev bằng những chứng cứ rút từ tài liệu lưu trữ của Bộ Quốc phòng Nga cho rằng, những cái gọi là nghiên cứu của bà Svetlana Aleksandrovna Gerasimova là kiểu "nghiên cứu trên đôi giày cao gót" và nhận định của các nhà báo kể trên đều là các nhận định hùa theo làn sóng của dư luận những người không am hiểu khoa học lịch sử mang động cơ mị dân với khẩu hiệu "mọi thông tin phải được công khai cho người dân biết". Bằng những tài liệu cụ thể, có nguồn gốc rõ ràng, A. V. Isayev đã dẫn chứng quân số thương vong của các Phương diện quân Tây, Kalinin, Bryansk trong từng thời điểm, từng mặt trận, từng chiến dịch gồm có:
- Thiệt hại của Phương diện quân Tây trên hướng Rzhev từ tháng 1 đến tháng 4 năm 1942: 24.339 chết, 5223 mất tích, 105.021 bị thương. (Tài liệu gốc của Bộ Quốc phòng, Mã hiệu TsAMO RF, tủ số 208, ngăn số 2579, cặp số 16, tập số ll (các trang 71-99).
- Thiệt hại của Phương diện quân Kalinin trên hướng Rzhev từ tháng 1 đến tháng 4 năm 1942: 123.380 chết và mất tích, 341.227 bị thương. (Tài liệu gốc của Bộ Quốc phòng, Mã hiệu TsAMO RF, tủ số 208, ngăn số 2579, cặp số 16, tập số ll (các trang 71-99).
- Tổng thiệt hại của Phương diện quân Tây và Phương diện quân Kalinin từ tháng 1 đến tháng 4 năm 1942: 152.943 chết và mất tích trong tổng số 446.248 thương vong (nguồn như trên).
- Tổng thiệt hại của các tập đoàn quân 29, 30 (Phương diện quân Kalinin), các tập đoàn quân 20, 31 (Phương diện quân Tây) trong tháng 8 năm 1942 gồm 223.967 người, trong đó chết và mất tích 57.698 người. (Tài liệu gốc của Bộ Quốc phòng, Mã hiệu TsAMO RF, tủ số 208, ngăn số 2579, cặp số 16, tập số ll (các trang 150-158)
- Tổng thiệt hại của các tập đoàn quân 20, 29, 30, 31 (Phương diện quân Tây) và tập đoàn quân 39 (Phương diện quân Kalinin) trong tháng 9 năm 1942 gồm 21.221 chết trong tổng số 75.599 thương vong. (Tài liệu gốc của Bộ Quốc phòng, Mã hiệu TsAMO RF, tủ số 208, ngăn số 2579, cặp số 16, tập số ll (các trang 163-166).
- Tổng thiệt hại của Phương diện quân Kalinin trong Chiến dịch Sao Hỏa gồm 33.346 chết, 3.620 người mất tích trong tổng số 100.723 thương vong (nguồn như trên).
- Tổng thiệt hại của các tập đoàn quân 20, 30, 31 và Quân đoàn kỵ binh cận vệ 2 từ 21 đến 30 tháng 11 năm 1942 (giai đoạn 1 của "Sao Hỏa" gồm 7.893 người chết, 1.288 người mất tích trong tổng số 38.170 thương vong. (Tài liệu gốc của Bộ Quốc phòng, Mã hiệu TsAMO RF, tủ số 208, ngăn số 2579, cặp số 16, tập số ll, các trang 190-200).

A. V. Isayev cũng dẫn kết quả nghiên cứu của Thượng tướng G. F. Krivosheyev, đồng sự lớn tuổi của ông tại Viện Lịch sử quân sự Nga và chỉ ra sự thống nhất giữa nghiên cứu của ông với nghiên cứu của G. F. Krivosheyev.
Cuối cùng, A. V. Isayev tổng kết chỉ có 392.554 người chết trong tổng số thương vong 1.160.787 người của quân đội Liên Xô trên toàn mặt trận Rzhev-Sychyovka-Vyazma từ tháng 1 năm 1942 đến tháng 3 năm 1943. Ông cũng phê phán bộ phim tài liệu của Aleksey Vladimirovich Pivovarov rằng cái gọi là bộ phim ấy đã cắt xén nhiều "khúc đuôi" quan trọng của các chiến dịch như cuộc thoát vây của nhóm quân còn lại của Tập đoàn quân 33, cuộc thoát vây của Quân đoàn kỵ binh cận vệ 1, cuộc thoát vây của hơn 17.000 người còn lại trong quân số của Tập đoàn quân 39 tại "Chiến dịch Seydlitz" và cuộc phá vây của Tập đoàn quân 41. Theo A. V. Isayev, nếu căn cứ vào bộ phim của Aleksey Vladimirovich Pivovarov và luận án tiến sĩ của Svetlana Aleksandrovna Gerasimova thì Bộ Quốc phòng Liên Xô (trước đây) và Bộ Quốc phòng Nga (hiện nay) phải "ghi tên một số người còn sống vào danh sách các liệt sĩ". Cho đến nay, chưa có bài báo hay tác phẩm nào ở Nga phản bác lại những luận cứ của A. V. Isayev.
Tranh cãi tiếp theo là về vai trò và trách nhiệm của G. K. Zhukov trong thất bại của "Chiến dịch Sao Hỏa". Nhà sử học quân sự, đại tá David M. Glantz (Hoa Kỳ) cho rằng G. K. Zhukov phải chịu trách nhiệm về thất bại của Hồng quân Liên Xô trong Chiến dịch Sao Hỏa và ông gọi đây là thất bại lớn nhất của G. K. Zhukov trong Chiến tranh Xô-Đức. David Glantz nhận định: "Trường hợp "Sao Hỏa" cho thấy Zhukov xử lý không chắc chắn và thiếu chính xác và thực sự đưa đến một thảm họa. Và do đó, với một tham vọng quá lớn nhưng lại thực hiện vụng về, hoặc quá tốn kém".  Tuy nhiên, nhà sử học Antony Beevor, người đã từng quy kết G. K. Zhukov đã "thả rông" cho binh lính của mình "làm bậy" tại Berlin năm 1945 lại không đồng ý với nhận định của David M. Glantz. Theo A. Beevor, G. K. Zhukov có ít thời gian tạp trung chỉ đạo Chiến dịch Sao Hỏa vì ông đang bận chỉ đạo Chiến dịch Sao Thiên Vương tại mặt trận Stalingrad.
Trong bài viết "Kỷ niệm lần thứ 70 các chiến dịch Pogorelov-Gorodishche và Rzhev-Sychevska (lần thứ hai) năm 1942" đăng trên trang web chính thức của Viện Lịch sử quân sự Nga, các tác giả Vladimir Chernov và Galina Yaroslavovna thuộc Bảo tàng Chiến tranh vệ quốc vĩ đại Trung ương Nga cũng chỉ ra rằng, các học giả Phương Tây đã quá chú tâm đến "thần tượng" G. K. Zhukov đến nỗi họ quên mất rằng ông đã được cho thôi chức Tư lệnh Phương diện quân Tây từ ngày 26 tháng 8 năm 1942 để nhận chức Phó Tổng tư lệnh tối cao và ngày 29 tháng 8, ông đã bay đi Stalingrad để chỉ đạo mặt trận hướng tây nam cùng với A. M. Vasilevsky thay cho S. M. Timoshenko bị Đại bản doanh triệu hồi. Trước đó, từ ngày 1 tháng 2 năm 1942, Tổng tư lệnh tối cao chịu trách nhiệm chỉ đạo các Phương diện quân hướng Tây và ông vẫn chỉ đạo các phương diện quân này cho đến cuối cuộc chiến tranh Xô-Đức. Xét theo lịch sử di chuyển và chỉ đạo của G. K. Zhukov đối với các phương diện quân, tập đoàn quân trong Chiến tranh Xô-Đức thì có thể thấy sự quy kết của David Glantz là không có cơ sở.

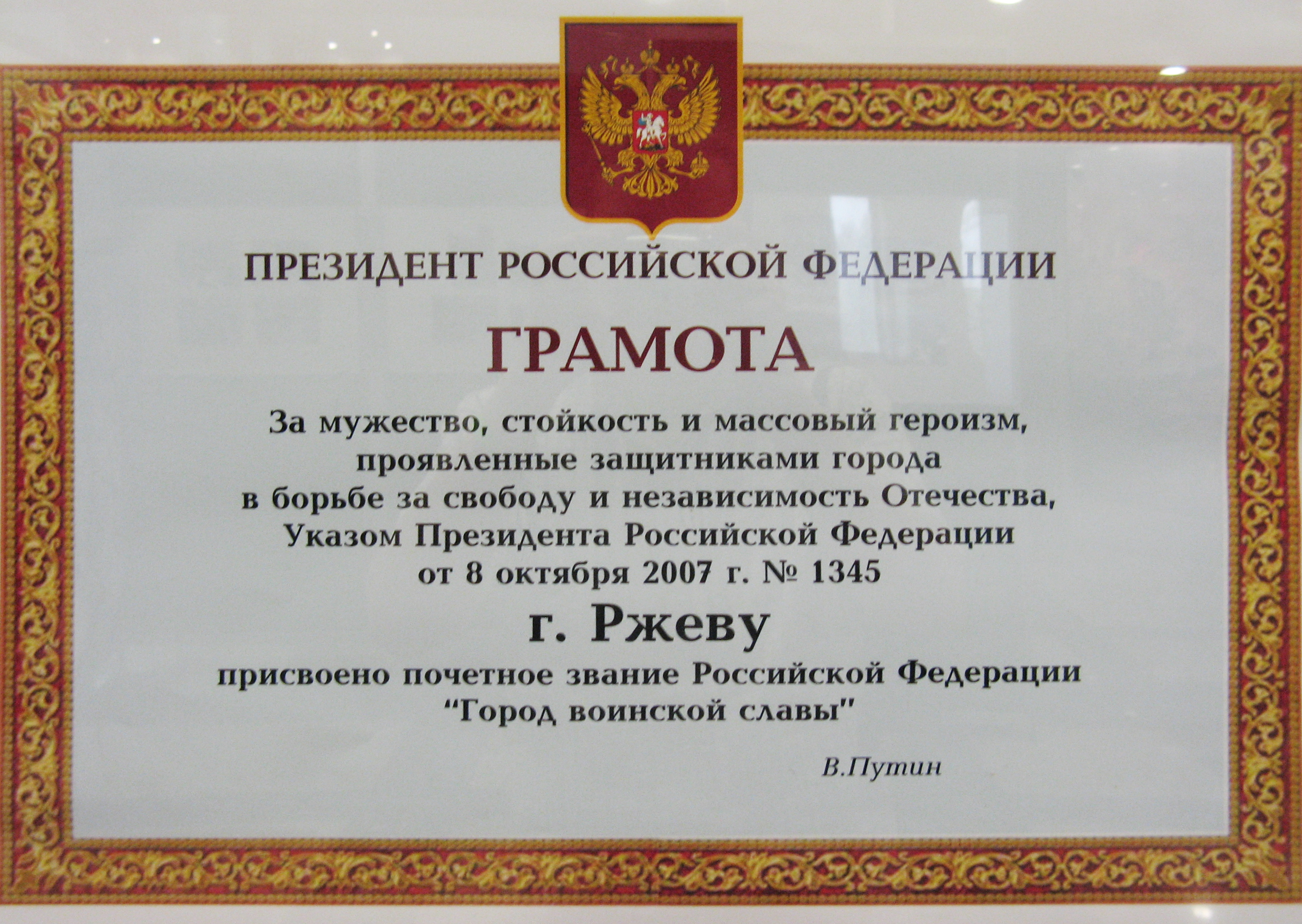
Bằng vinh danh "Thành phố quân sự danh dự của Liên bang Nga" đối với thành phố Rzhev

Tranh cãi thư ba có liên quan đến việc phong tăng danh hiệu "Thành phố quân sự danh dự" đối với hai thành phố Rzhev và Vyazma. Những người phản đối việc phong tặng này cho rằng hai thành phố này đã bị quân đội Đức Quốc xã chiếm đóng và sau đó, người Nga phản công lấy lại. Tuy nhiên, theo những quy định tại "Luật liên bang ngày 09 tháng 5 năm 2006", số 68-FZ về "Danh hiệu danh dự của Liên bang Nga - Thành phố quân sự danh dự" và "Quy định về điều kiện và thủ tục cho việc phong tặng danh hiệu "Thành phố quân sự danh dự của Liên bang Nga", những thành phố dùng bị chiếm đóng hay không bị chiếm đóng nhưng dân cư, các đơn vị quân đội và viên chức chính quyền ở đó đã thể hiện lòng yêu nước, lòng can đảm, sự dũng cảm, chủ nghĩa anh hùng, có những đóng góp to lớn về người, vật chất, tinh thần cho cuộc Chiến tranh vệ quốc vĩ đại đều có thể được xét phong tặng danh hiệu "Thành phố quân sự danh dự". Trang web chính thức của Tổng thống Nga cũng như trang web của Bộ Quốc phhòng Nga đều nêu rõ chiến công của các thành phố này không chỉ thể hiện ở các chiến dịch đầu năm 1942 đến đầu năm 1943 mà còn trong các cuộc phòng thủ kiên cường trong chiến dịch phòng ngự Moskva cuối năm 1941. Xét theo các quy định này, các thành phố Rzhev, Vyazma và nhiều thành phố khác tuy bị quân Đức chiếm đóng nhưng vẫn đủ các điều kiện để phong tặng danh hiệu "Thành phố quân sự danh dự của Liên bang Nga".